# Кононенко Віталій Олександрович (художник)
Віталій Олександрович Кононенко (* 13 серпня 1935 р., с. Новий Світ, Краматорськ, УРСР) — український живописець, портретист, член Національної спілки художників України. 

## Ранні роки та освіта
Віталій Кононенко народився в Краматорську, УРСР, у селищі Новий Світ. Батько художника, Олександр Семенович Кононенко, працював бухгалтером на Старокраматорському машинобудівному заводі, а мати, Єфросинія Степанівна Кононенко (до шлюбу Чвалун), також працювала бухгалтеркою в будівельному підприємстві «Донмашстрой». Дід художника, Семен Кононенко, був успішним будівельником.
27 жовтня 1941 року до міста увійшли німецькі війська, і майже відразу будинок, де проживала родина, був окупований і переобладнаний у військовий штаб, а сім'я переселена в літню кухню. Місто залишалося під нацистською окупацією до вересня 1943 року, і весь цей час родина художника жила поруч із німецькими військовими. У цей період Віталій Олександрович почав займатися малюванням.
У середині серпня 1943 року радянські війська розпочали другу Донбаську наступальну операцію, і на початку вересня місто було звільнено. Під час відступу німці знищили свої штаби, у тому числі будинок родини Кононенків та все їхнє майно. У цей же час, під час чергового бомбардування, загинув батько художника. Після звільнення міста почався післявоєнний період, супроводжуваний дефіцитом продовольства. Родині довелося переїхати в селище Партизанське і тимчасово жити у друзів.
У післявоєнні роки, коли життя почало повертатися в звичне русло, родина Кононенків кілька разів змінювала тимчасове житло. Віталій навчався у залізничній школі № 41 у старій частині міста, де також навчалася юна Майя Булгакова.
Мати майбутнього художника вдруге одружилася, і сім'я переїхала в нову частину міста; Віталій вступив до школи № 12, де його інтерес до мистецтва почав тільки зростати. Ще юнаком Віталій зрозумів, що буде художником, і постійно малював. Папір було дуже важко дістати, тому він малював на звороті старих фотографій. Коли Віталію було 14 років, мати відправила його до Харкова. У 1949 році Віталій Олександрович вступив до Харківського державного художнього училища, де навчався з 1949 по 1954 рік. Його викладачами за спеціальністю були М.С. Сліпченко, П. Шигімага, Ю. Стаханов. Увесь цей час Віталій Олександрович жив у сестри свого батька Ольги в Харкові у Семиградському провулку, 7. Під час практики в селищі Кочеток майбутній живописець написав свої перші пейзажі.

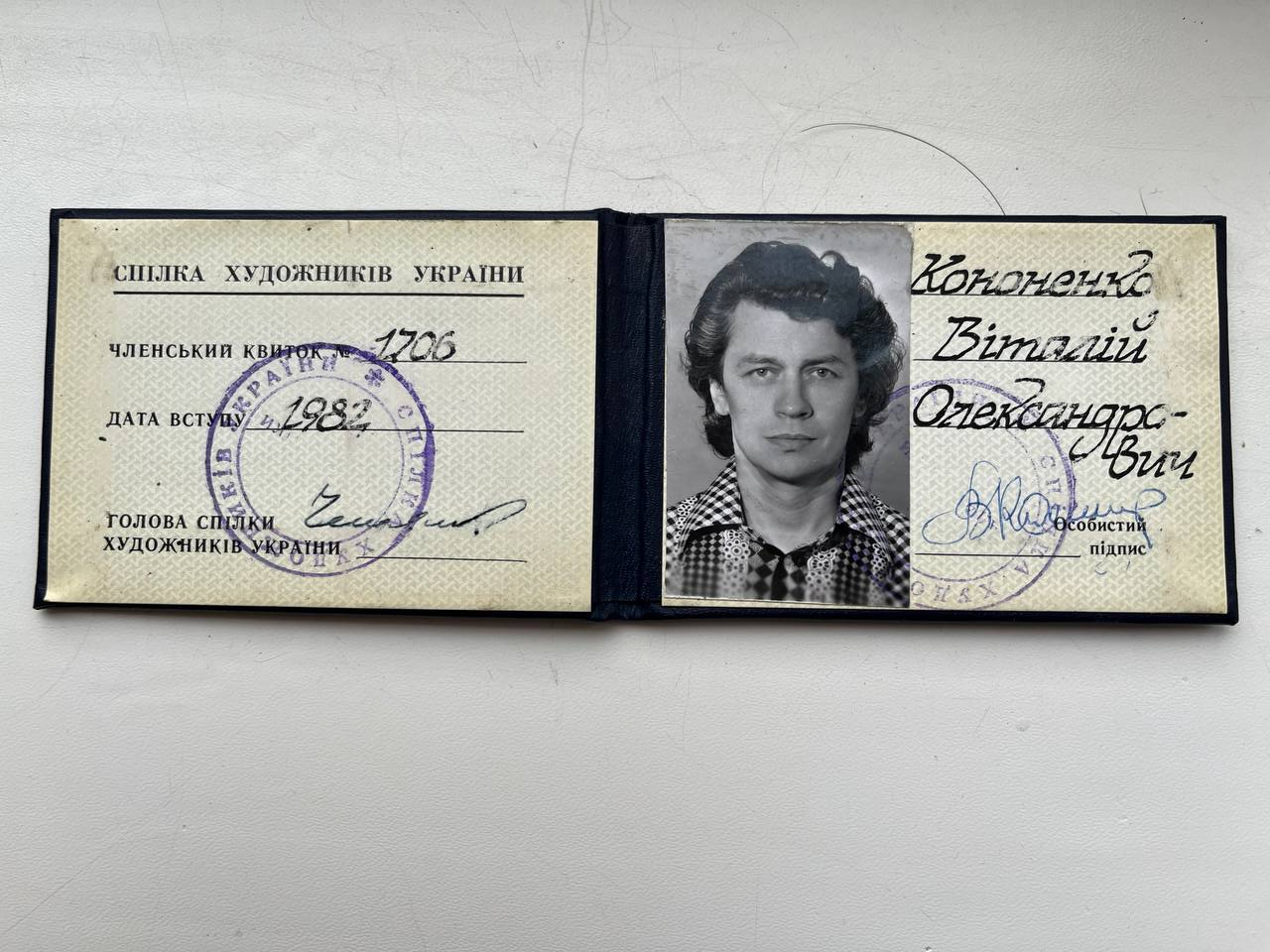
Членський квиток Союза Художників України.

## Початок творчого шляху
Після закінчення училища в 1955 році молодого художника направили за розподілом до міста Суми, де він отримав посаду декоратора. Переїзд виявився тимчасовим рішенням, і вже через рік він повернувся до Краматорська. Повернувшись до родини, Віталій незабаром потрапив під призов і був відправлений до внутрішніх військ МВС служити охоронцем у в'язниці в селищі Нироб, Пермський край, РРФСР. Через пів року служби Віталій Олександрович отримав травму стегна, і його комісували додому в Краматорськ. Тут і почався перший період його роботи як художника.
Після служби Віталій повернувся до мистецтва і в період з 1956 по 1963 рік працював у кінотеатрі «Родина», де малював афіші. У грудні 1958 року він одружився з гречанкою Неонілою Сергіївною Кононенко (до шлюбу Темиренко). У них народилася дочка Вікторія, і в цей час Віталій Олександрович написав свої перші авторські роботи «Вечірній інтер'єр», «Натюрморт з апельсинами», «Портрет у червоному», «Корови», «Покровський собор у Харкові», «Натюрморт із гарбузом», «Кавовий сервіз» та інші.

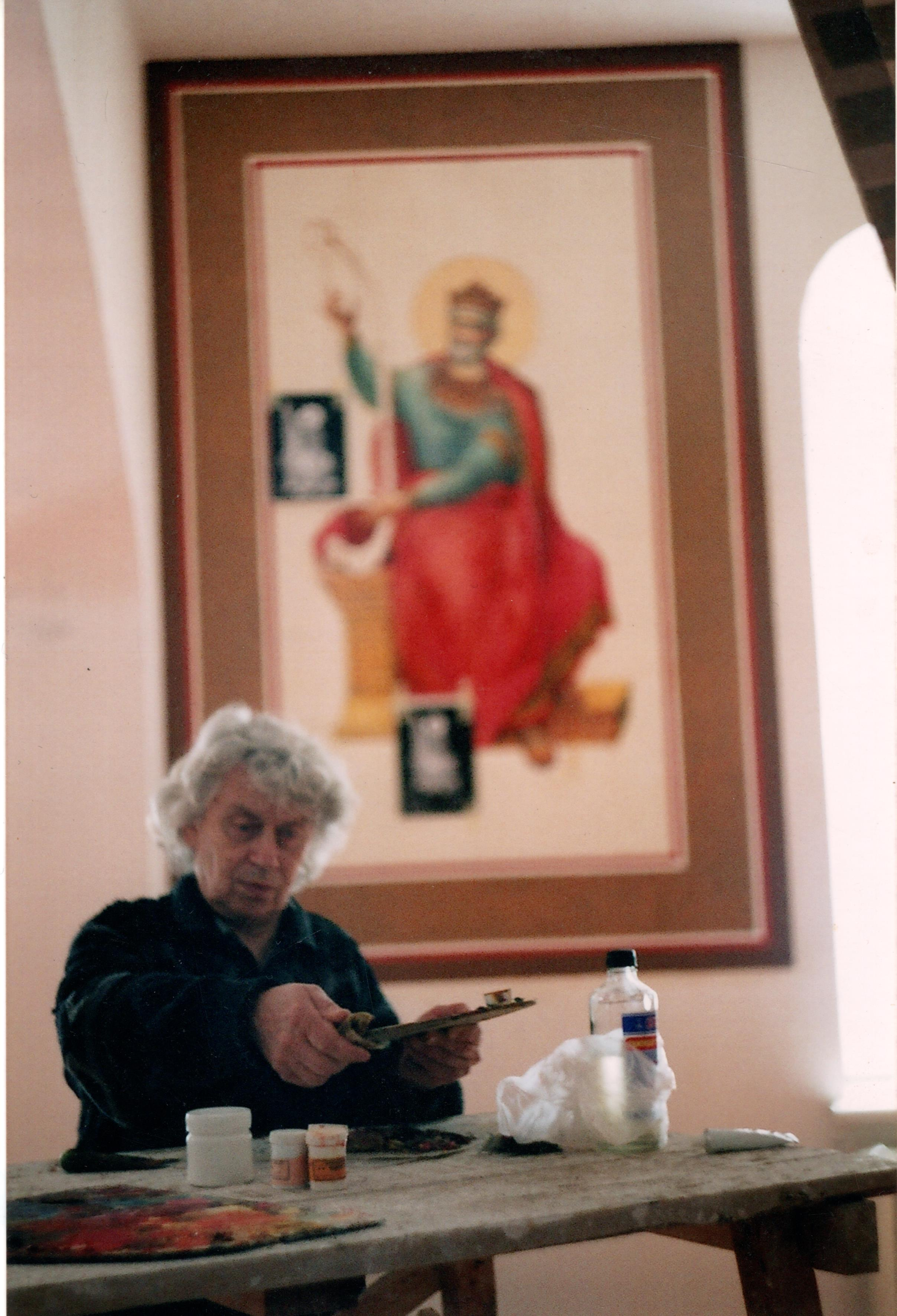
Віталій Кононенко пише ікону у Святогорській Лаврі.

## Період роботи в Донецькому художньому фонді
З 1963 по 1982 роки Віталій Олександрович працював у Донецькому художньому фонді. Перші його роботи в цей період були виконані у стилі соцреалізму. Такі твори, як «Польовий стан», «Минута мовчання», «Після зміни» та інші, нині належать Краматорському художньому музею. Такі твори, як «Льотчик-снайпер капітан М. Козаков», «Хвилина мовчання», «У небі», «Нічний політ», «На південних рубежах», «Польовий стан», «Після зміни», «Викладач», «Наш дільничний», «Інструктаж», «У літню ніч», «Діти грають», «Юні гімнастки» та ін, нині зберігаються у приватній колекції онука художинка. У цей період художник створив низку робіт для освітніх установ, військових частин, заводів, дитячих садків і підприємств. На початку сімдесятих уперше отримав особисту майстерню за адресою: місто Краматорськ, вул. Піщанова, 7. В цій будівлі разом з ним працювали такі художники як Іван Іванович Базилевський, В'ячеслав Володимирович Гутиря, Петро Федорович Шаповалов.
У вісімдесяті роботи Віталія Олександровича вже почали регулярно виставлятися в Краматорському художньому музеї. Він брав участь у виставках у Донецьку, Києві, Волгограді, Москві.
Визнання його робіт на виставках у Донецьку та Києві відкрило шлях для вступу до Національної спілки художників України, куди Віталій Олександрович був прийнятий у 1982 році (членський квиток № 1706). Він брав участь у творчих зустрічах у Седневі, де познайомився з Тетяною Яблонською та Альбіном Гавдзинським. Подорожував Карелією, Естонією, Кримом, Кавказом, Краснодарським краєм. Більшість його робіт за період з 1982 по 1992 роки характеризуються зміною стилю, відходом від соцреалізму і переходом до портрета і пейзажу у стилях реалізм та фантастичний реалізм. У цей час він пише такі роботи як «Очікування», «Віта», «Ніч на Донці», «54-та весна», «Проліски», «Зимова казка» та інші. За цей час подарував багато робіт Краматорському художньому музею. Провів персональну виставку у Краматорську у 1981 році, спільну з Оленою Кулик виставку в Краматорську у 1992 році. З 1984 року він став наставником художниці-початківця Олени Кулик. 

## 1990-ті
Після розпаду СРСР 1991 року економіка України зіткнулася з кризою: гіперінфляція та обмежені можливості для творчих професій призвели до того, що художники почали шукати альтернативні джерела доходу. У 1990-ті роки, зіткнувшись із фінансовими труднощами, Віталій Олександрович був змушений адаптуватися до нових ринкових умов. Він переорієнтував свою діяльність на створення портретів для приватних клієнтів, що стало його основним джерелом доходу. У 1995 році він разом зі своєю ученицею Оленою Кулик викупив у художнього фонду нову майстерню за адресою: м. Краматорськ, вул. Бикова, 17. До 1995 року замовлення надходили не тільки з України, а й від української діаспори за кордоном, включно зі США та Канадою. Напочатку 90-тих років художник також багато писав аквареллю. У 1996 і 2004 роках він провів персональні виставки в Краматорську, а також у Донецьку в 1996 році.

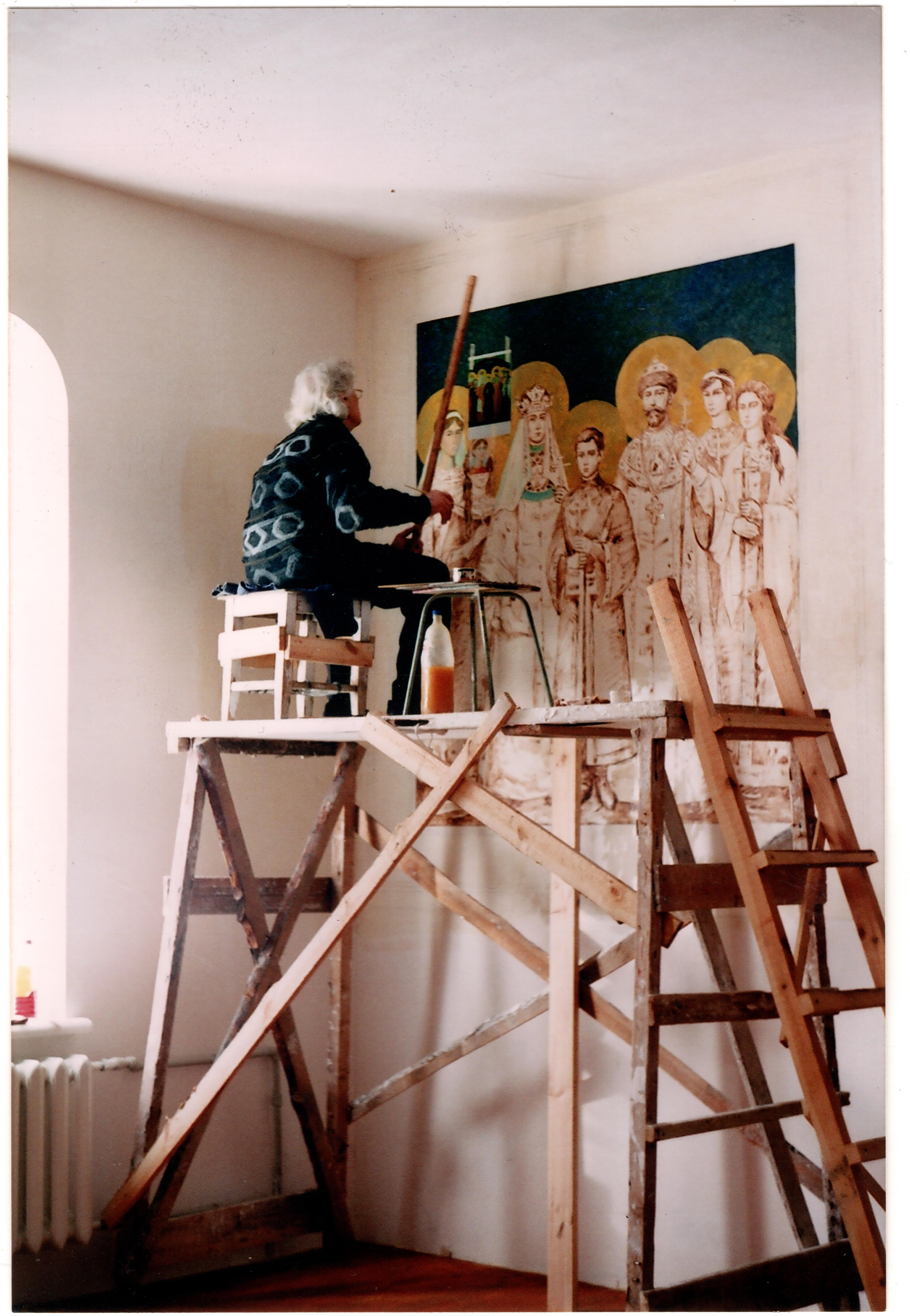
Віталій Кононенко пише многофігурну композицію. Святогорська Лавра.

## Співпраця зі Святогірською Лаврою
З кінця 1990-х Віталій Олександрович почав співпрацю зі Свято-Успенською Святогірською лаврою. У 1998 році його запросили розписувати монастир у місті Святогірськ, де він прожив і працював наступні 15 років. Тут у тандемі з Оленою Кулик художник розписав склепіння та стіни Успенського собору і створив низку розписів у Свято-Покровській церкві. Він також написав серію портретів святогірських архієреїв, відлюдників і ченців, а також багатофігурні картини на релігійні теми для храмів, трапезних і адміністративних будівель монастиря. Робота в монастирі стала основною діяльністю художника, але він також приділяв частину часу авторській роботі. У цей етап життя митця були зроблені такі полотна як «Блакитні трави», «Відходить день і ніч у свої права вступити готова», «Зимовий ставок», «Подвір'я», «Гея», «Оленочка», «Дорога до храму», «Сон», «Фея» та інші. Художник працював у Лаврі до кінця 2013 року і скінчил роботу у зв'язку з погіршенням політичної ситуації і подальшим початком збройного конфлікту у Донецькій області. Напочатку 2014 року художник переїхав до Харкова.

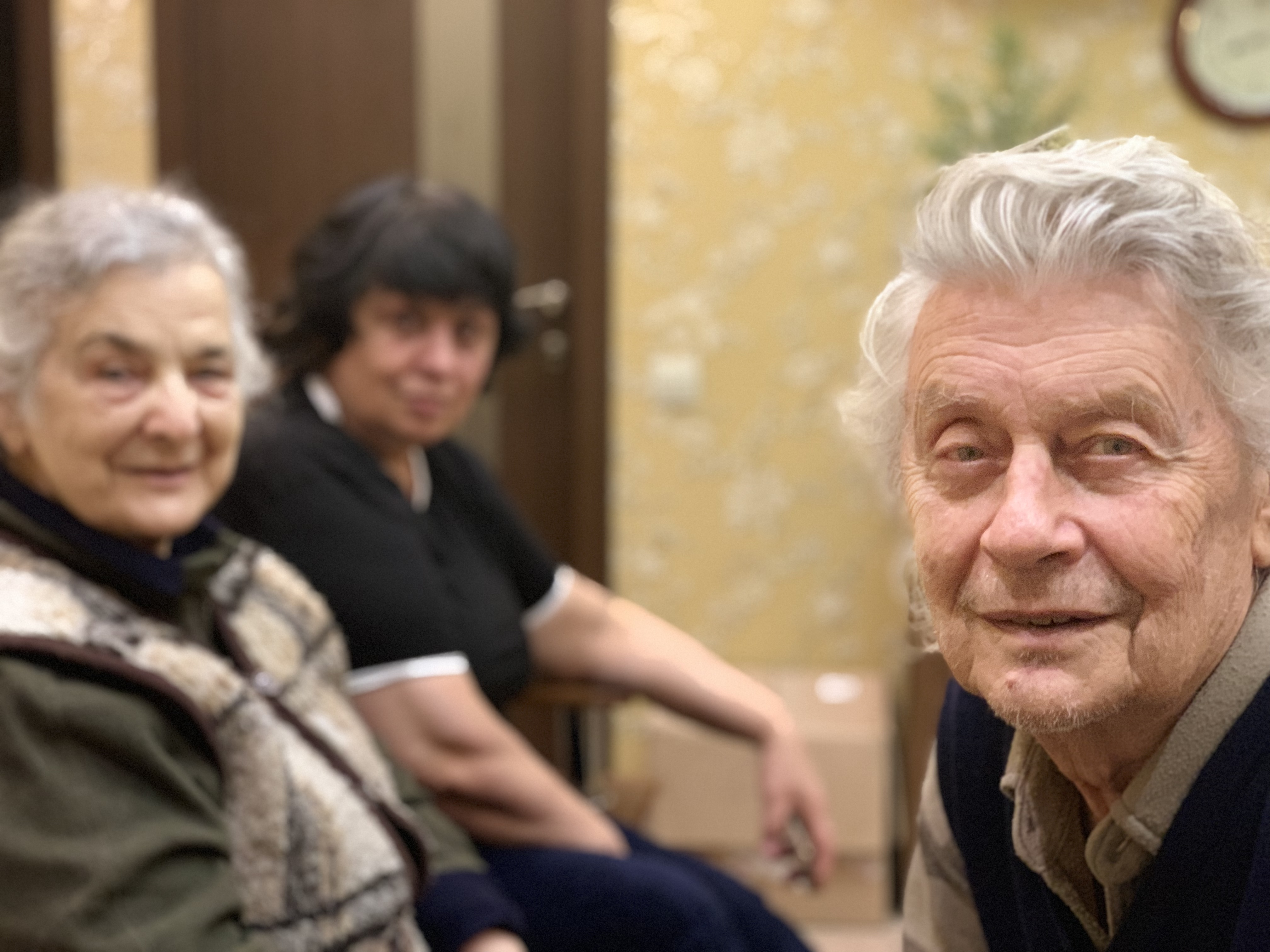
Віталій Кононенко дома з родиною. Харків 2018.

## Пізні роки і спадок
Після переїзду до Харкова Віталій Олександрович продовжував працювати в змішаному жанрі, створюючи нові портрети і пейзажі, писав портрети дружини, онука, автопортрет, створив низку великих полотен, таких як триптих «Молодість», картини «Літо», також картини «Перед світанком», «Осіння прогулянка», «Ліза», «Біленьке», «Затишок», «Осіння фея» та інші. Активна творчість художника тривала до зими 2020 року, коли під час пандемії COVID-19 померла його дружина Неоніла. Ця втрата і наступна хвороба Віталія Олександровича погіршили його здоров'я. Вперше проявилися ознаки початкової деменції, погіршився зір, знизилася пам'ять, але художник продовжував працювати до повномасштабного вторгнення у лютому 2022 року.

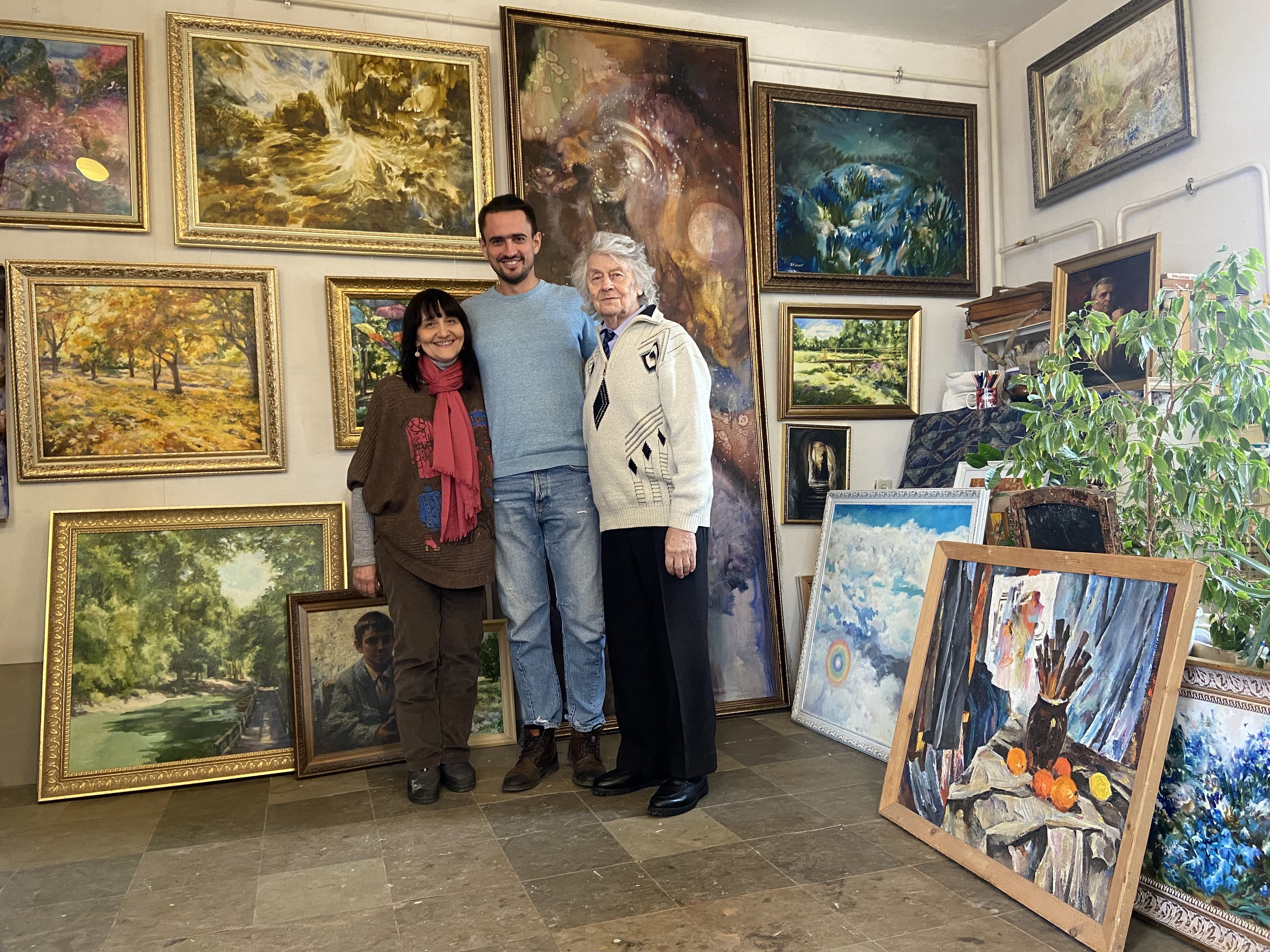
Віталій Кононенко з онуком та Оленой Кулик у майстерні. Краматорськ 2021.

Після початку війни Віталій Олександрович переїхав до міста Чернівці разом з дочкою, онуком і невісткою. З часом у художника посилилися симптоми деменції, і через три місяці після повернення до Харкова він вже не міг писати. 19 жовтня 2023 року він помер у себе вдома. Похований поряд із дружиною на кладовищі у селищі Лісне під Харковом.
Сьогодні роботи художника зберігаються у фонді Краматорського художнього музею, у різноманітних підприємствах Краматорська та Донецької області, у Свято-Успенській Святогірській лаврі, а також у приватних колекціях, зокрема у найближчих родичів художника.

## Галерея

### Ранні композиції

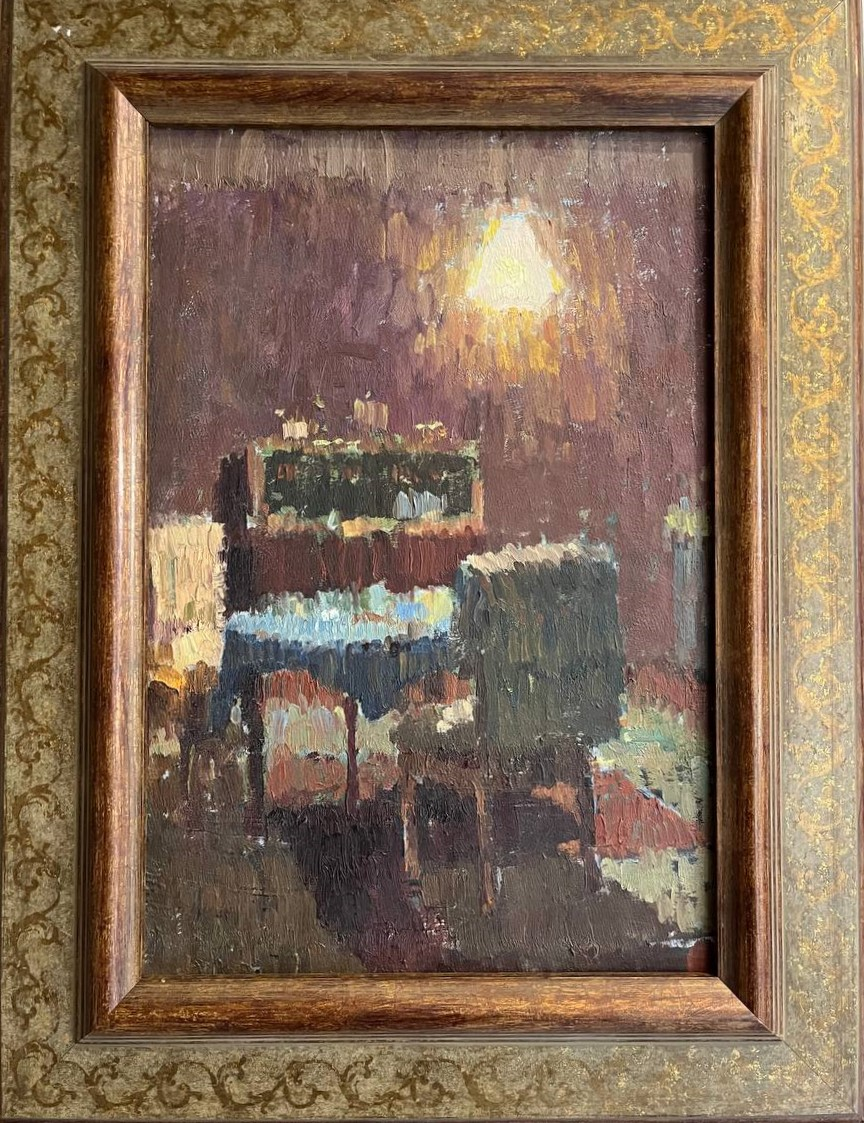
Вечірній інтер'єр, 1960
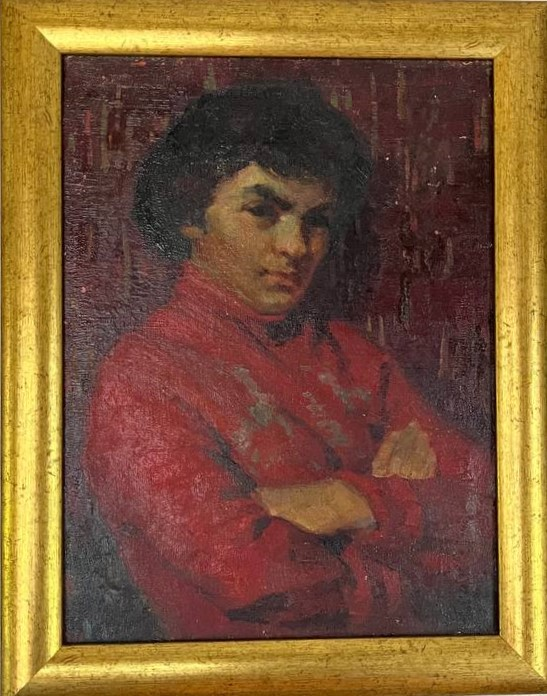
Портрет у червоному, 1962
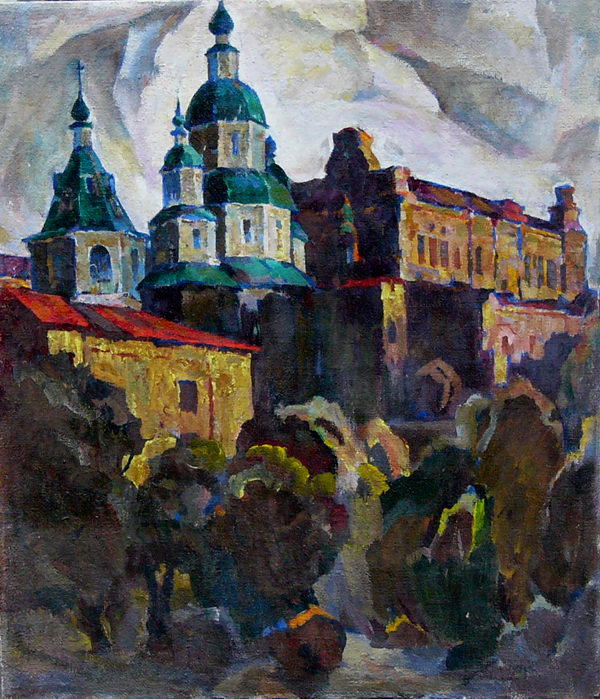
Покровський собор у Харкові, 1963
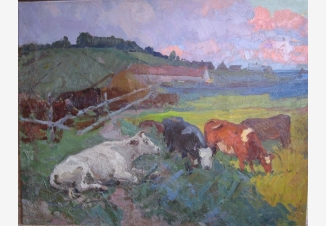
Корови, 1966
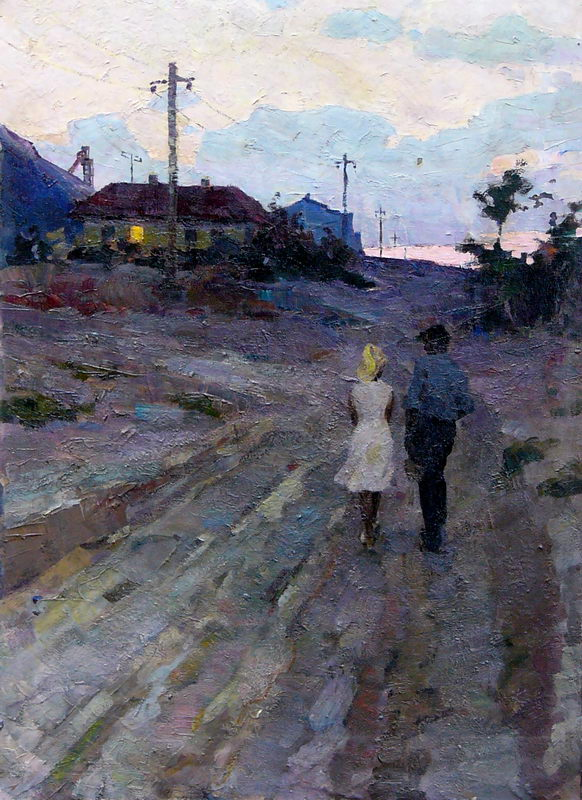
Околиця, 1969
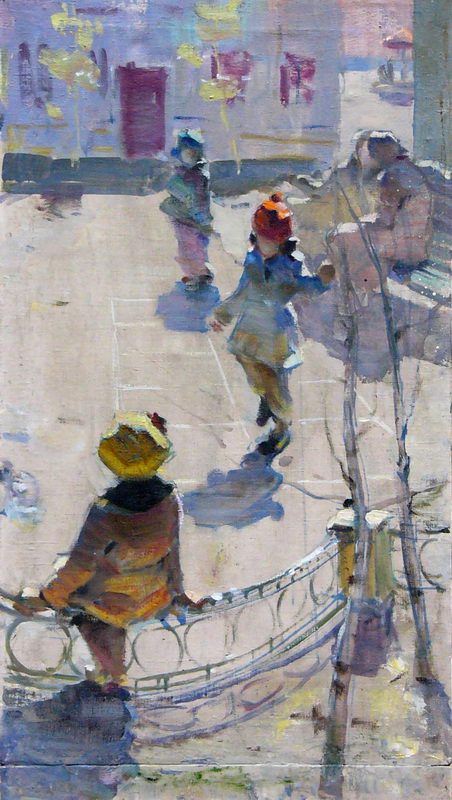
Діти грають, 1970
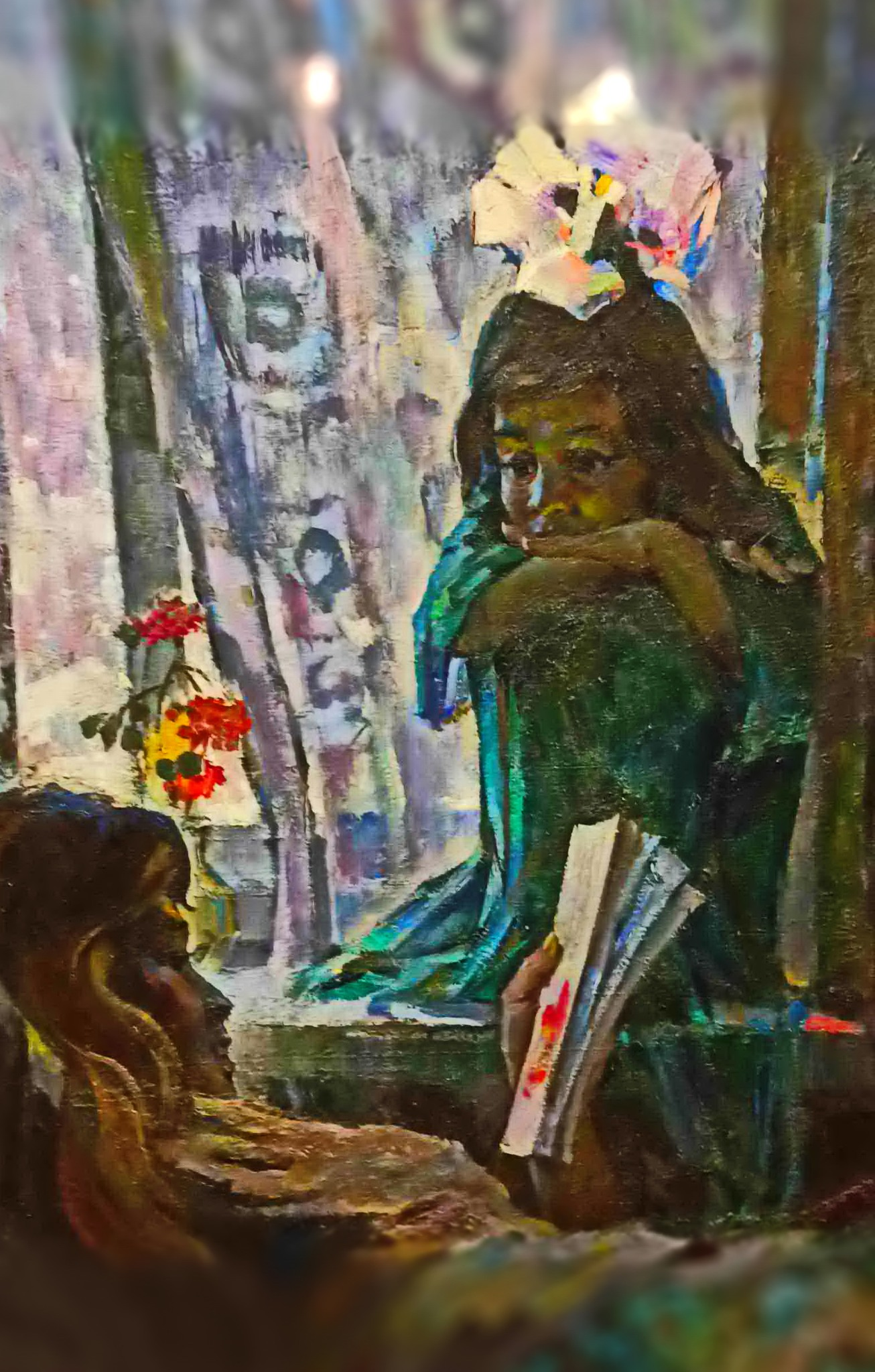
Донька, 1970
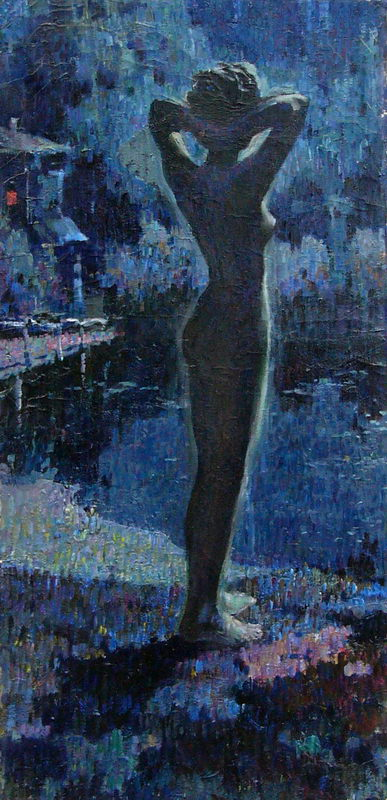
У літню ніч, 1972
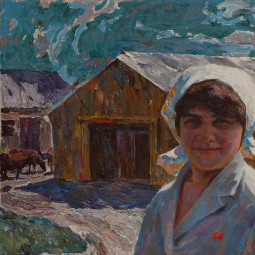
Жіночій портрет, 1974
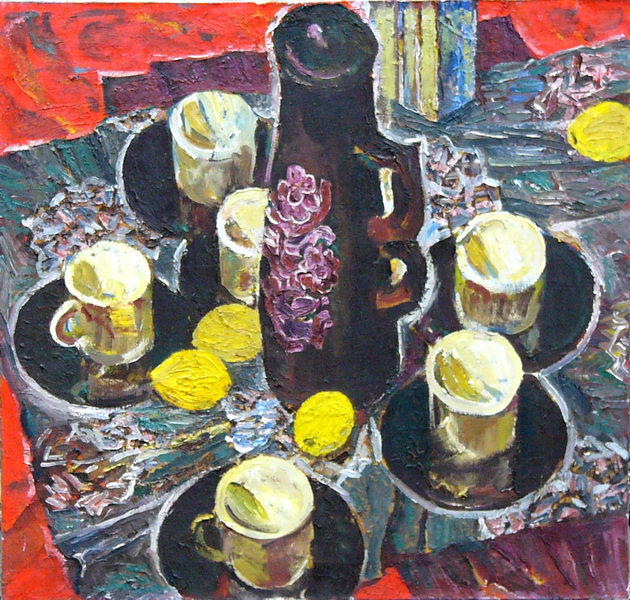
Кавовий сервіз, 1974
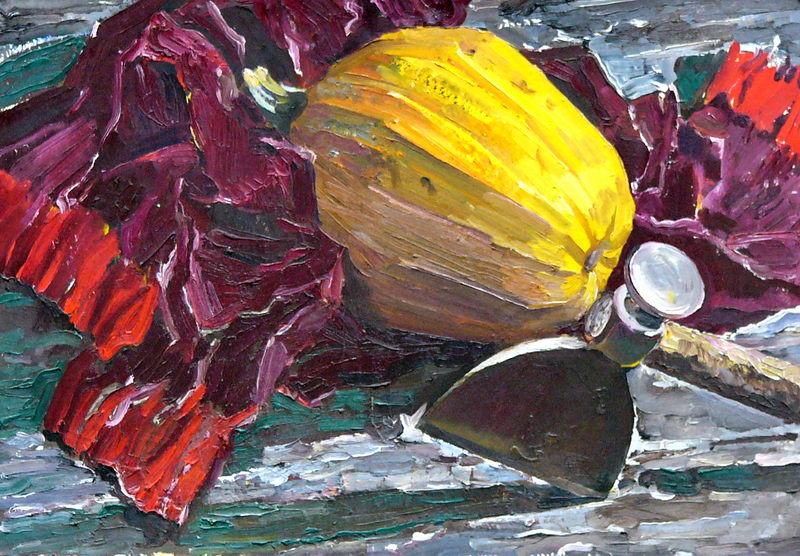
Натюрморт із гарбузом, 1975
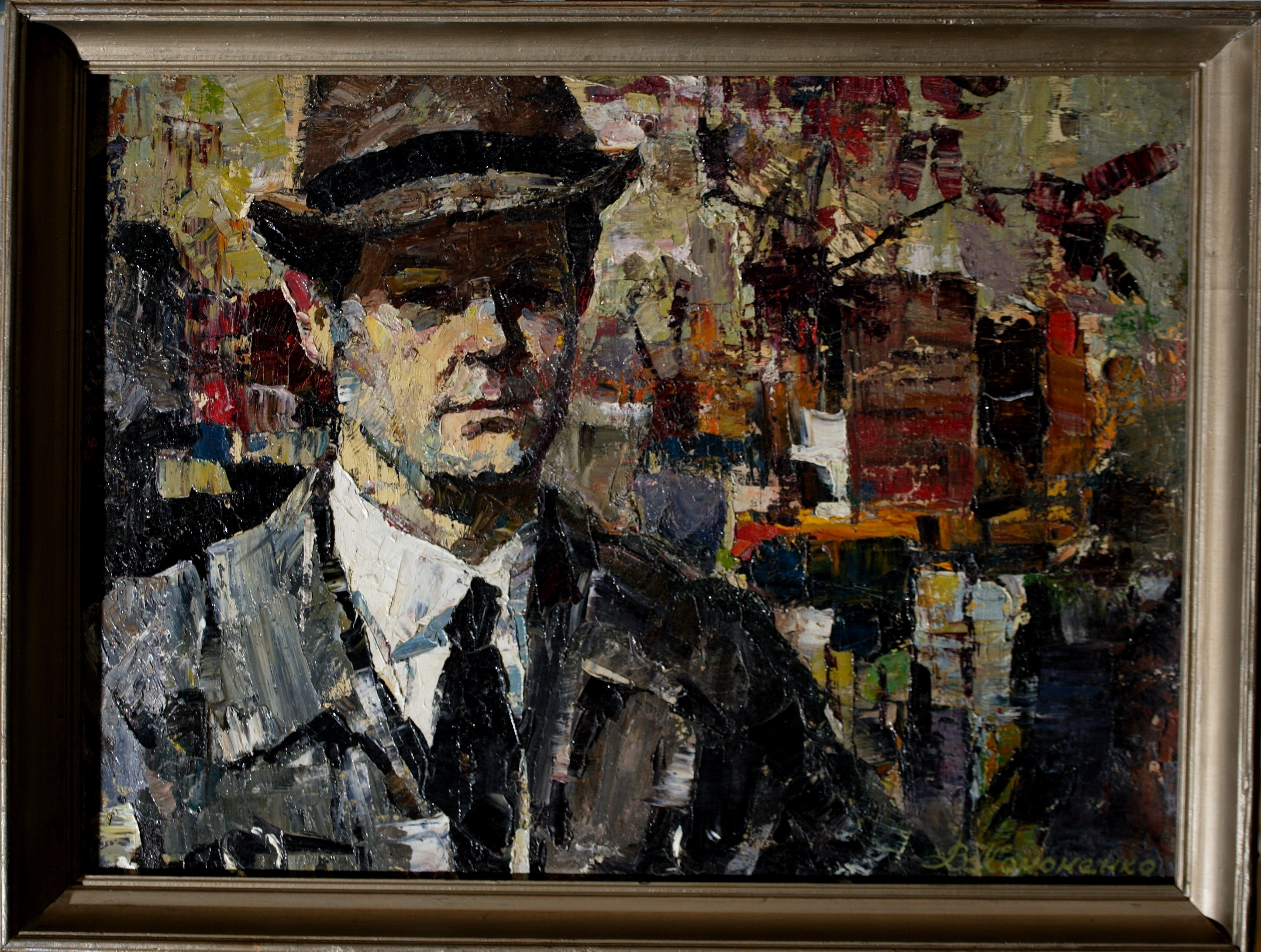
Осінній портрет (Викладач), 1975
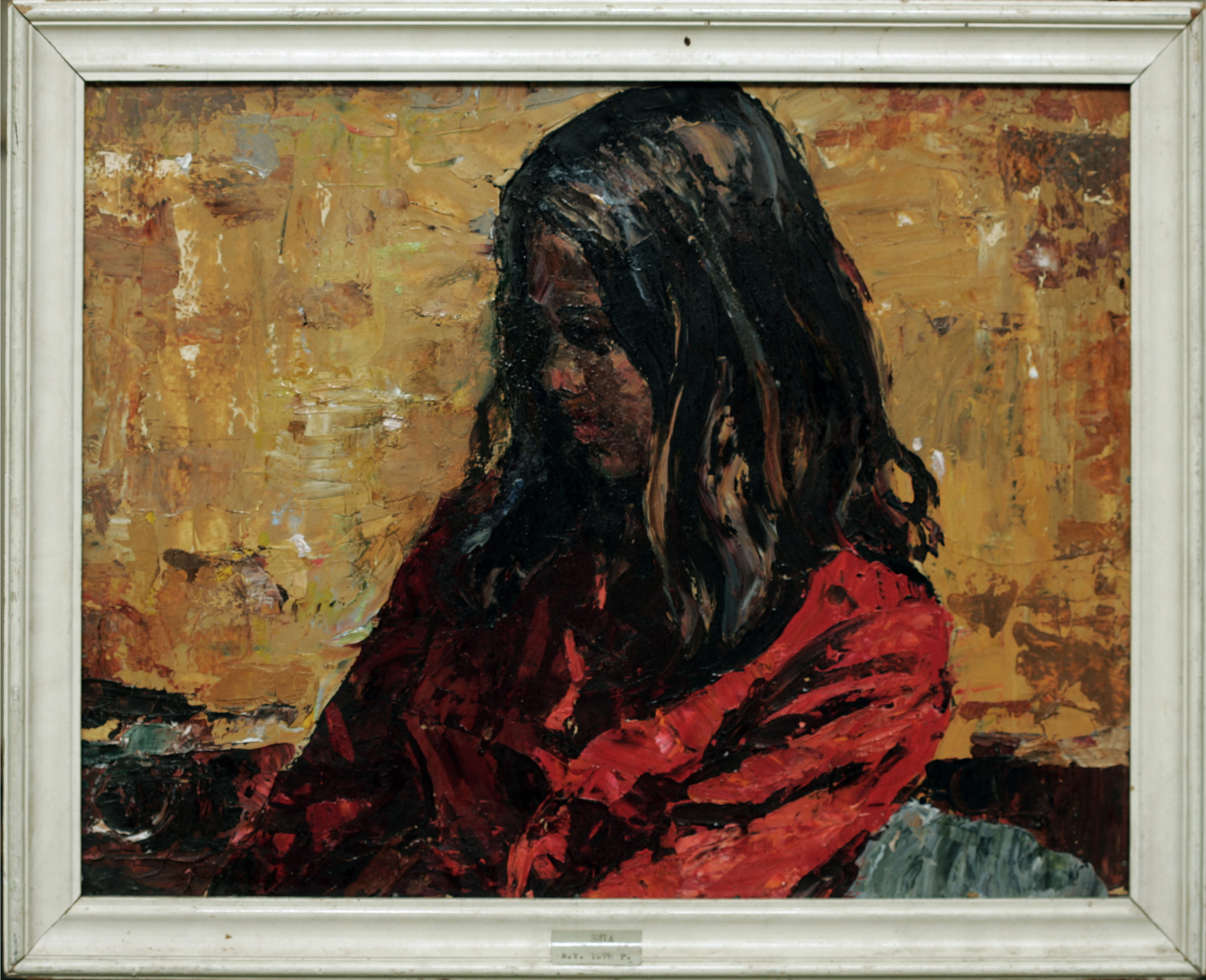
Віта, 1978
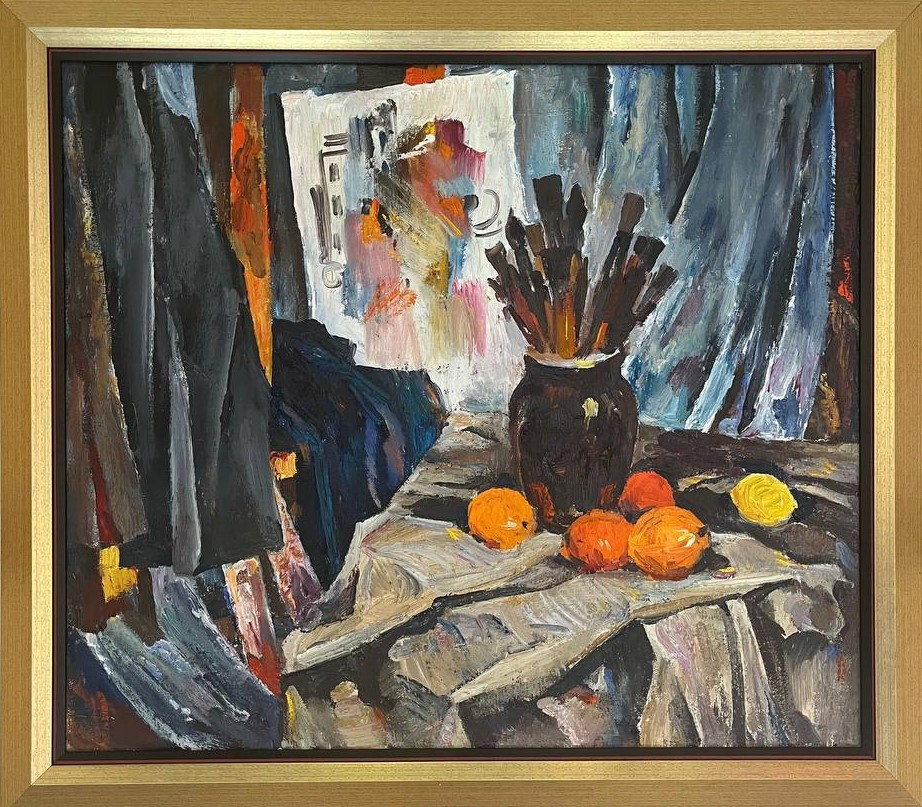
Натюрморт з апельсинами, 1978

### Соцреалізм

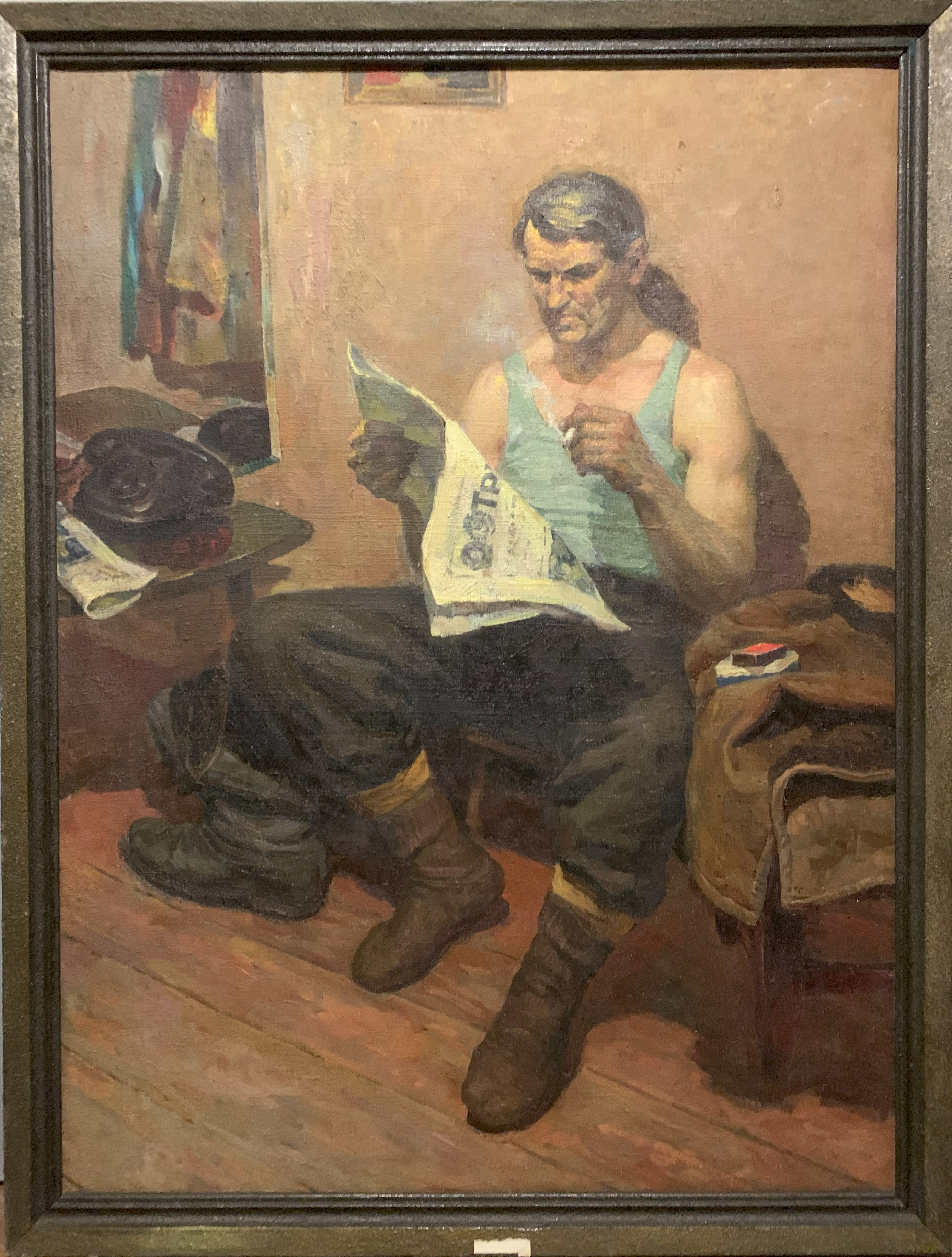
Після зміни, 1961
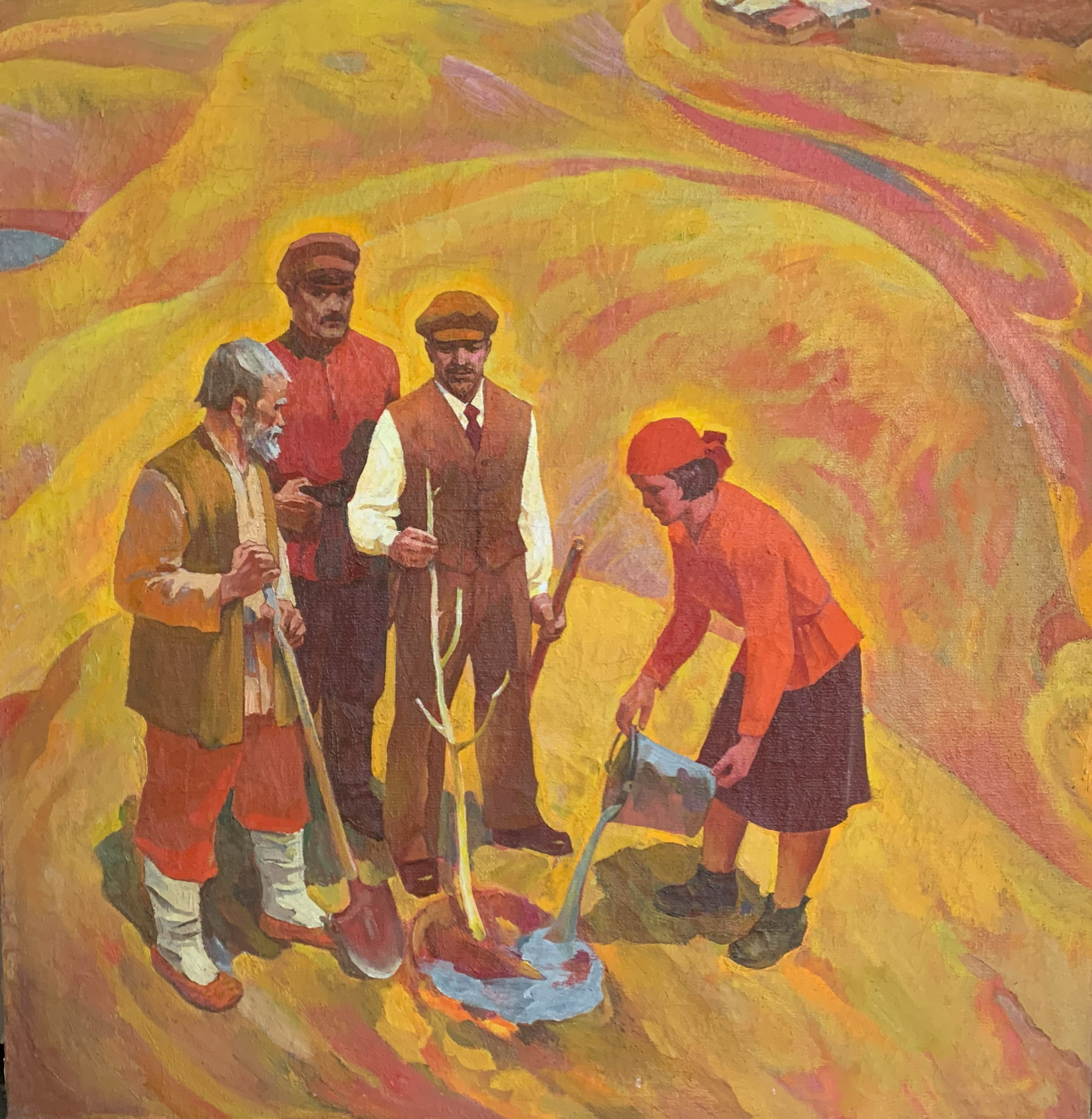
Суботник, 1963
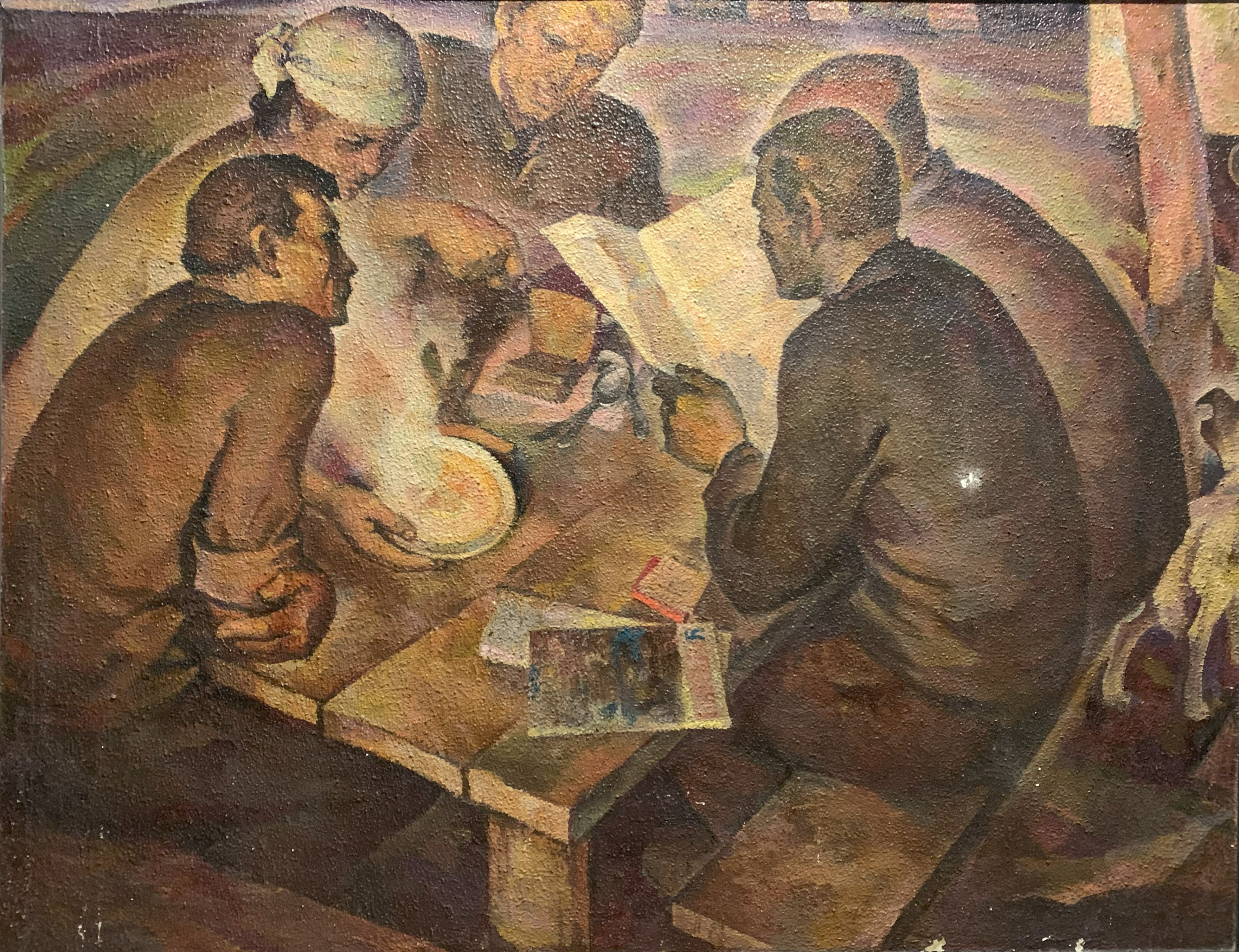
Польовий стан, 1965
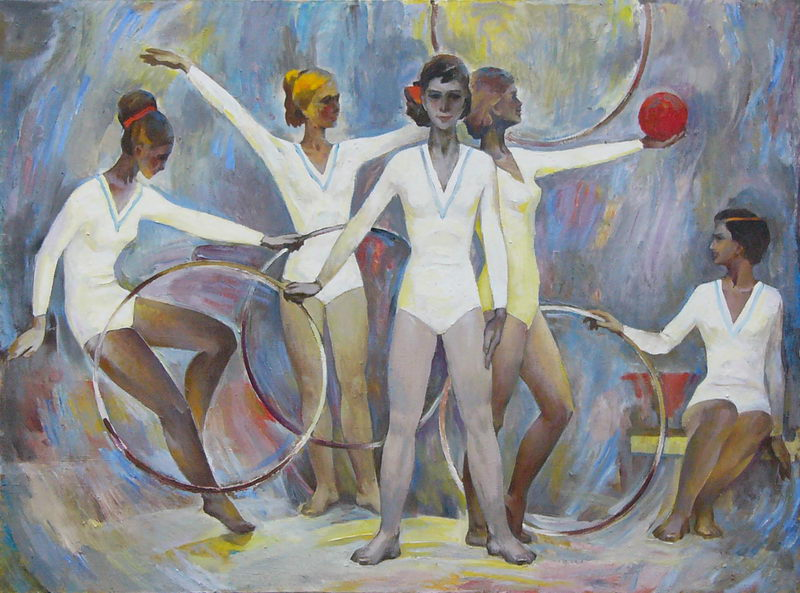
Юні гімнастки, 1967
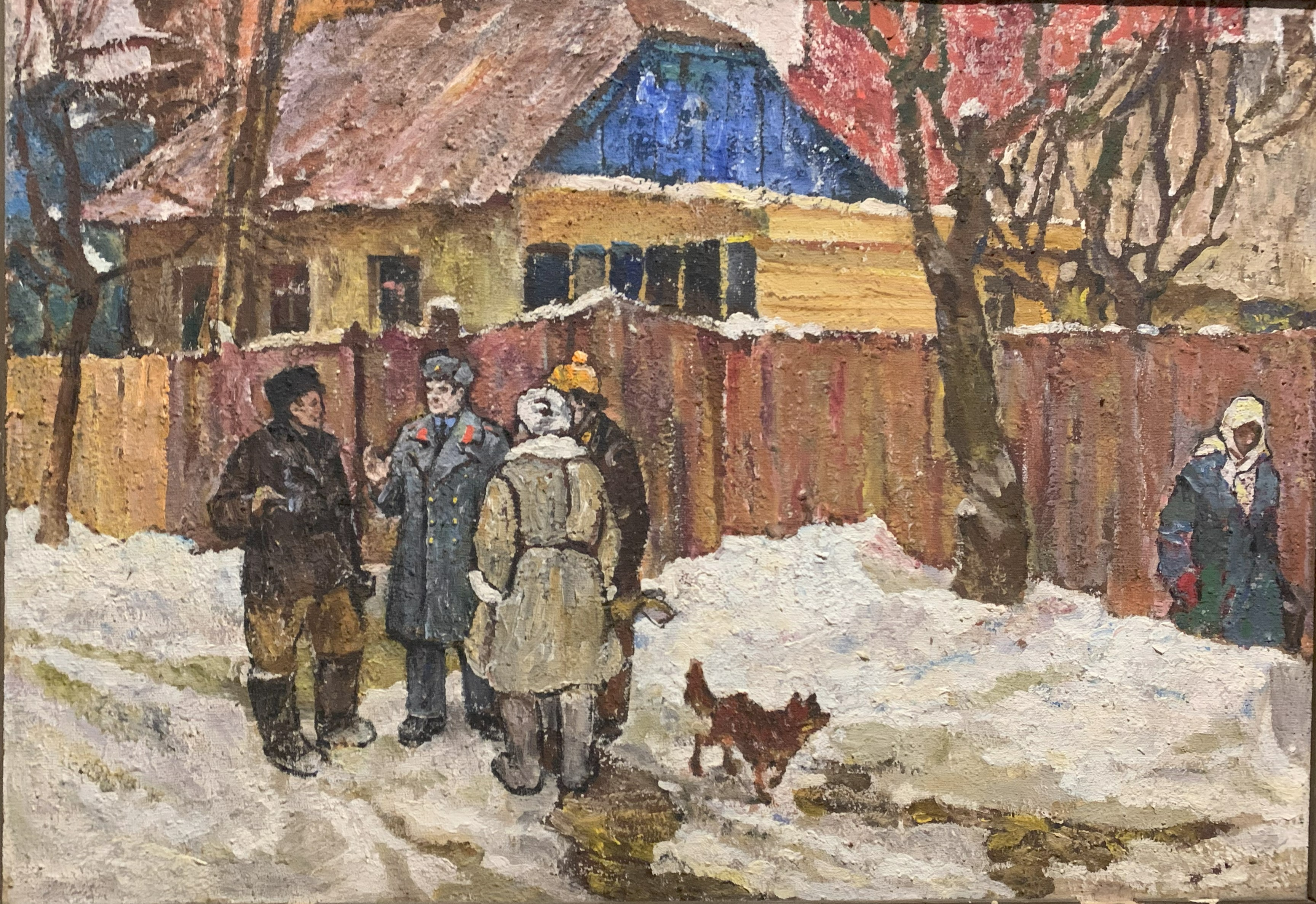
Наш дільничий, 1972
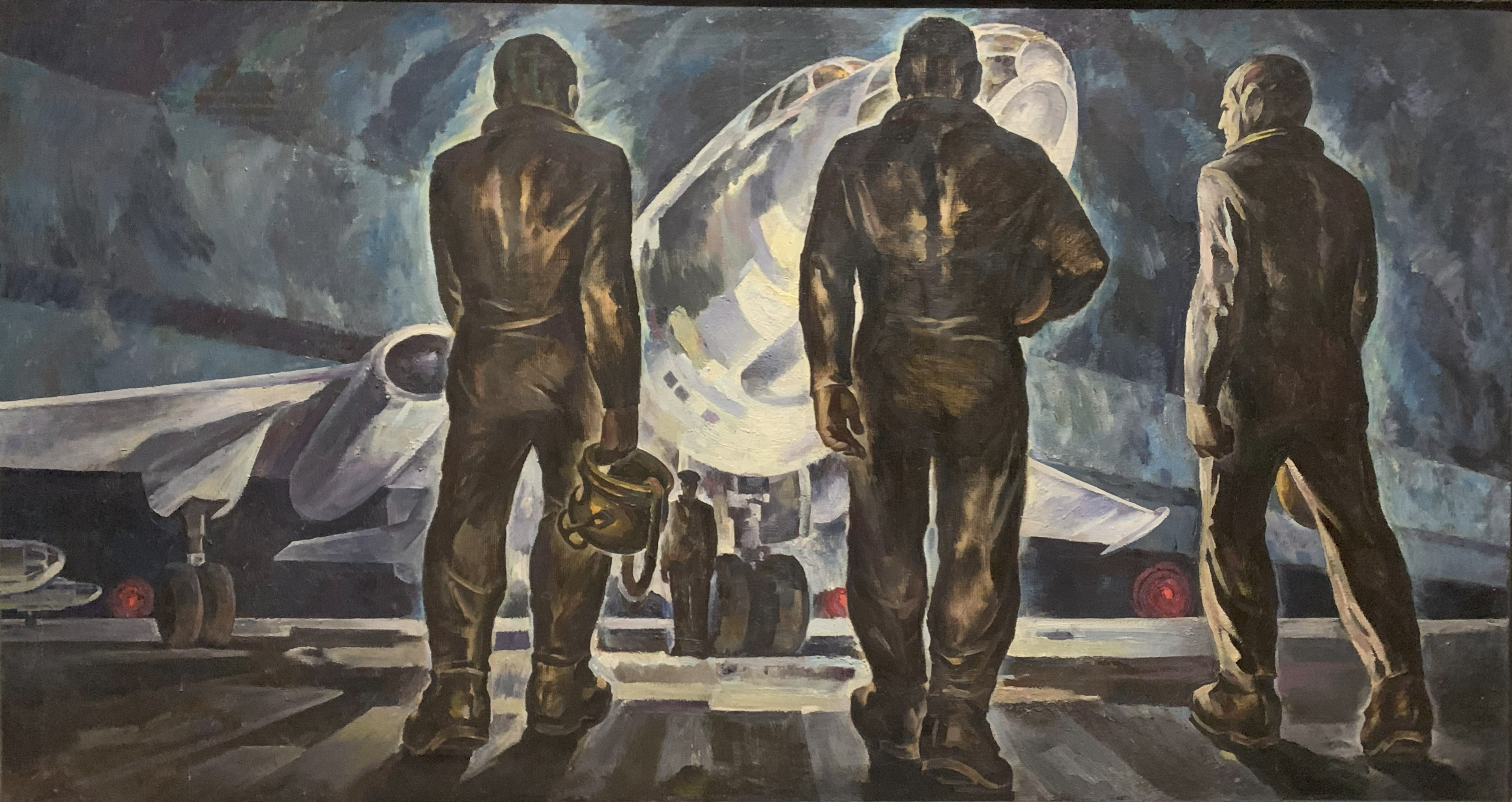
Нічний політ, 1974
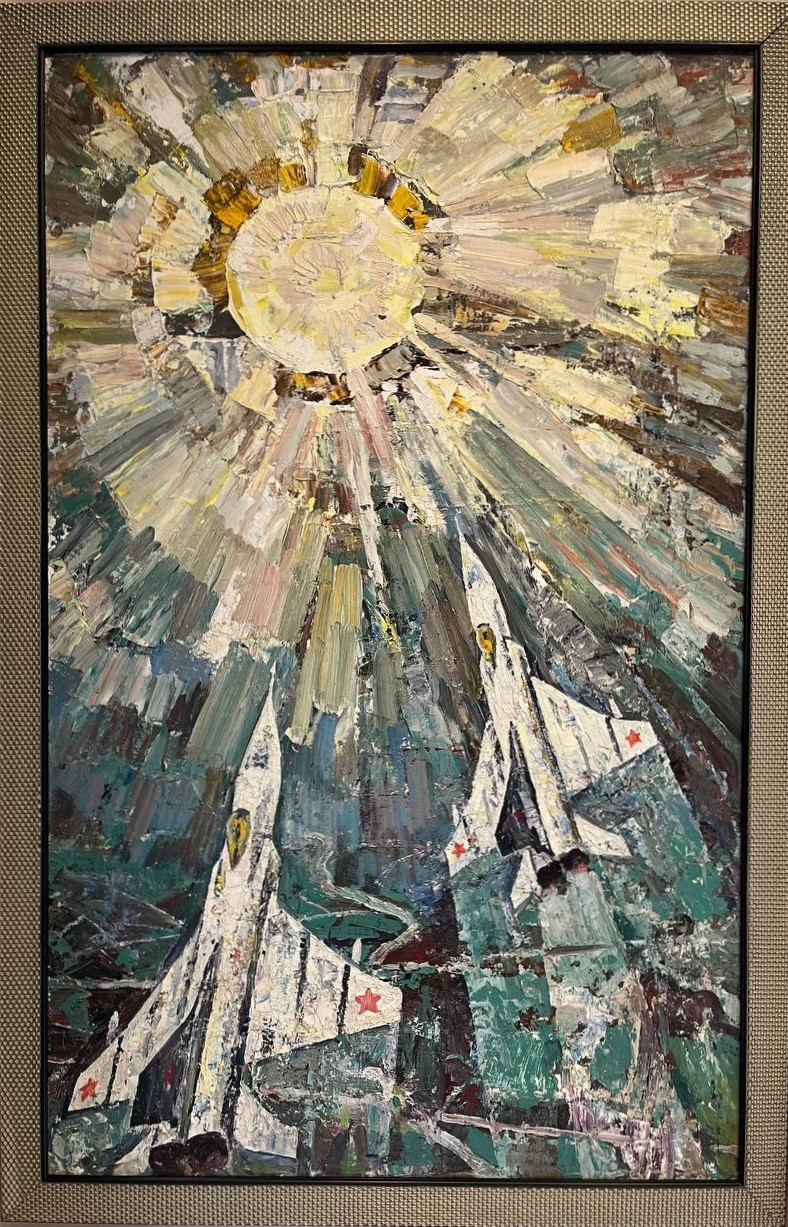
У небі, 1975
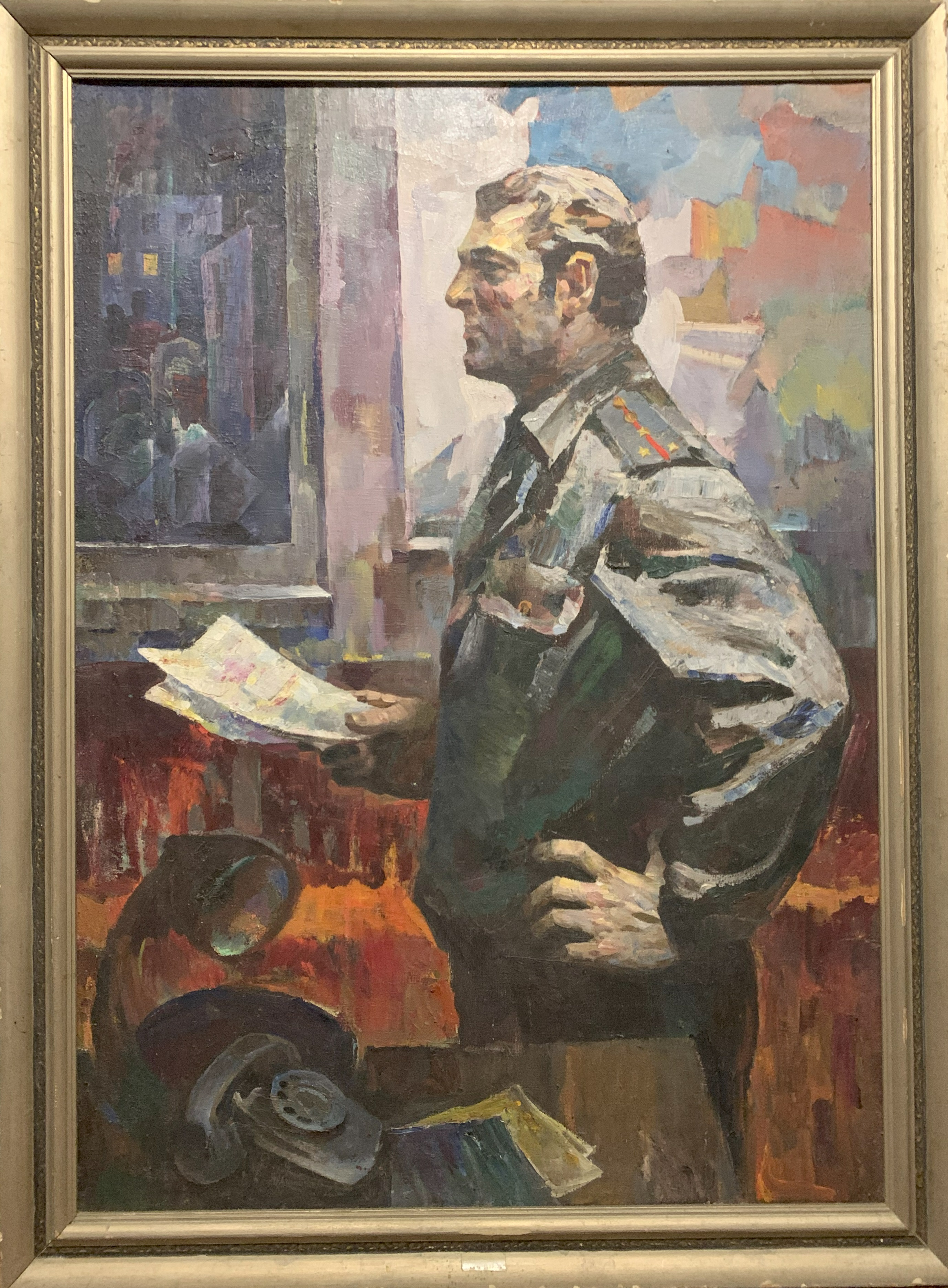
Начальник відділення Григоряк І.І., 1977
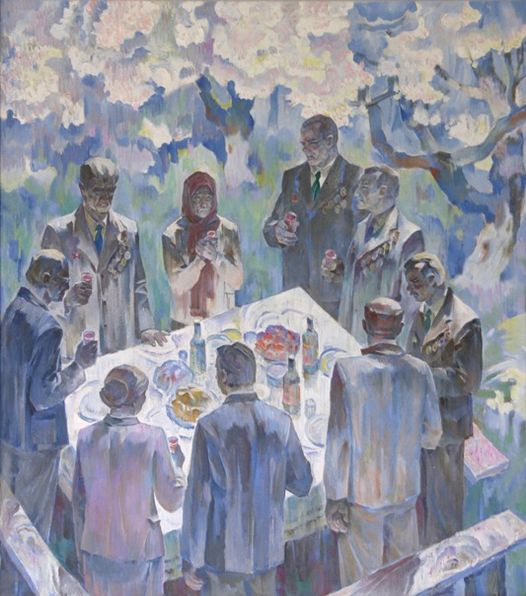
Хвилина мовчання, 1977

## 80-ті та 90-ті роки у творчості Кононенко

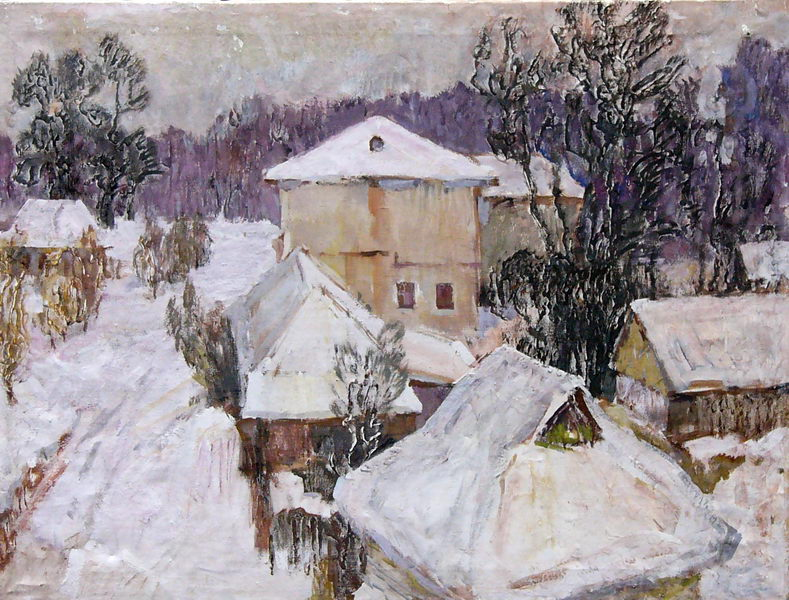
Лютий у Седневі, 1980
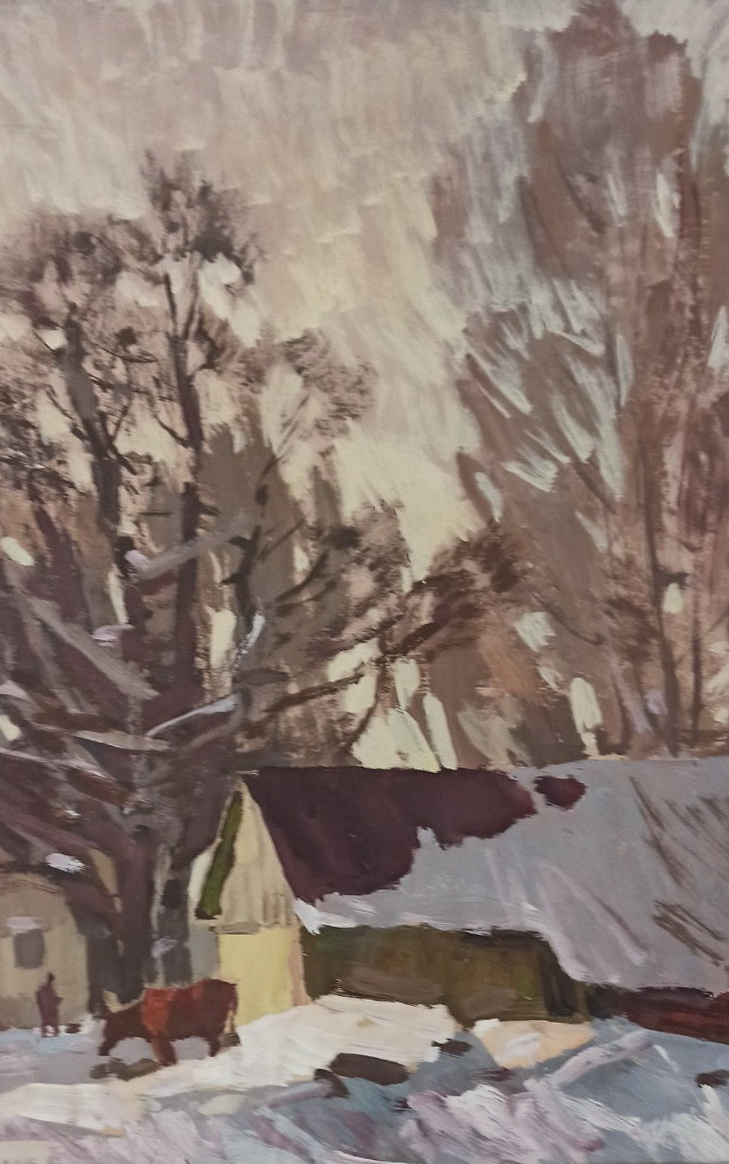
Зима у Седневі, 1982
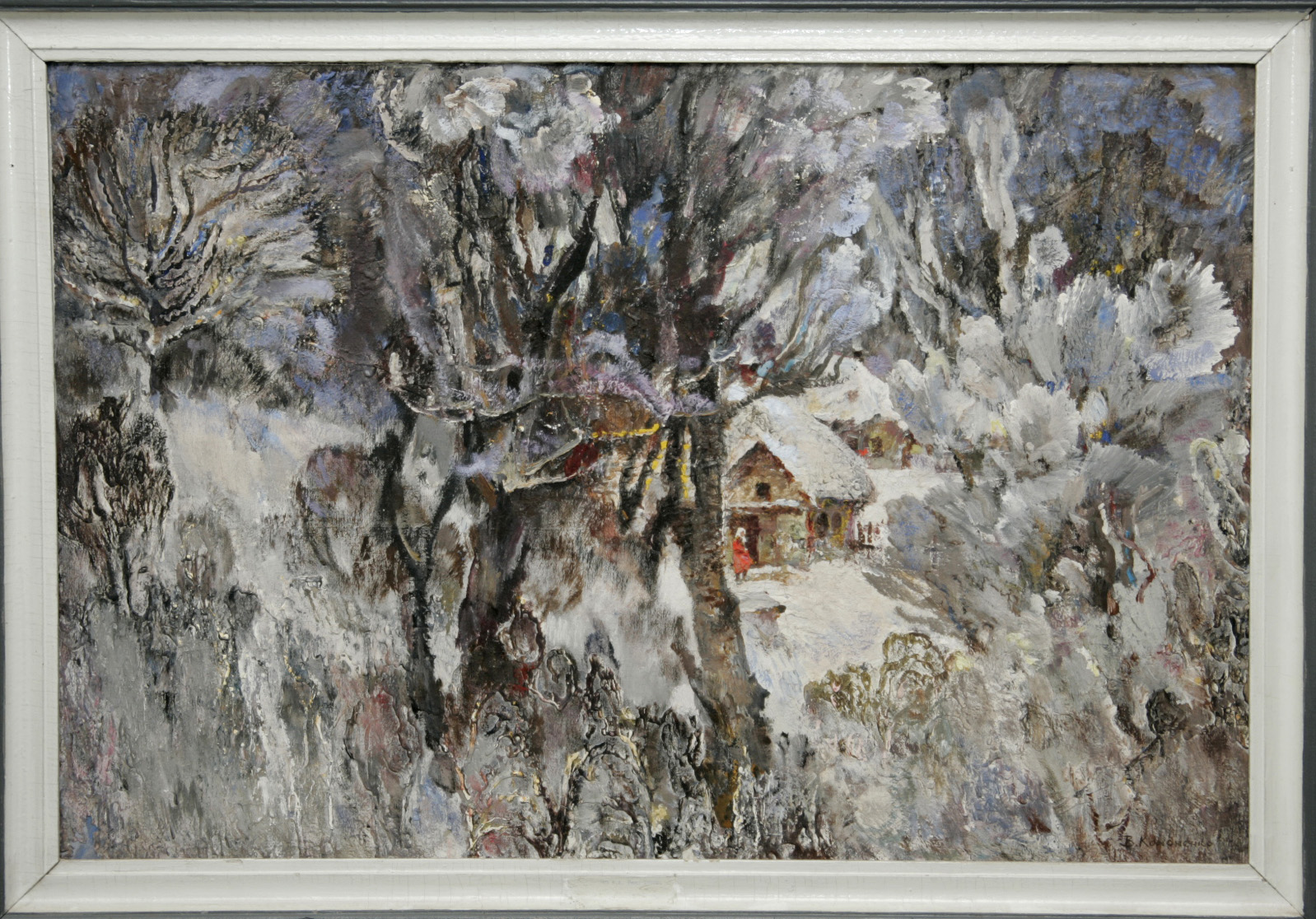
Зимова казка, 1982
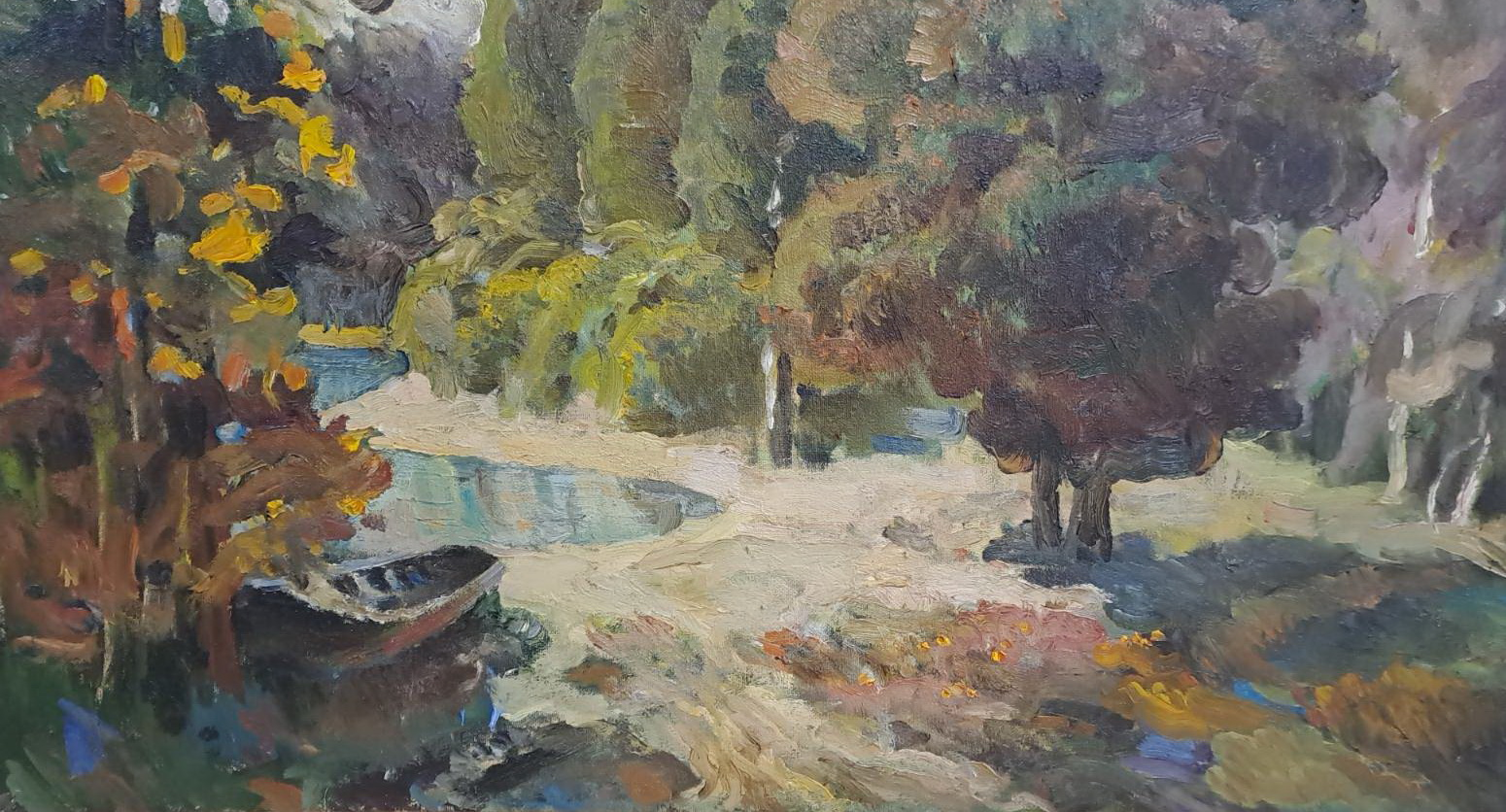
Біля озера, 1983
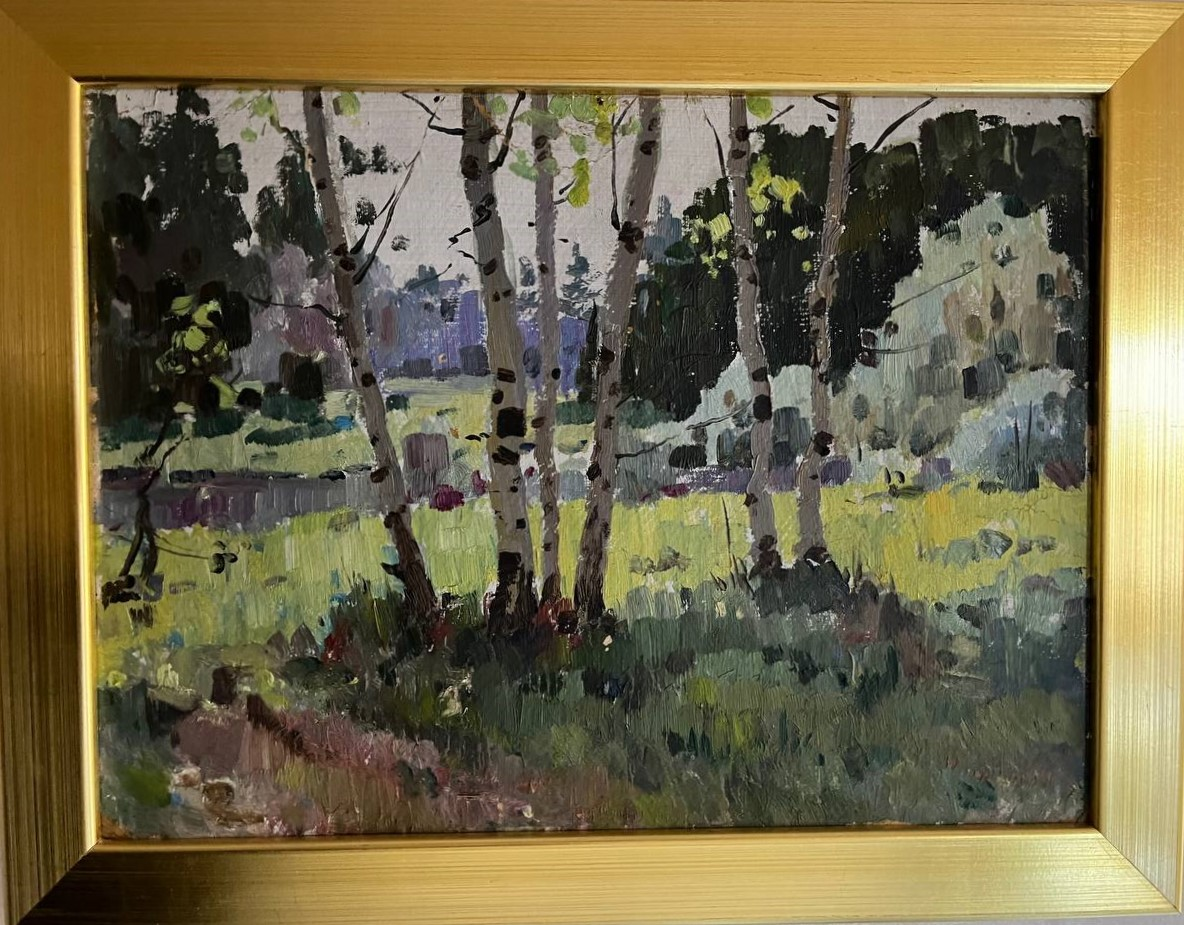
Березки, 1984
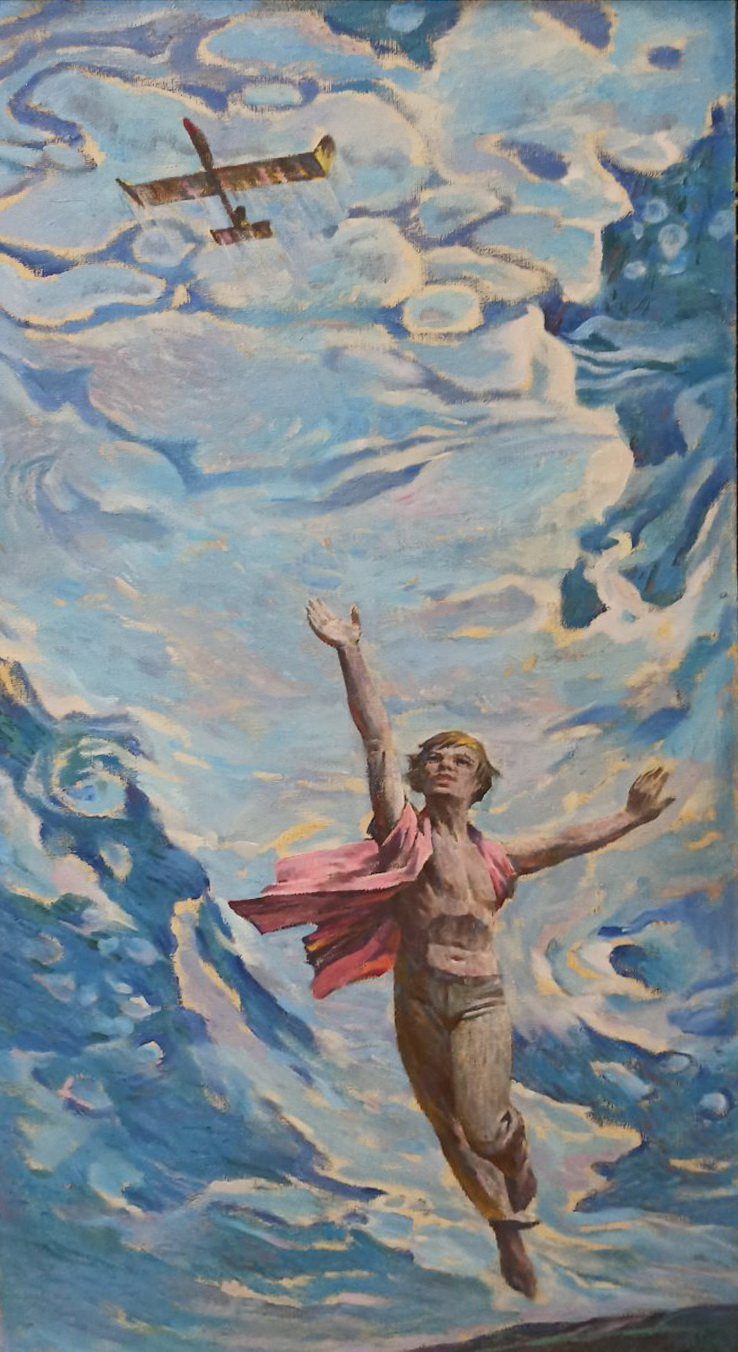
Літо, 1984
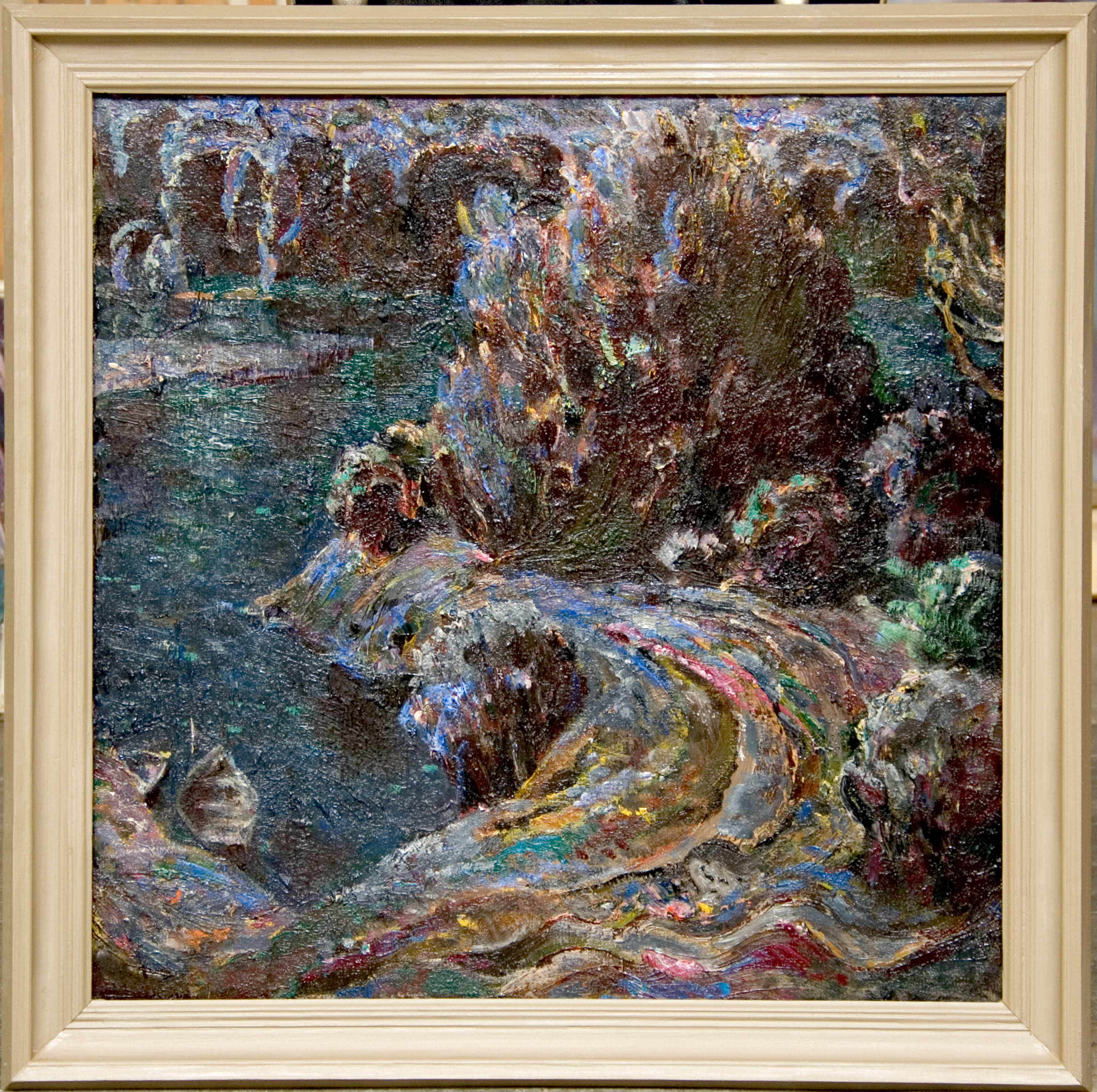
Ніч біля Донцю, 1988
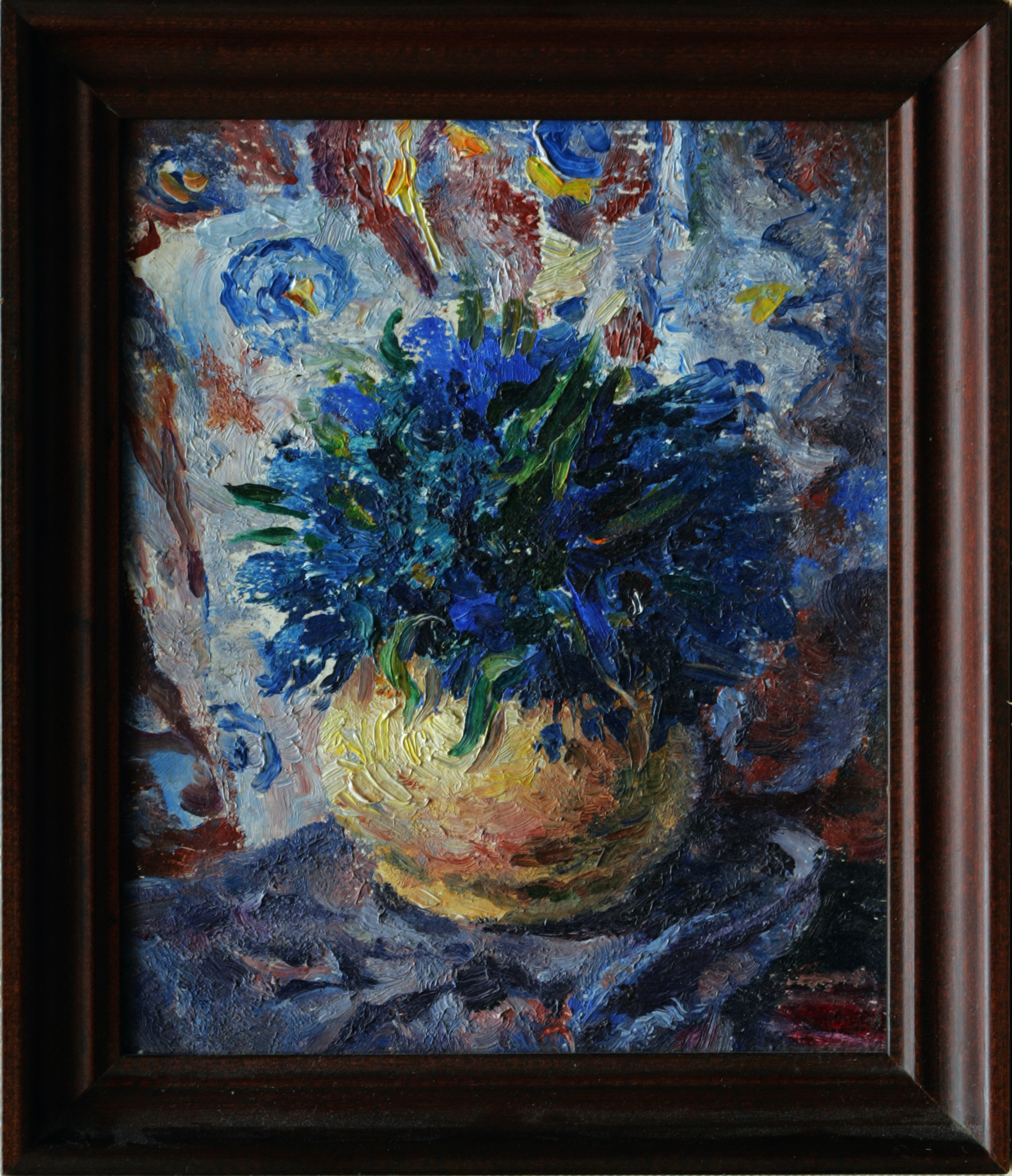
Проліски, 1988
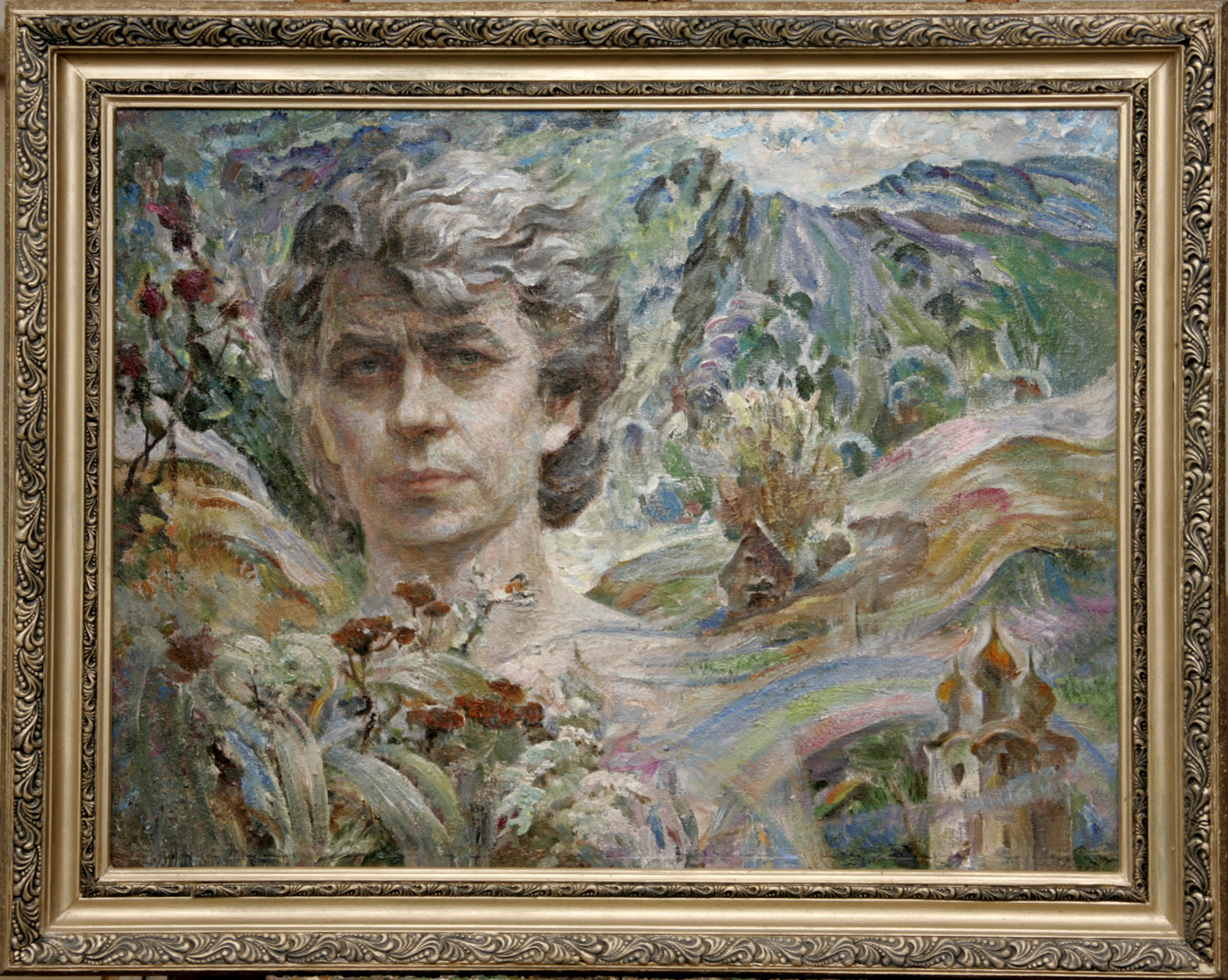
П'ятдесят четверта весна, 1989
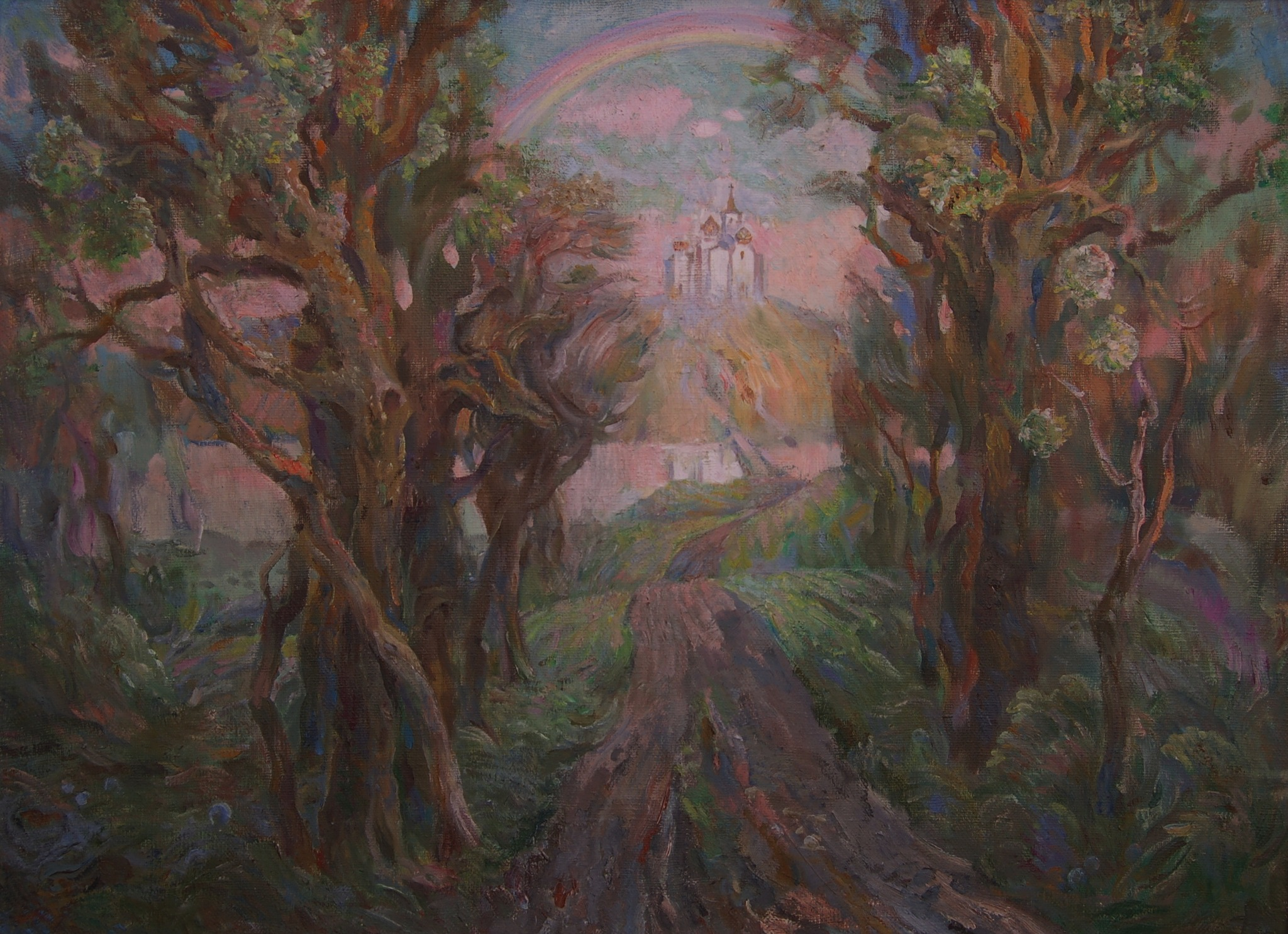
Дорога, що веде до храму, 1990
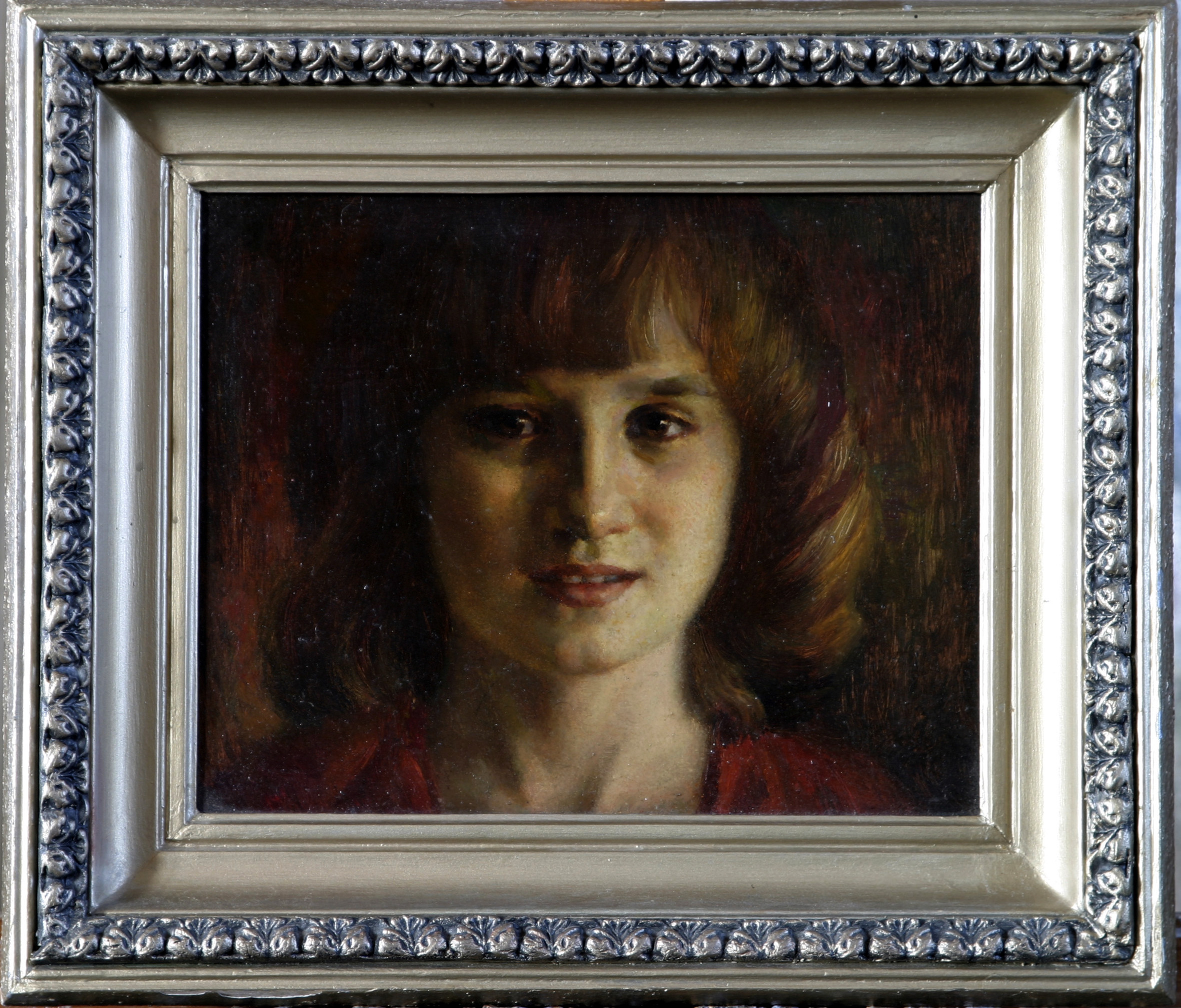
Олена, 1990
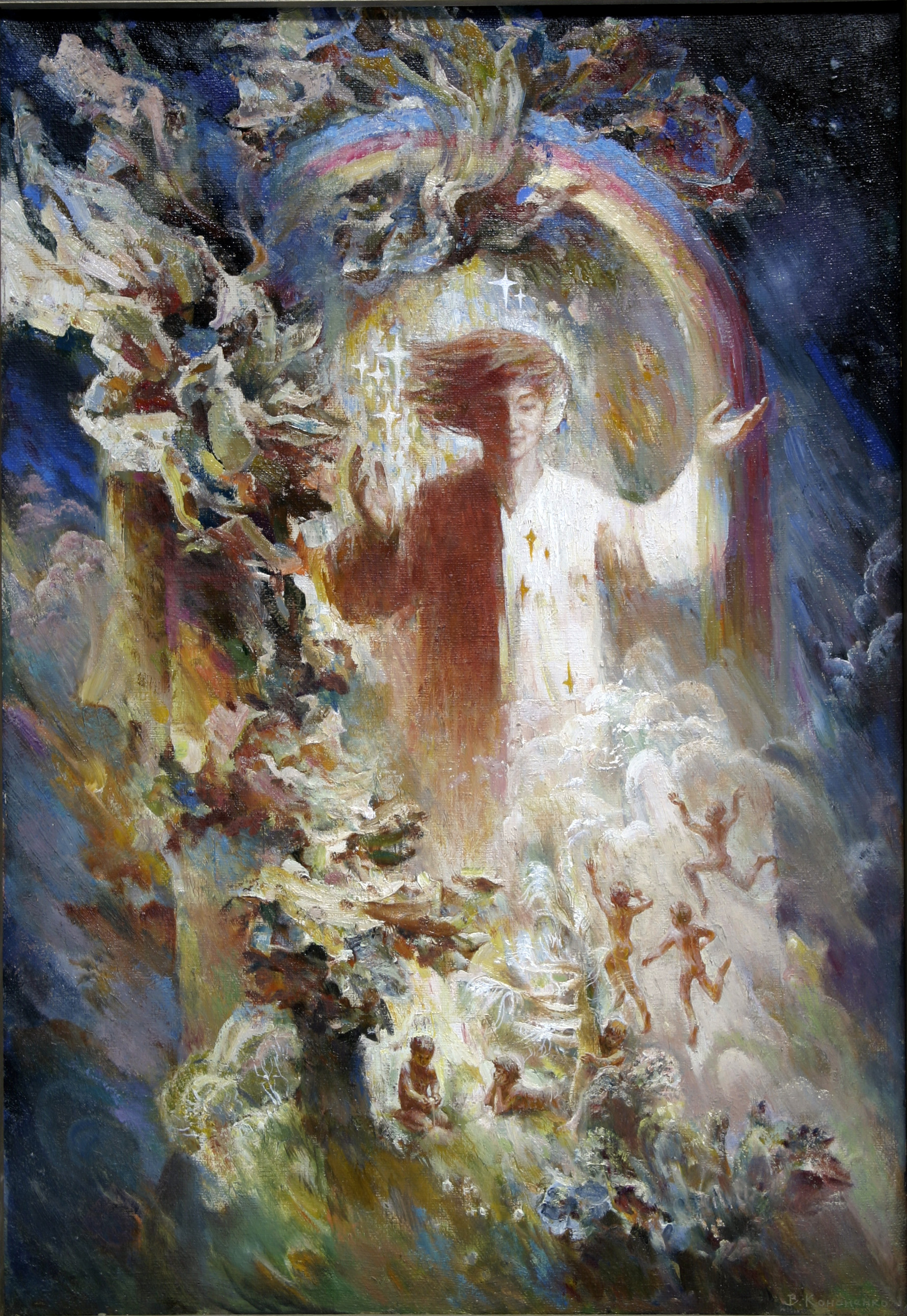
Гея, 1992
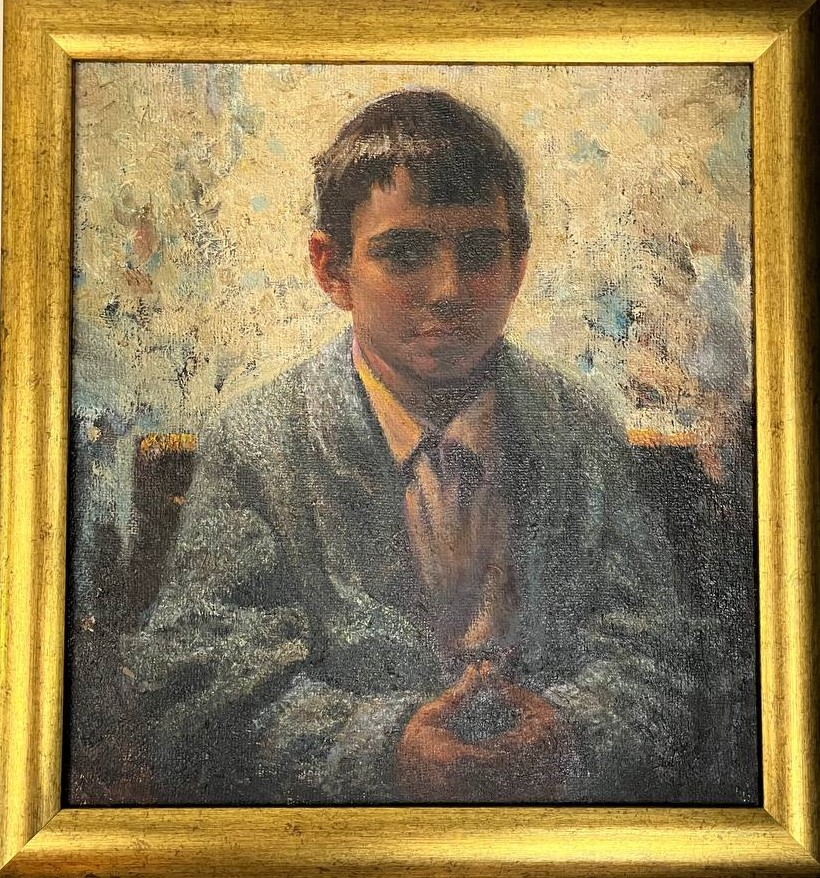
Кірюша, 1996
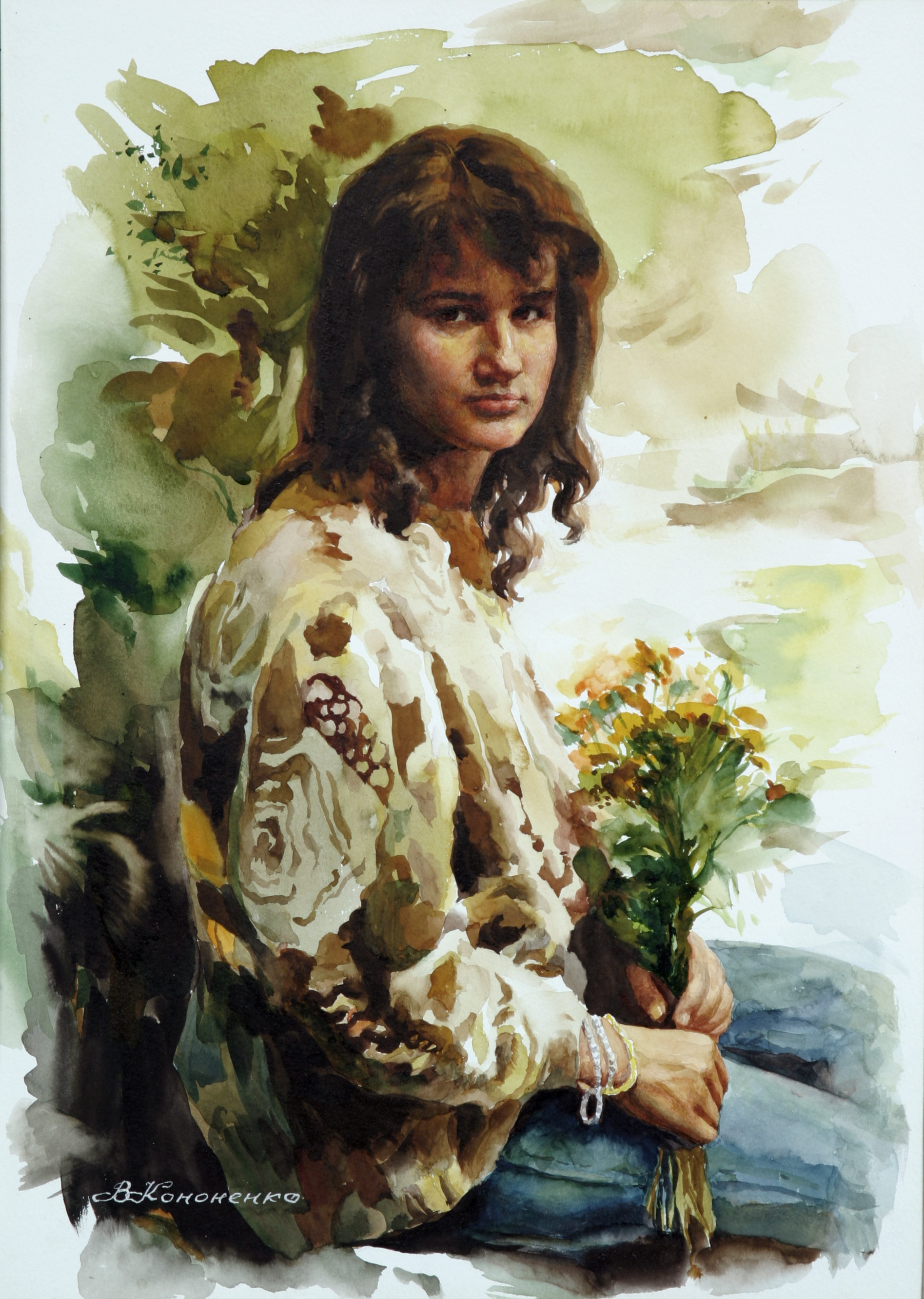
Оленочко, 1999
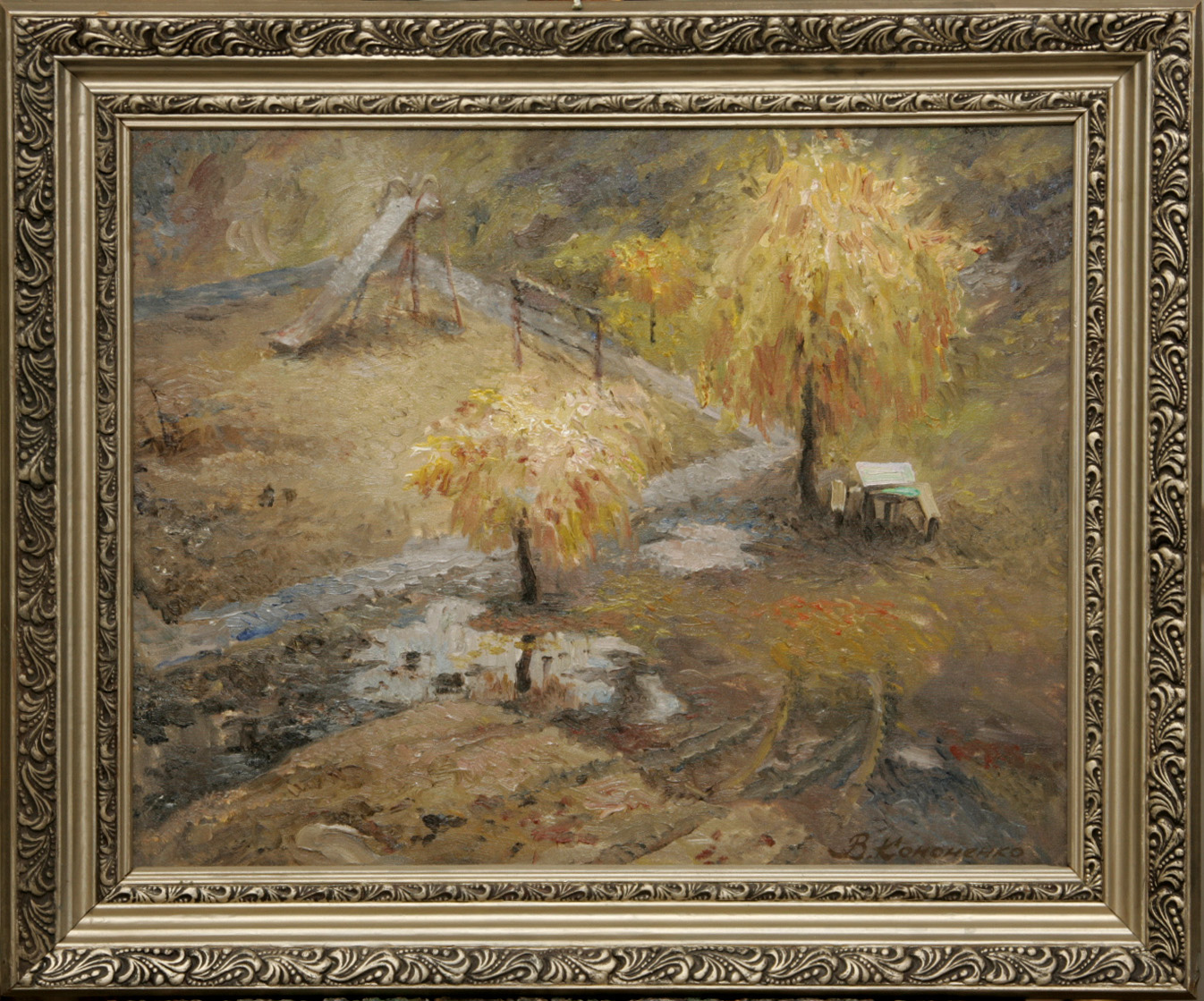
Подвір'я, 1999
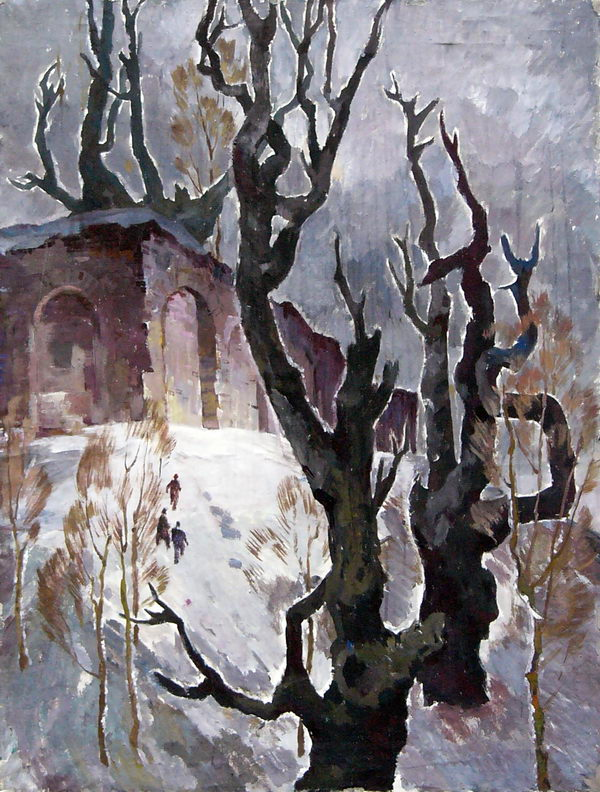
Останки минулого, 1999

## Акварель

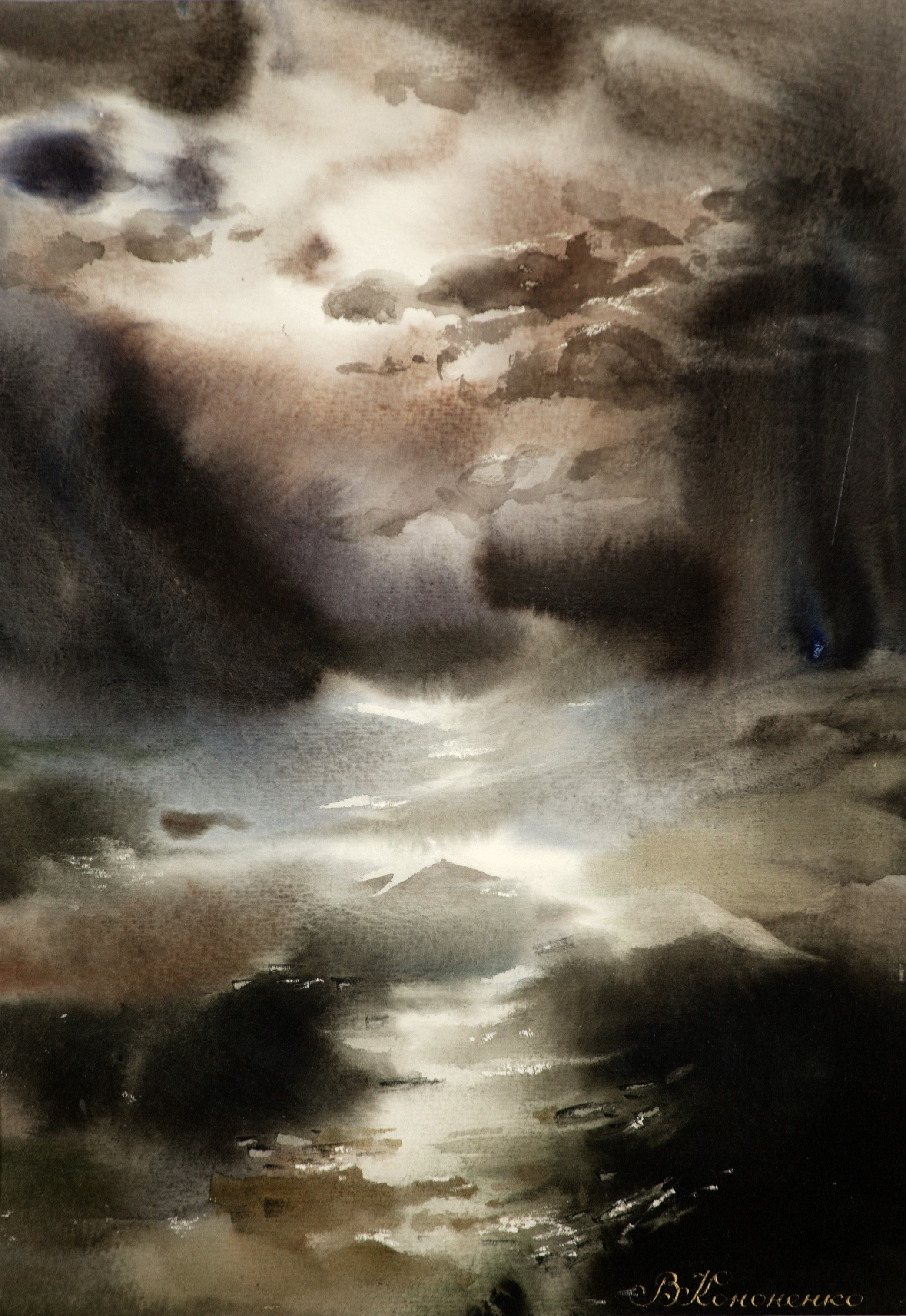
Чорне море, 1994
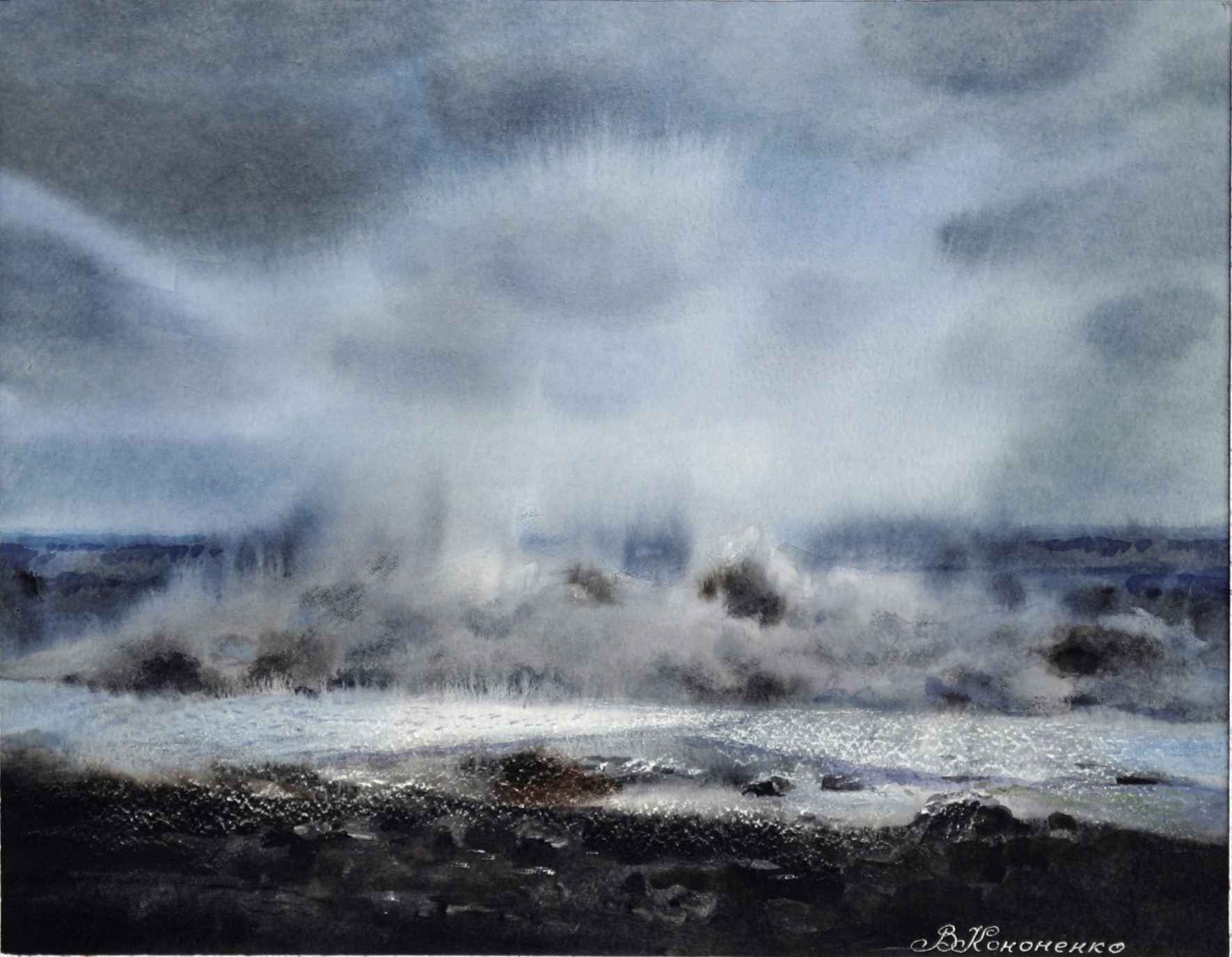
Море, 1994
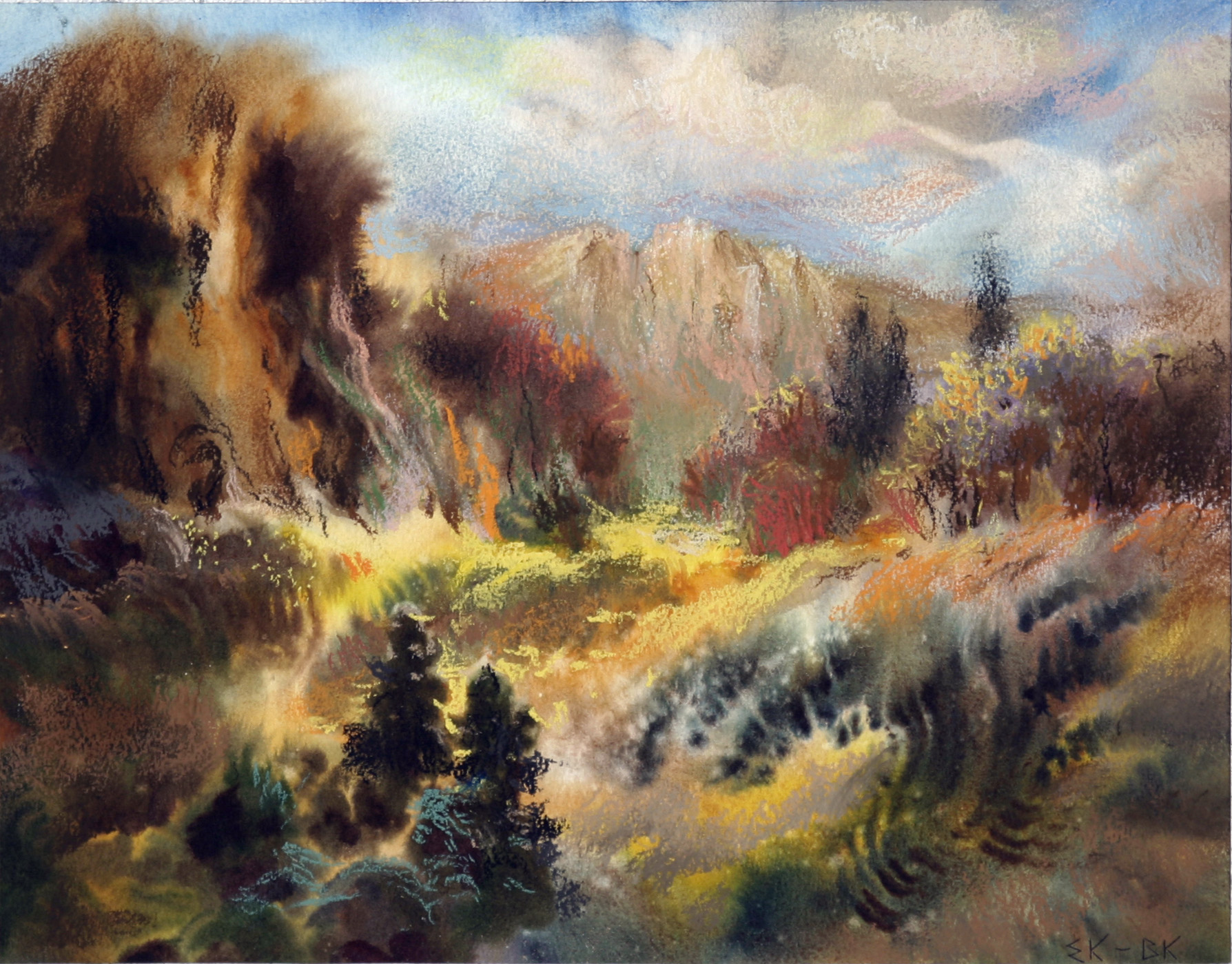
Осінній луг, 1994
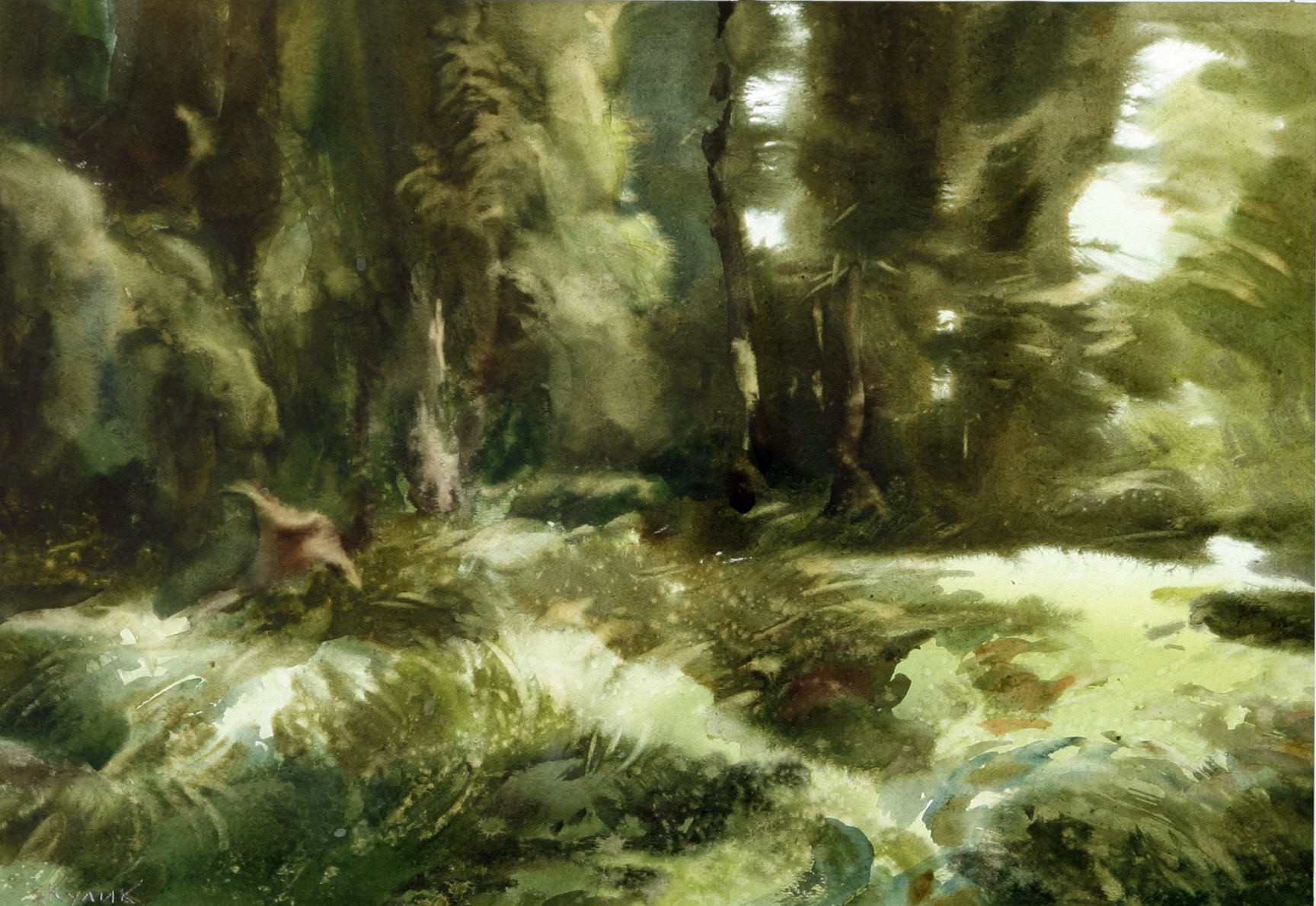
Галявина, 1994

## Портрети на замовлення

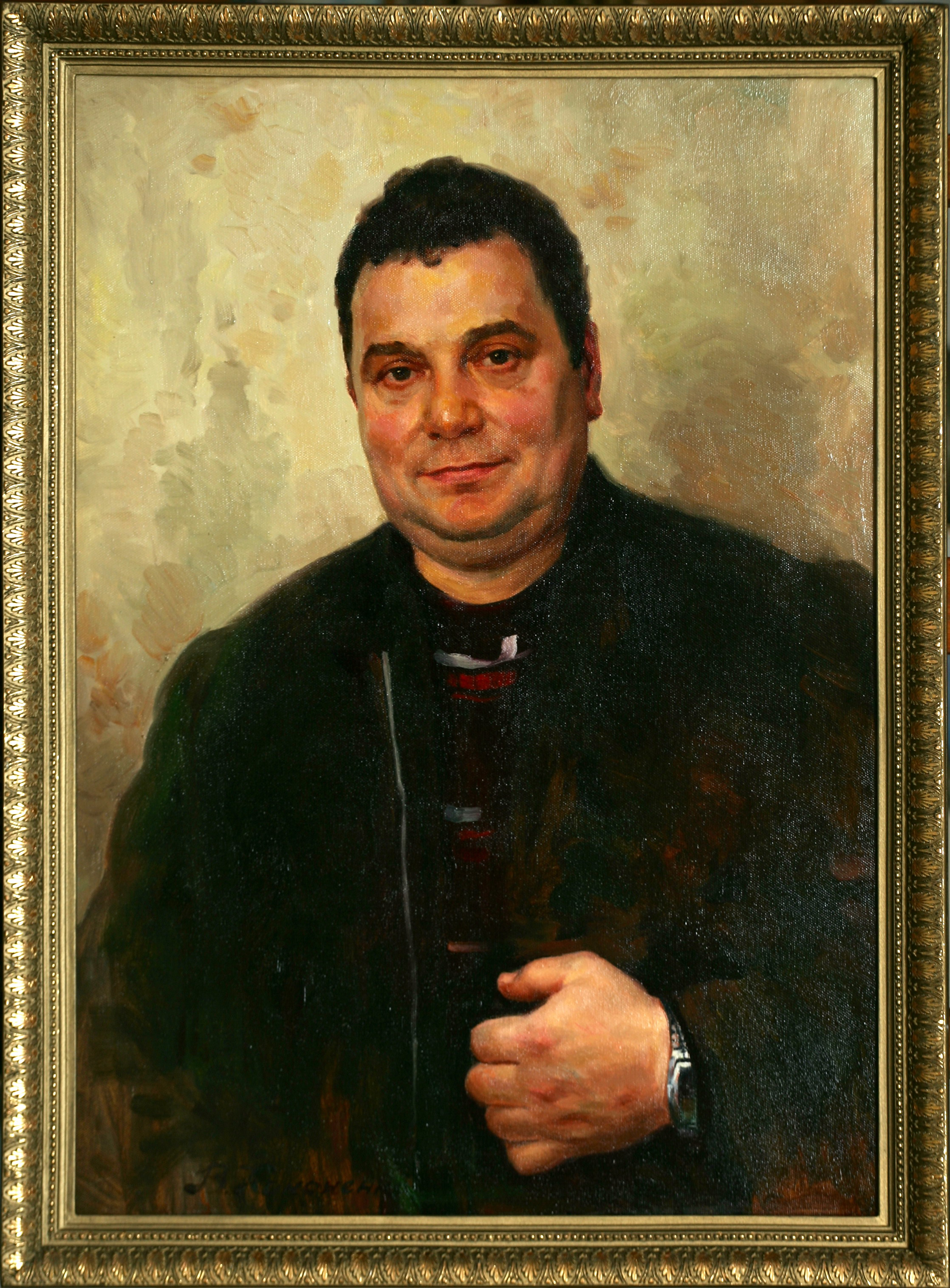
Портрет на замовлення, 1996
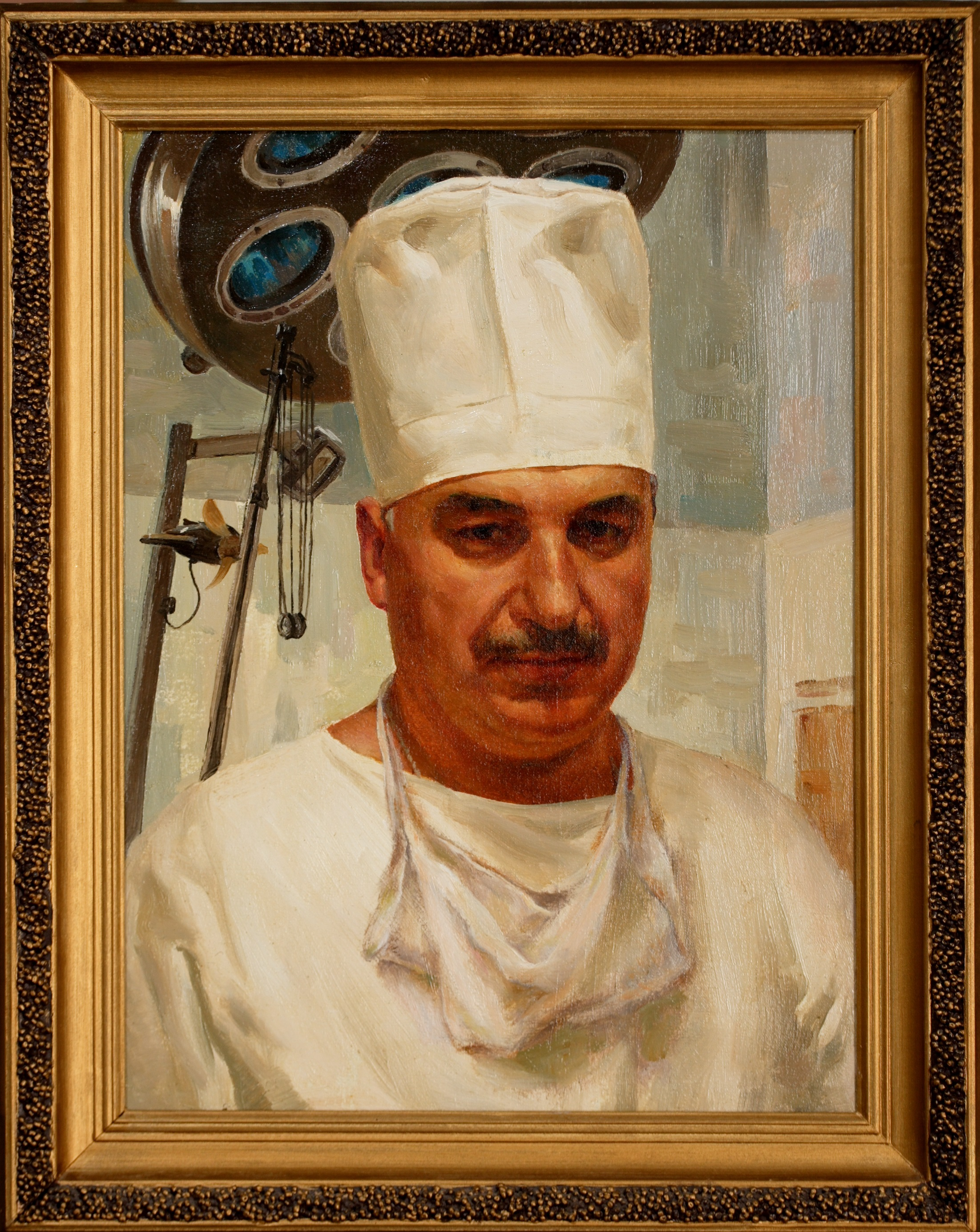
Портрет на замовлення, 1996
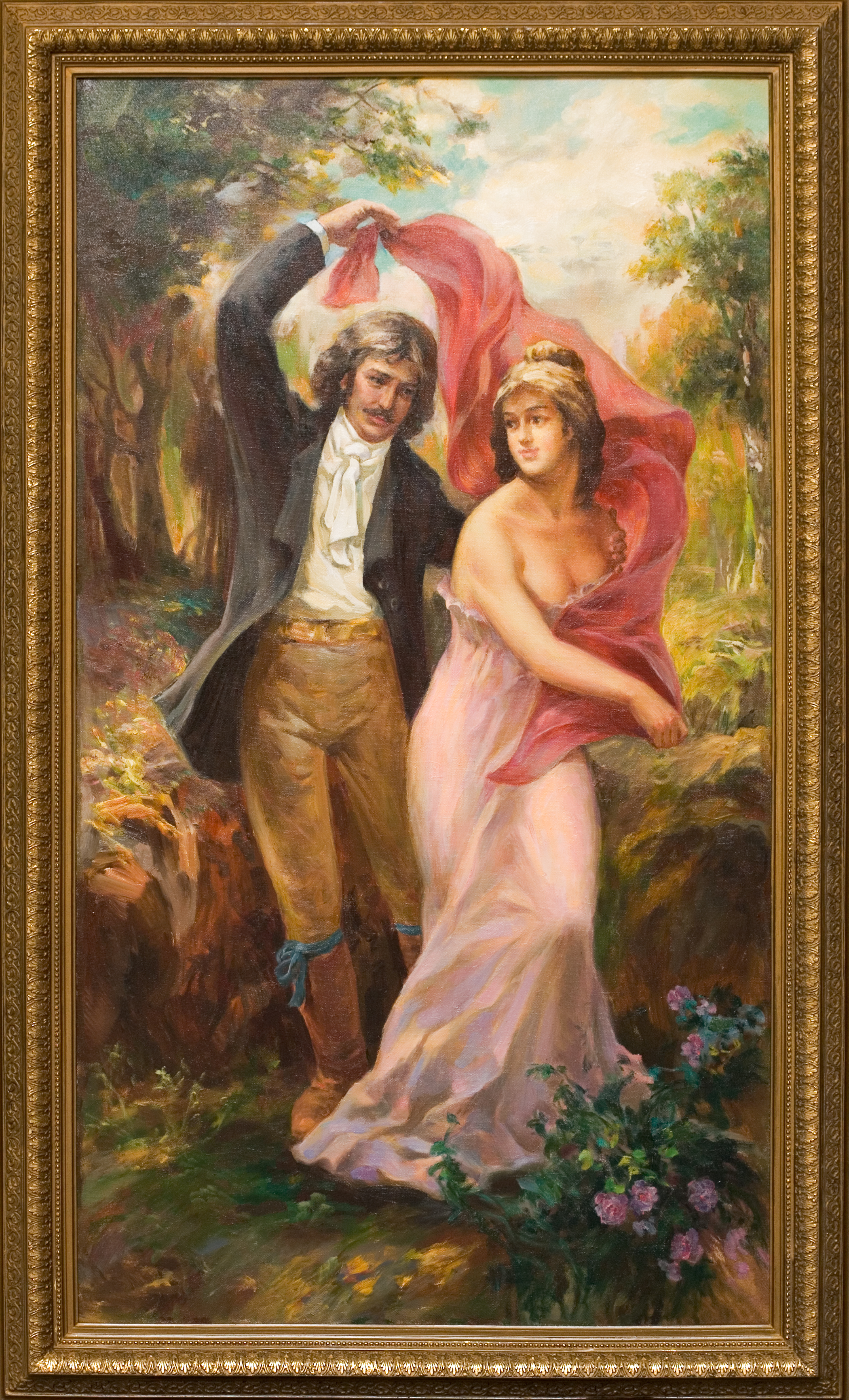
Портрет на замовлення, 1997
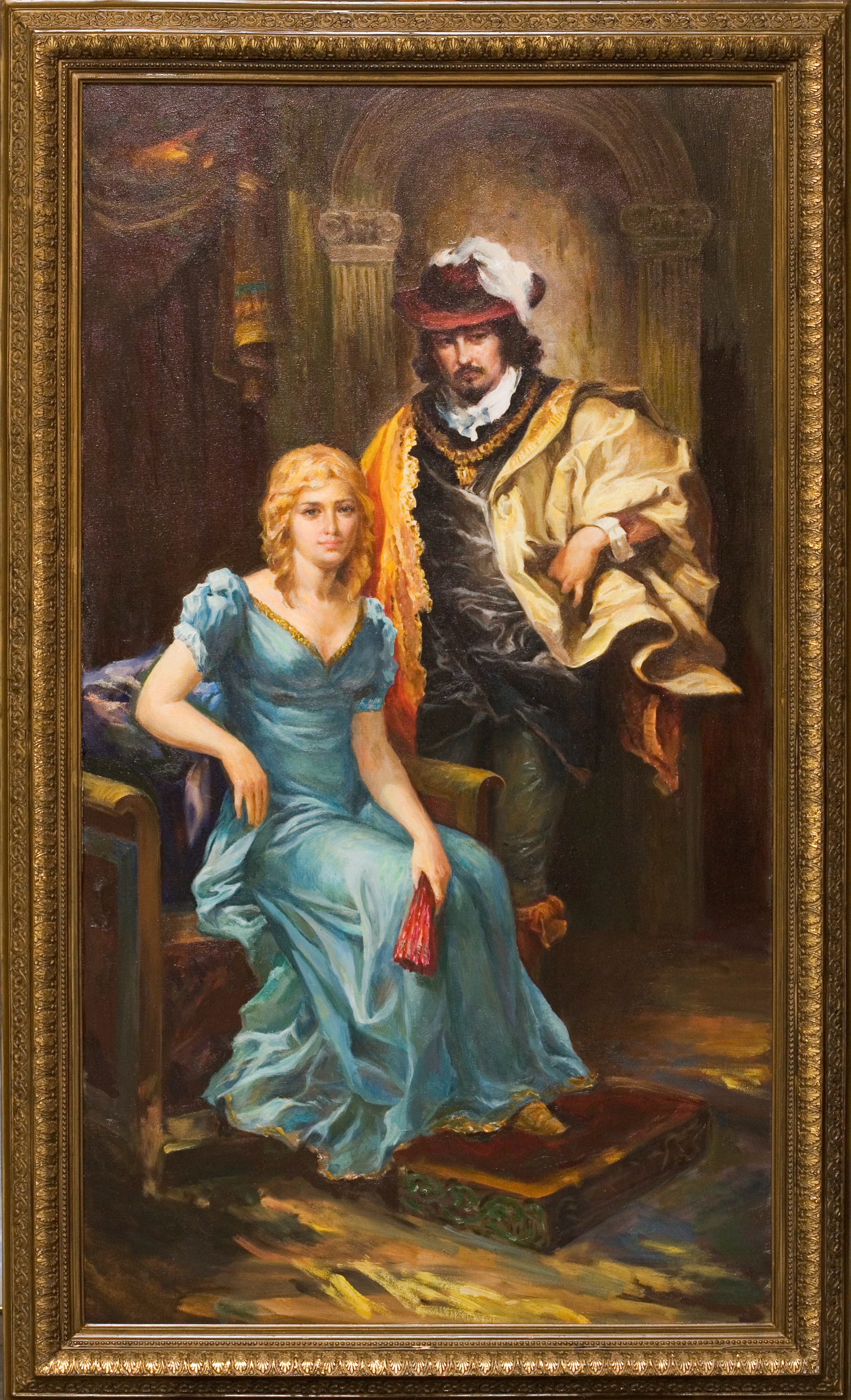
Портрет на замовлення, 1997
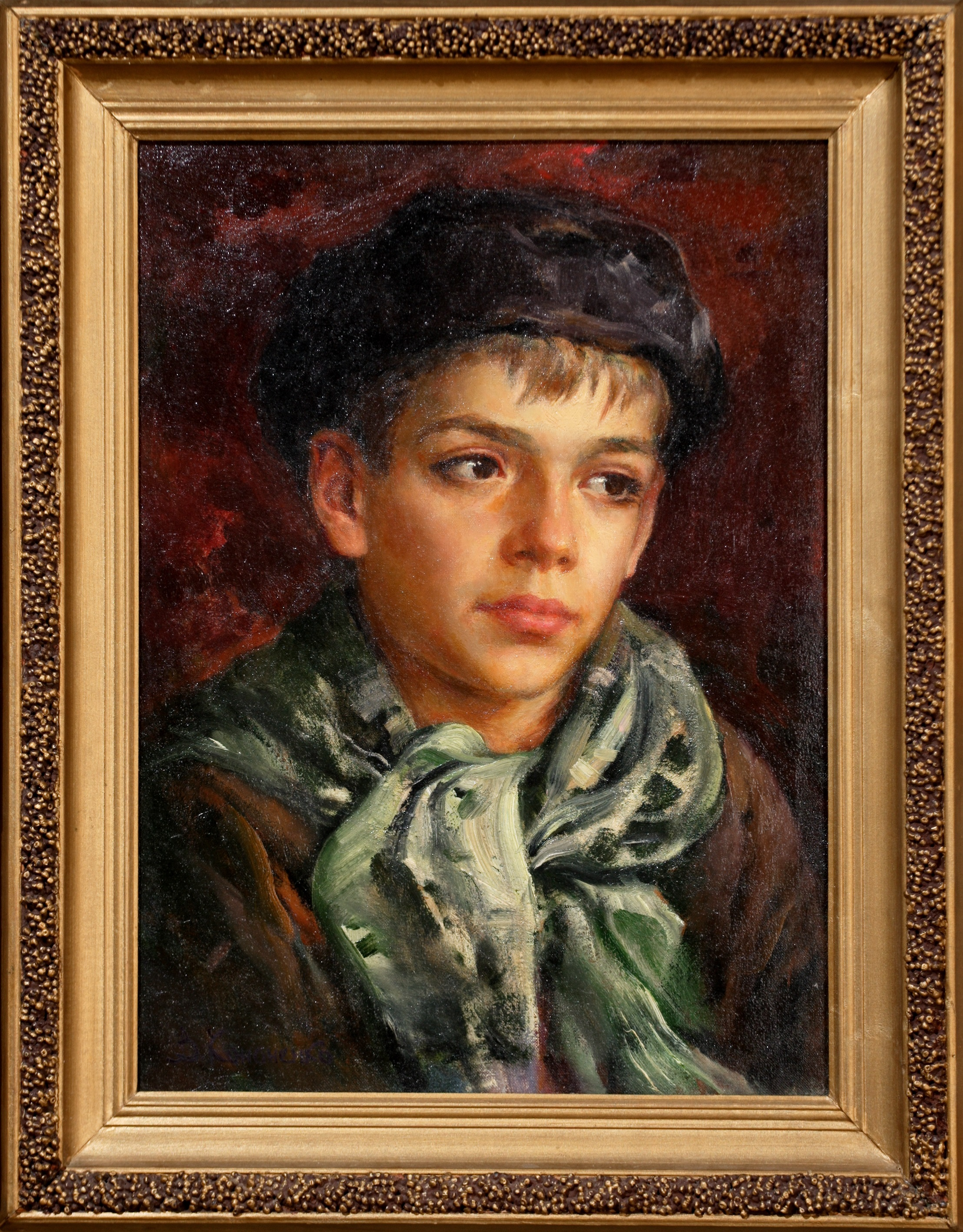
Портрет на замовлення, 1998
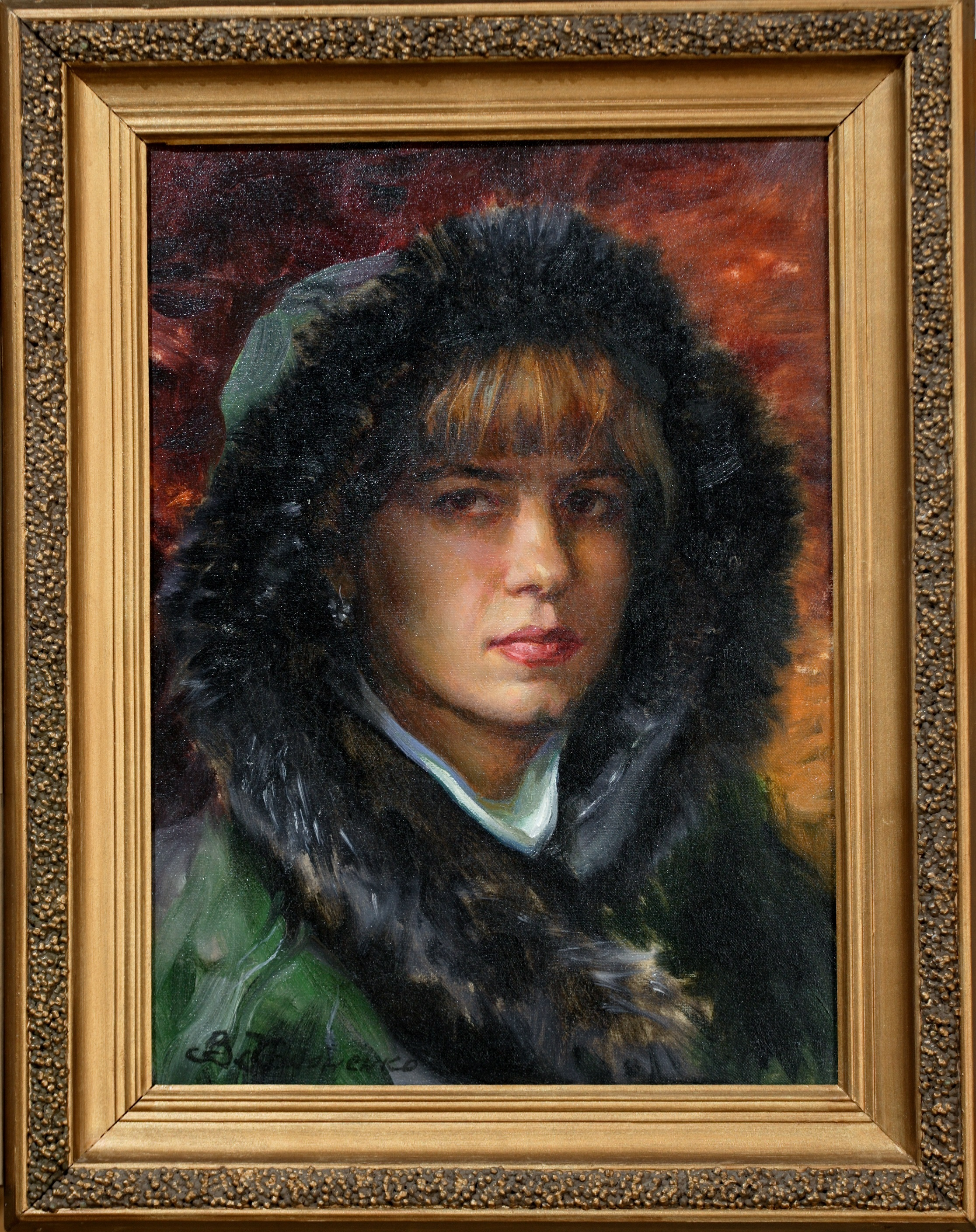
Портрет на замовлення, 1999
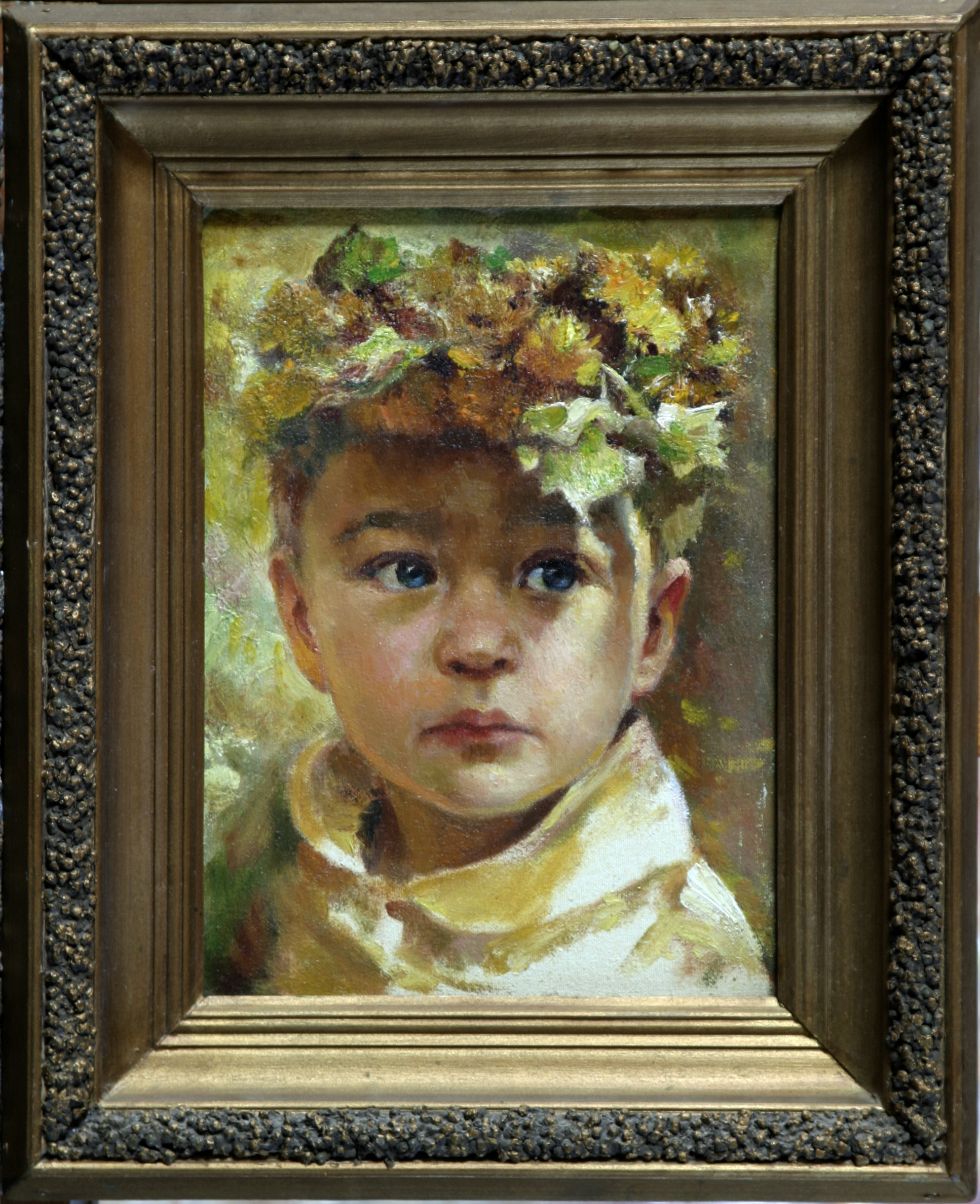
Портрет на замовлення, 2003
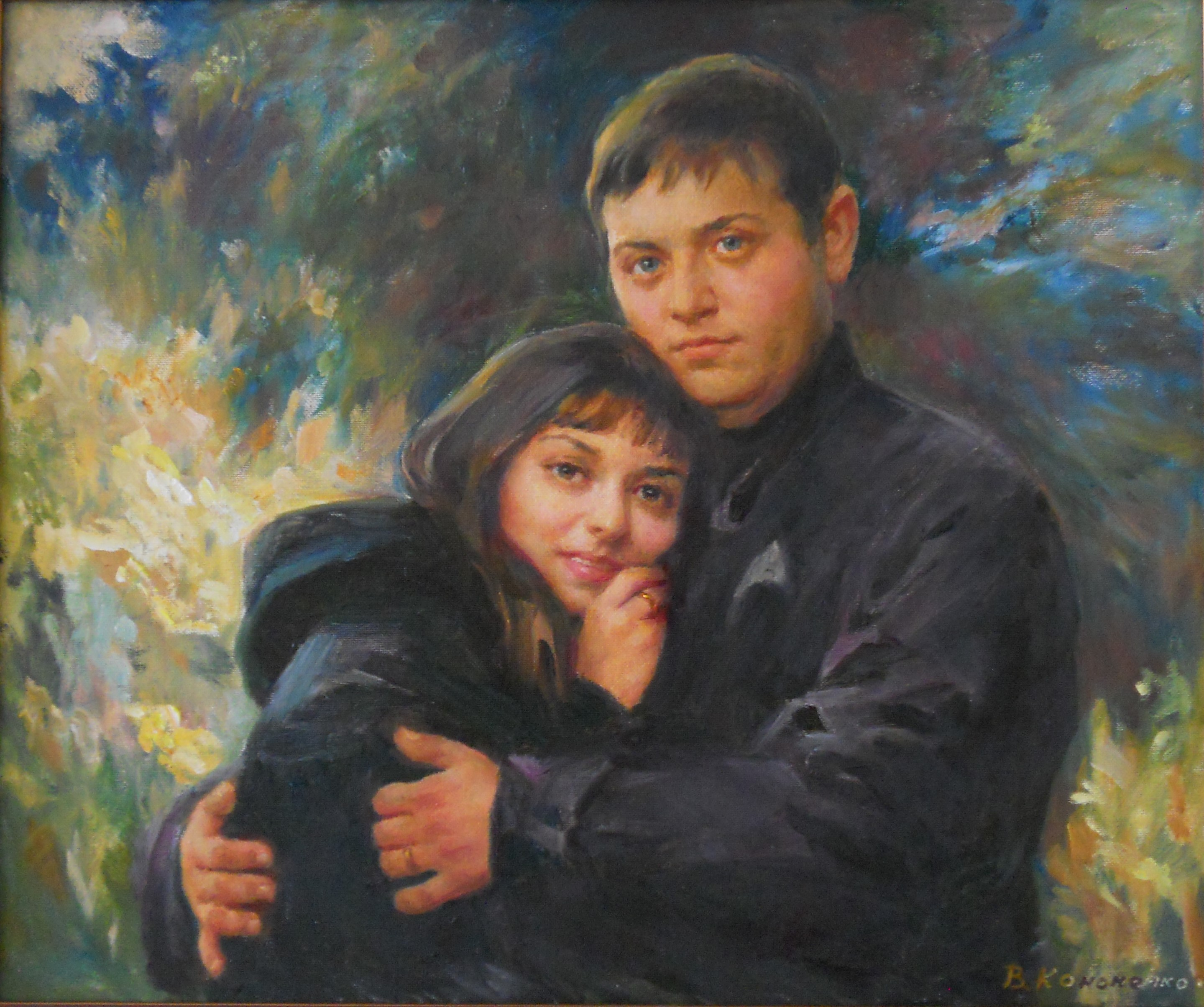
Портрет на замовлення, 2004
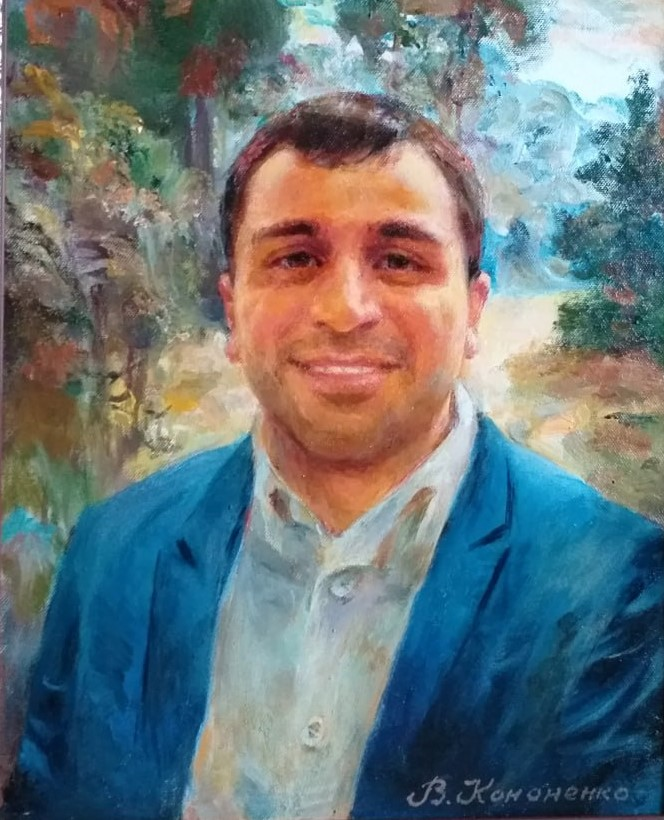
Портрет на замовлення, 2014

## Картини періоду роботи у Святогірській Лаврі

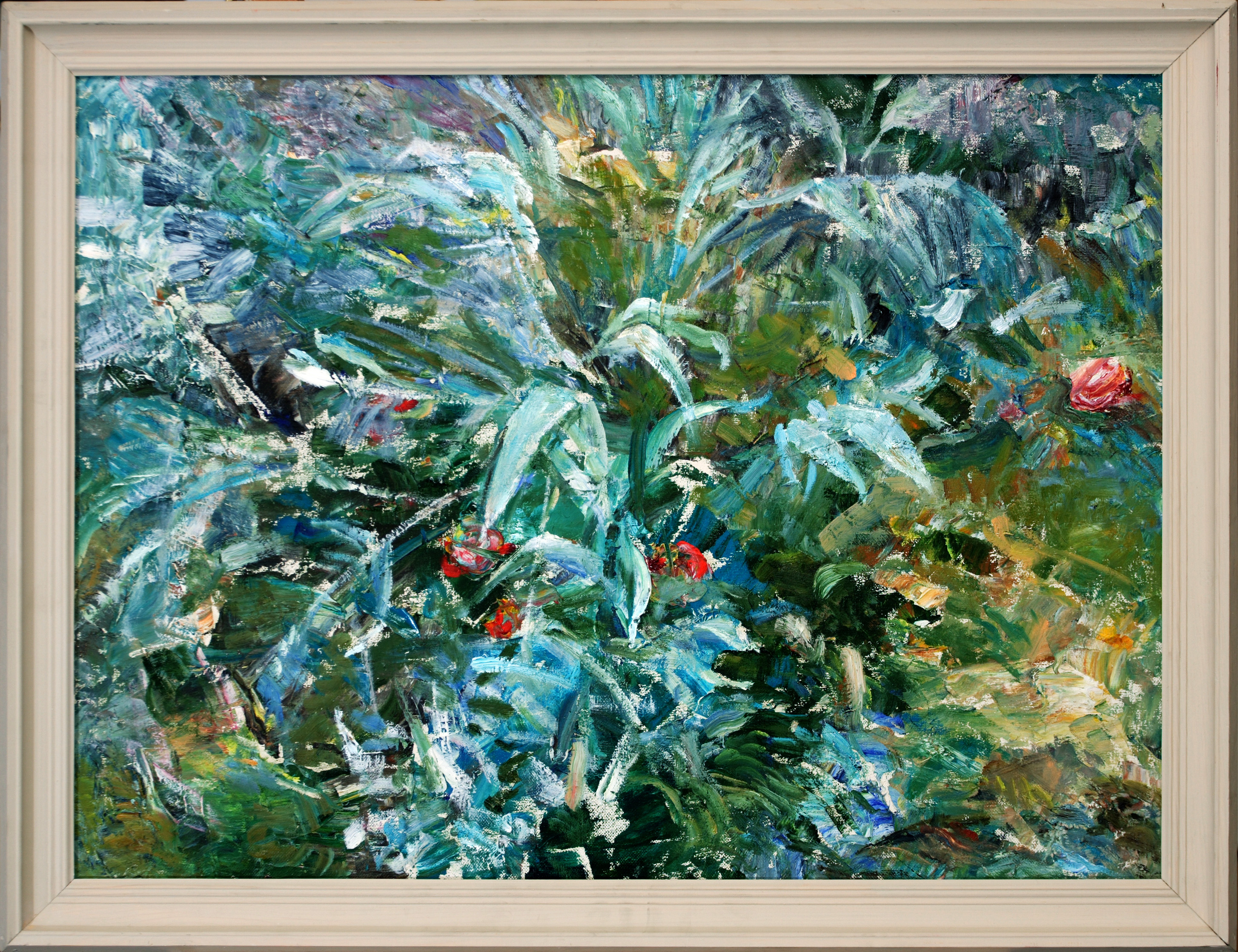
Блакитні трави, 2004
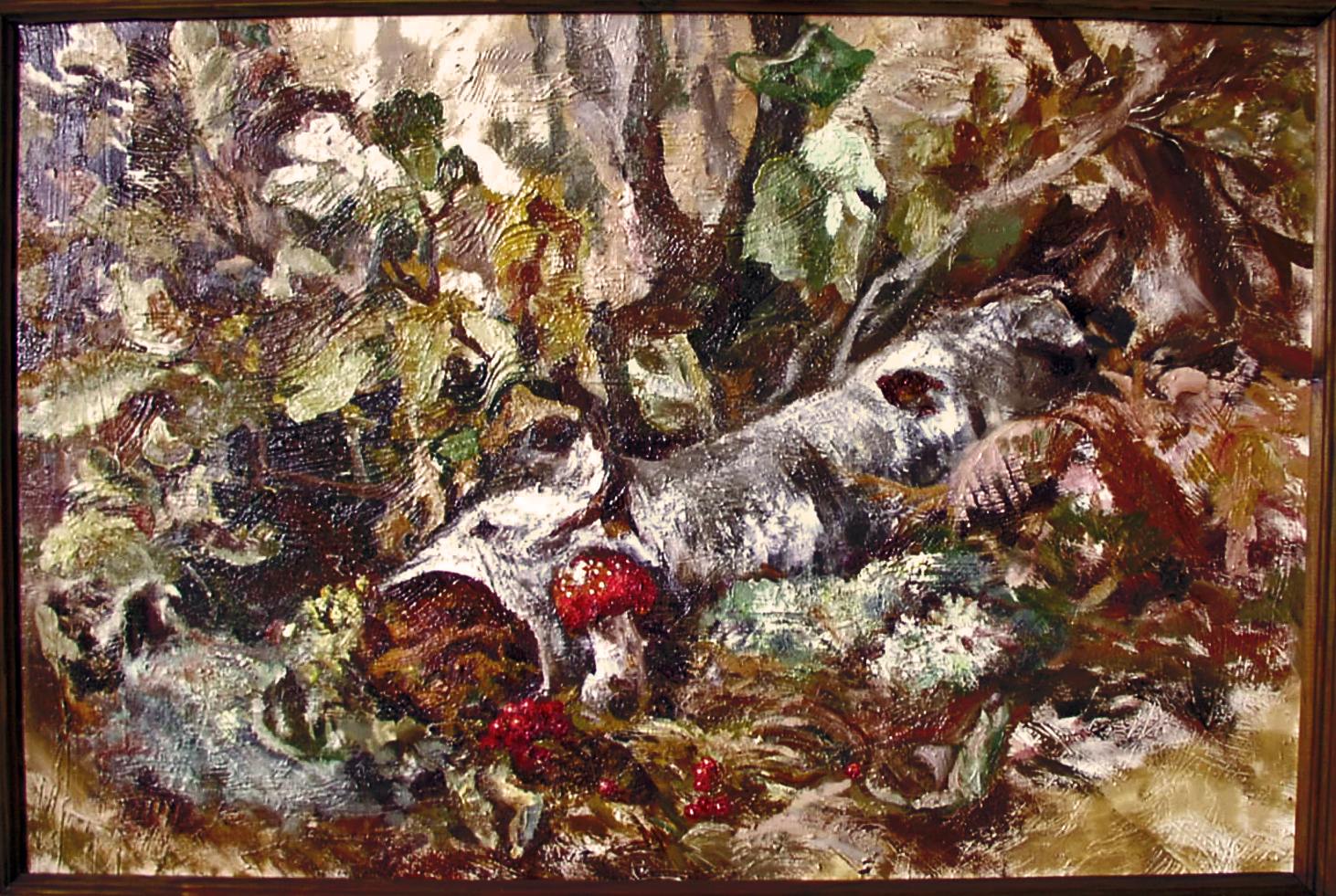
Лісний натюрморт, 2005
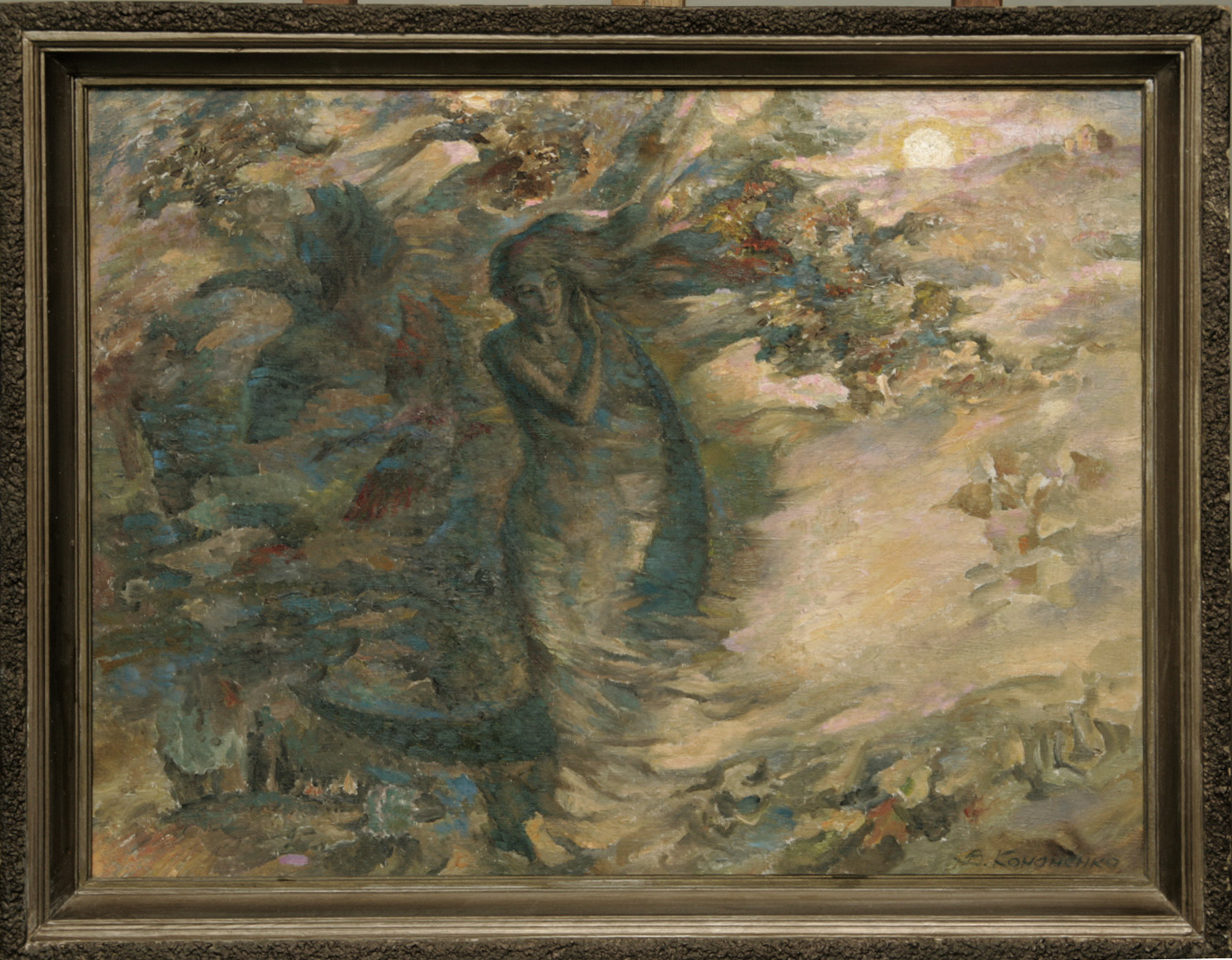
Минає день і ніч у свої права вступити готова, 2005
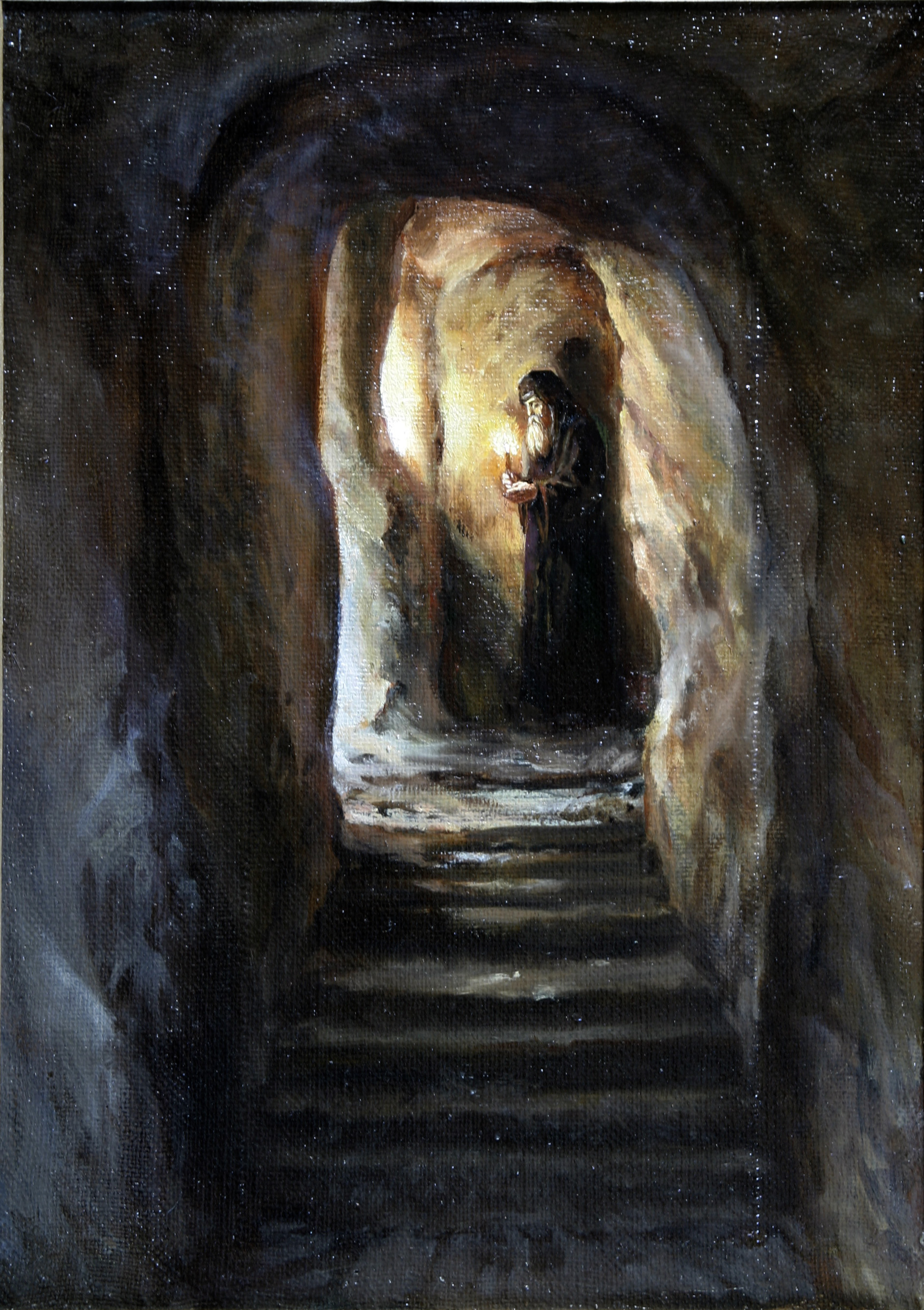
Монах, 2007
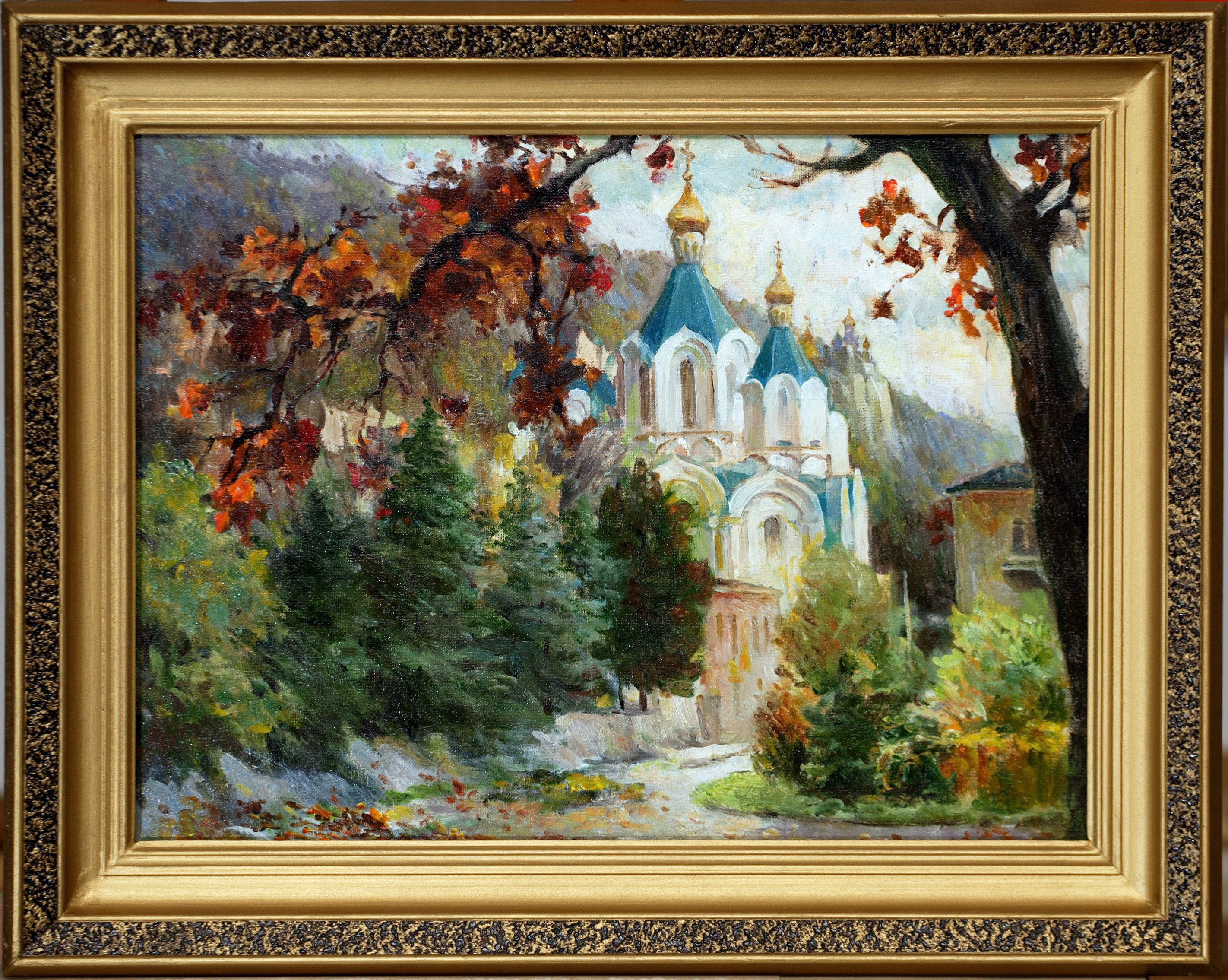
Святогірськ, 2009
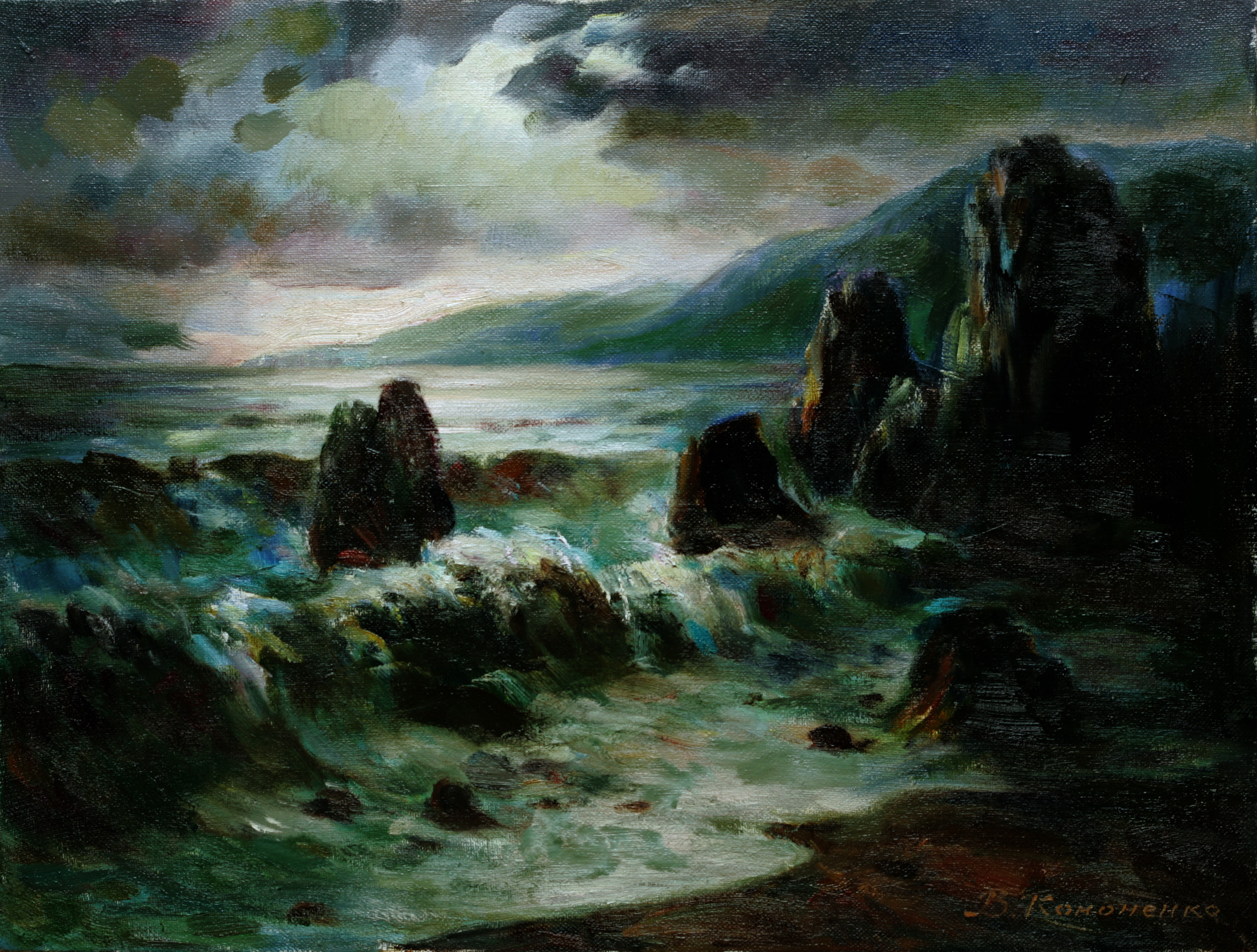
Стихія, 2003
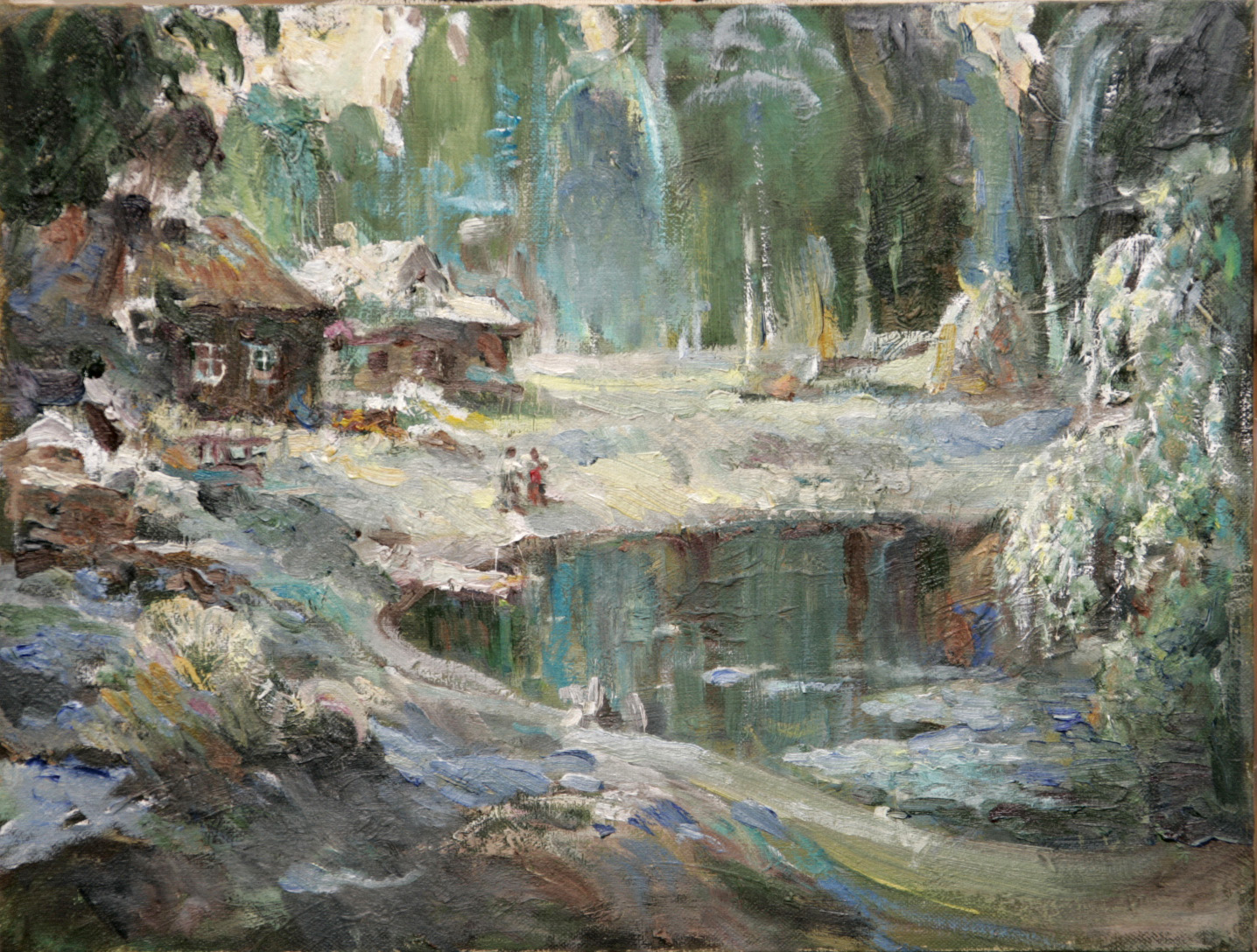
Дім біля озера, 2001
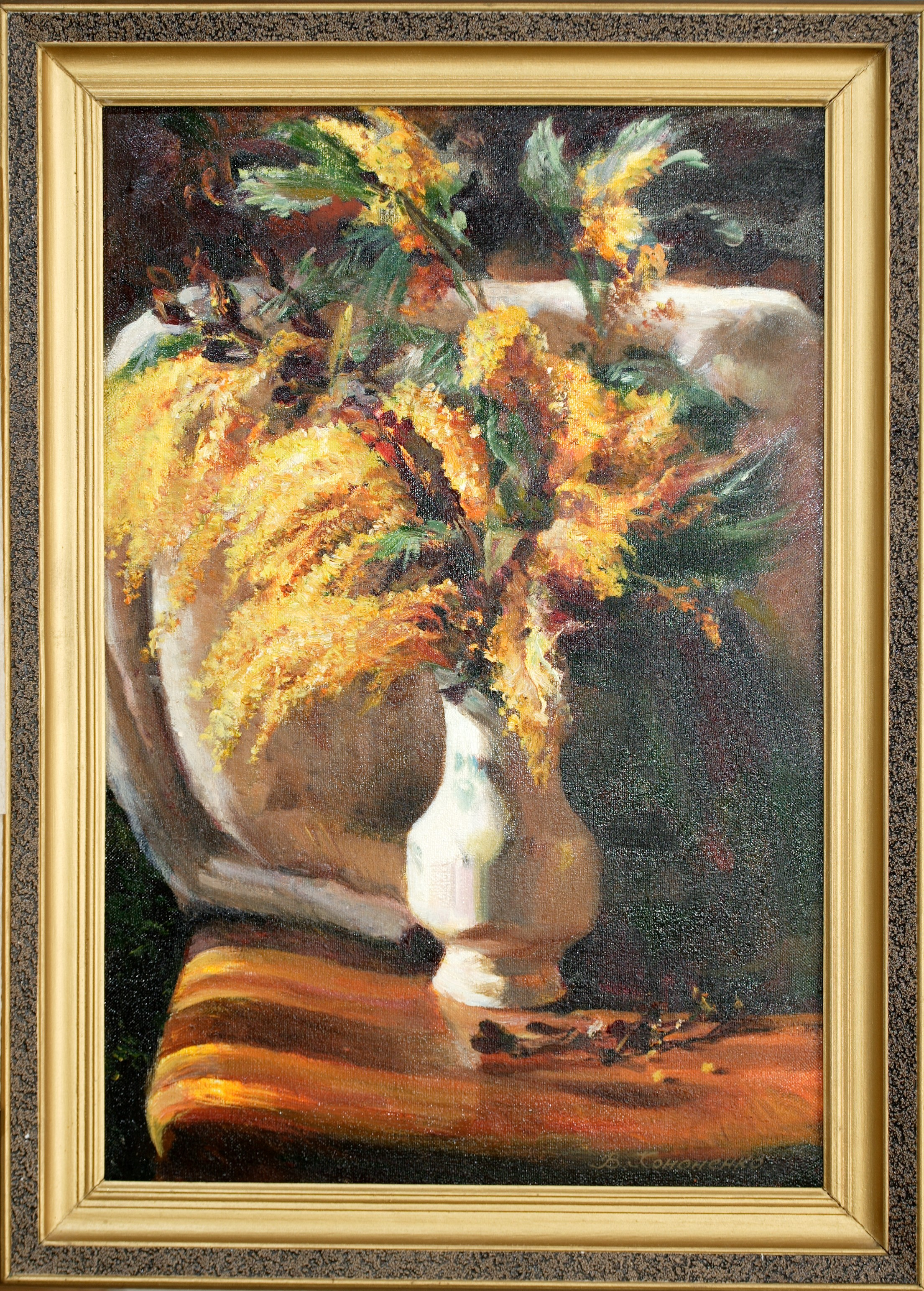
Осінній натюрморт, 2000
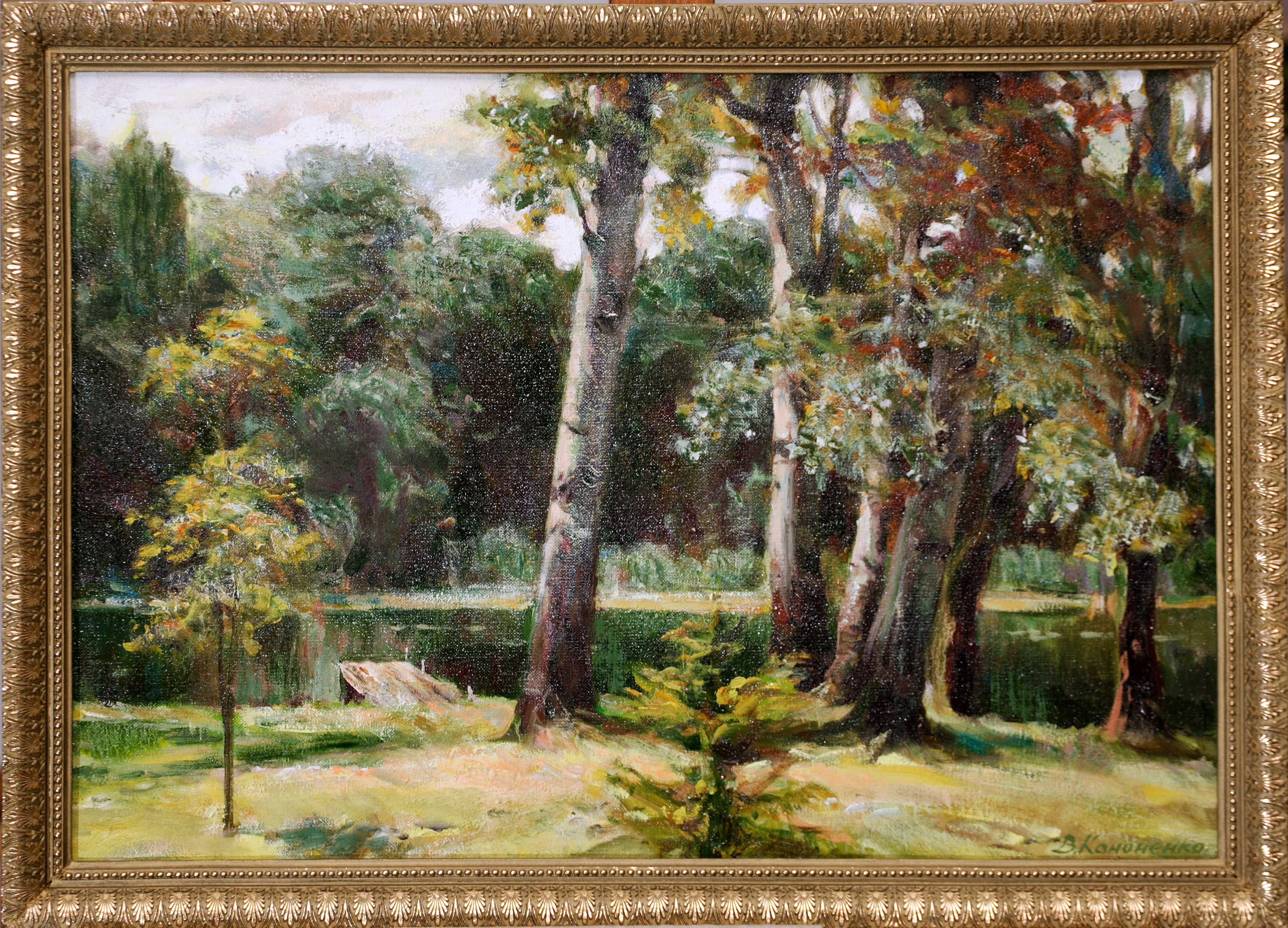
На банному озері, 2006

## Картини написані після переїзду до Харкова

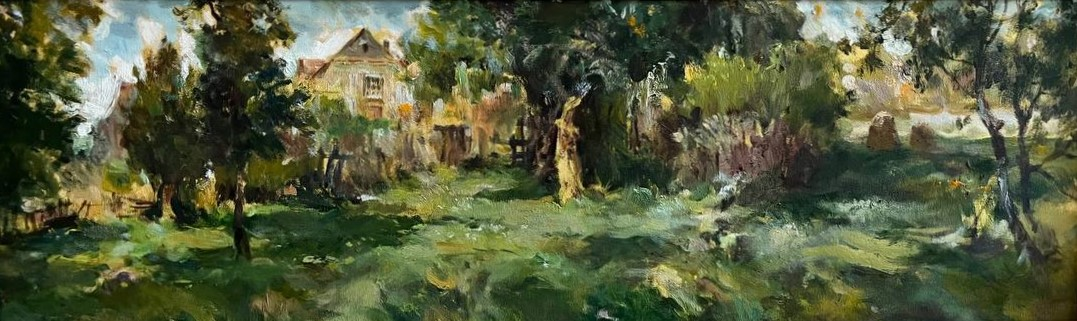
Біленьке, 2014
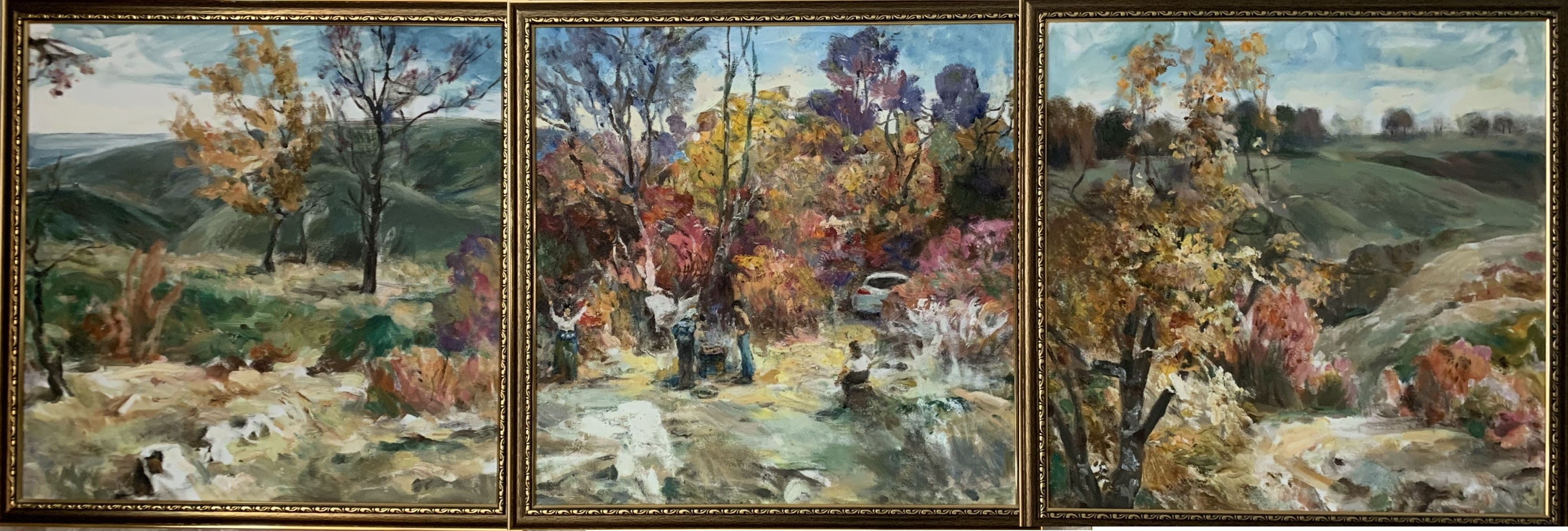
У горах, 2015
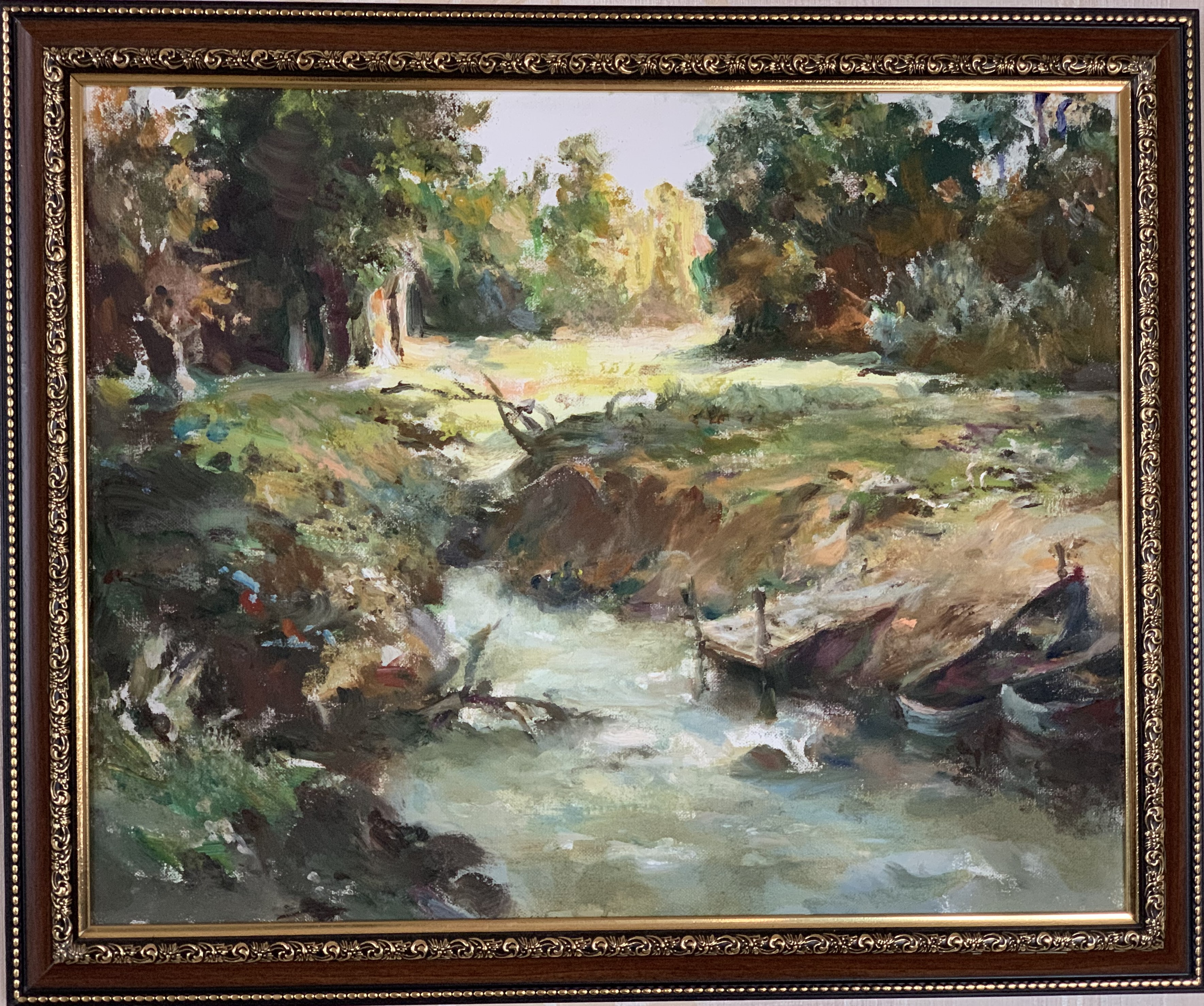
Пейзаж із лодкою, 2015
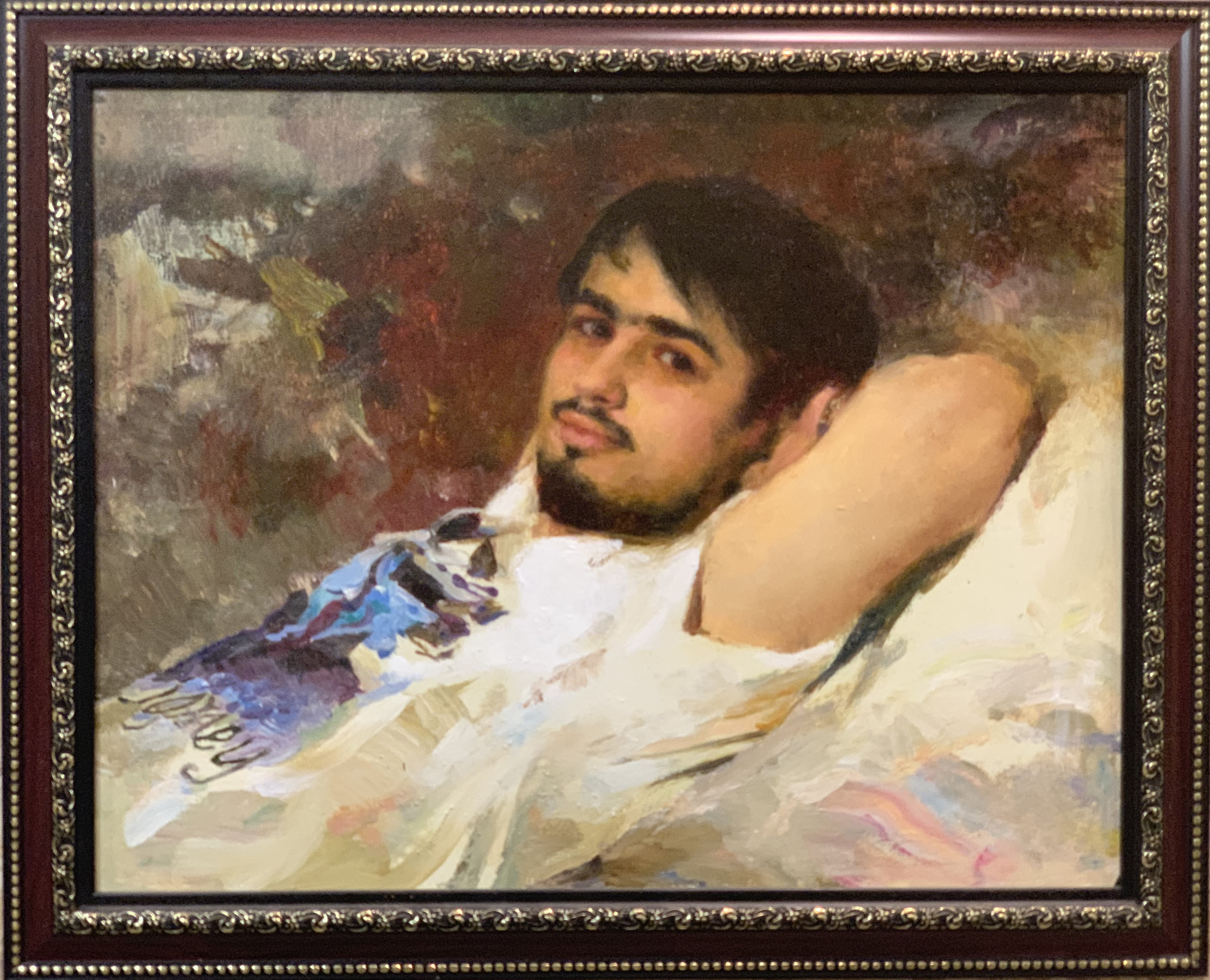
Портрет Кирила, 2015
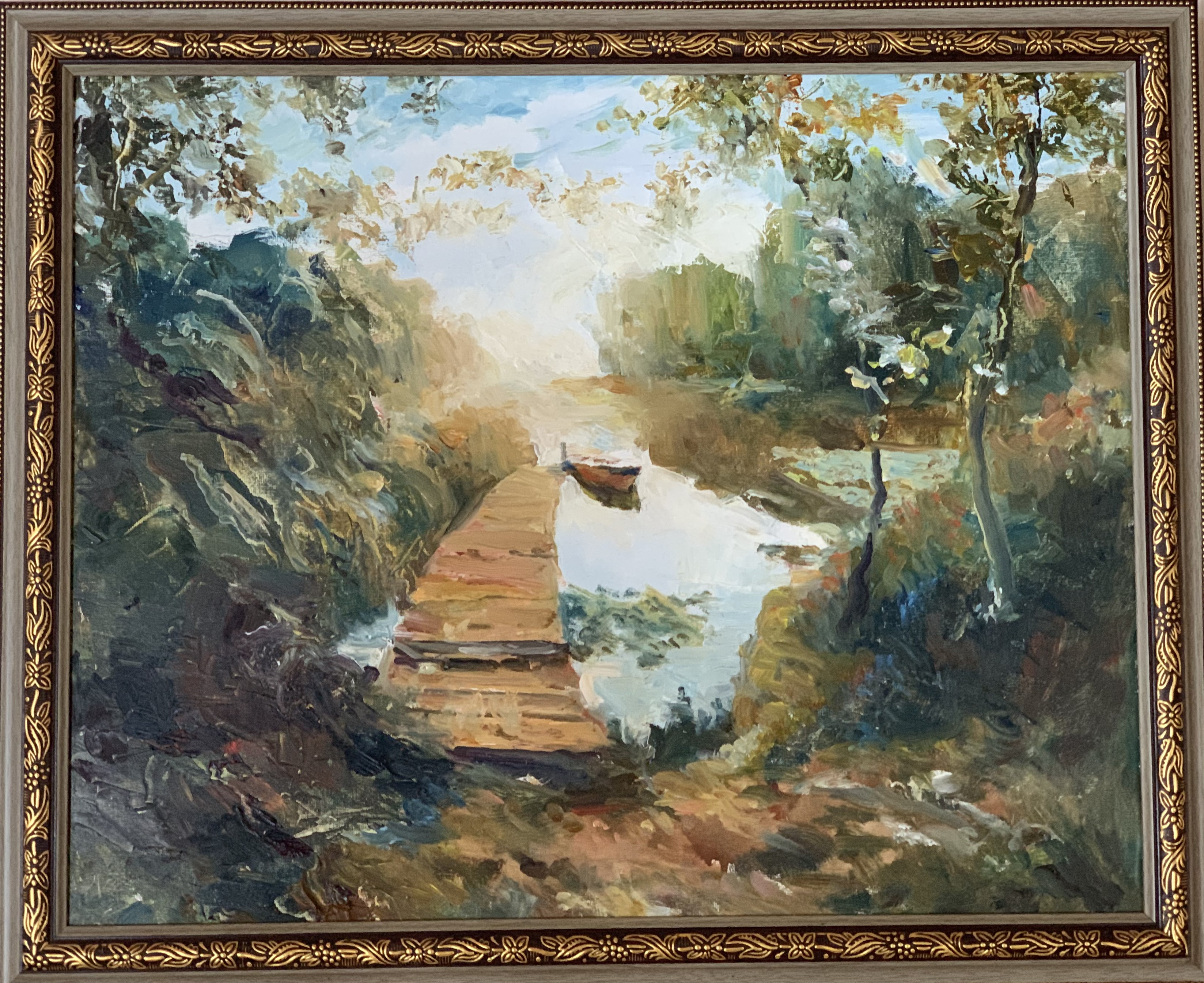
Пейзаж із причалом, 2016
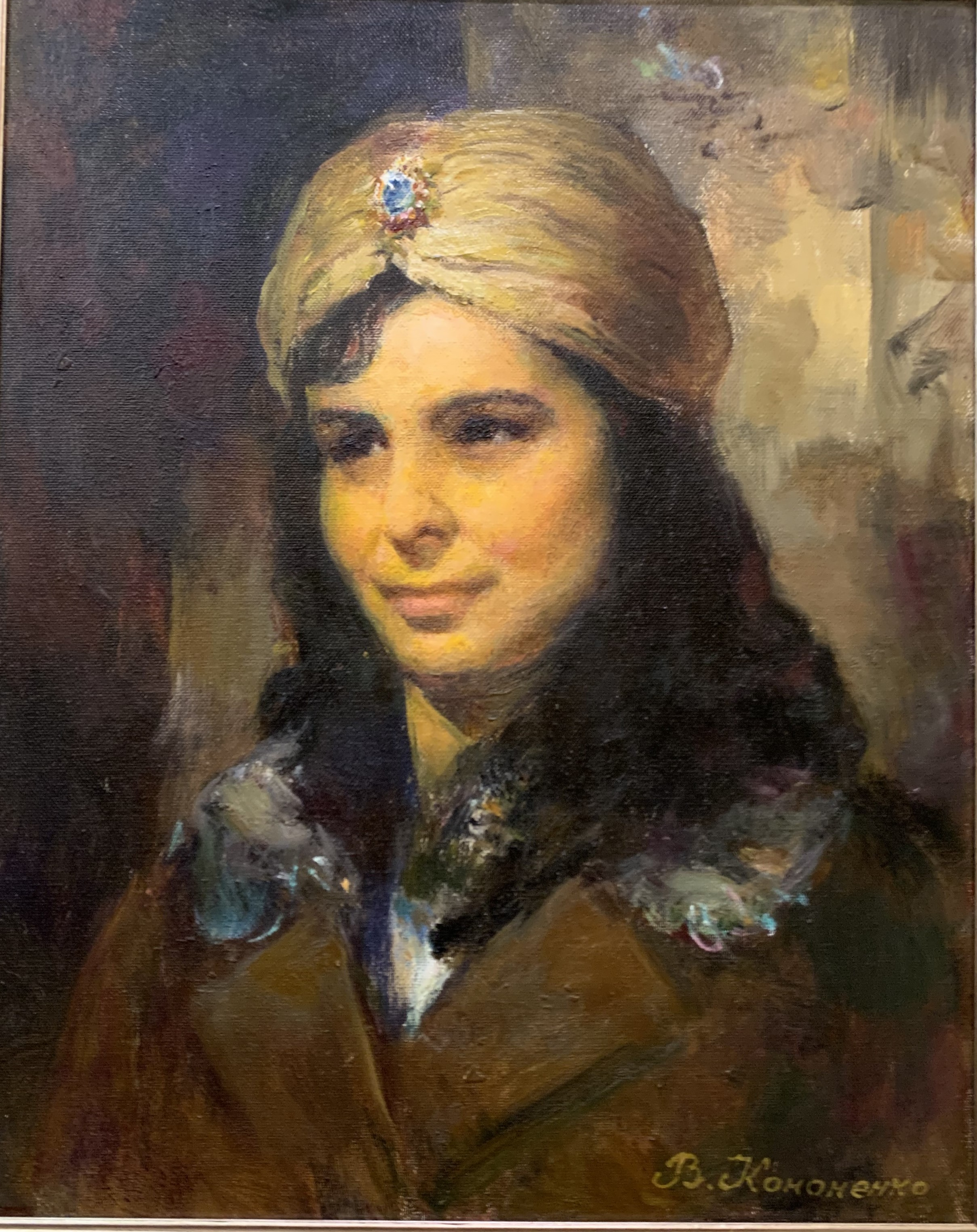
Нілочка, 2017
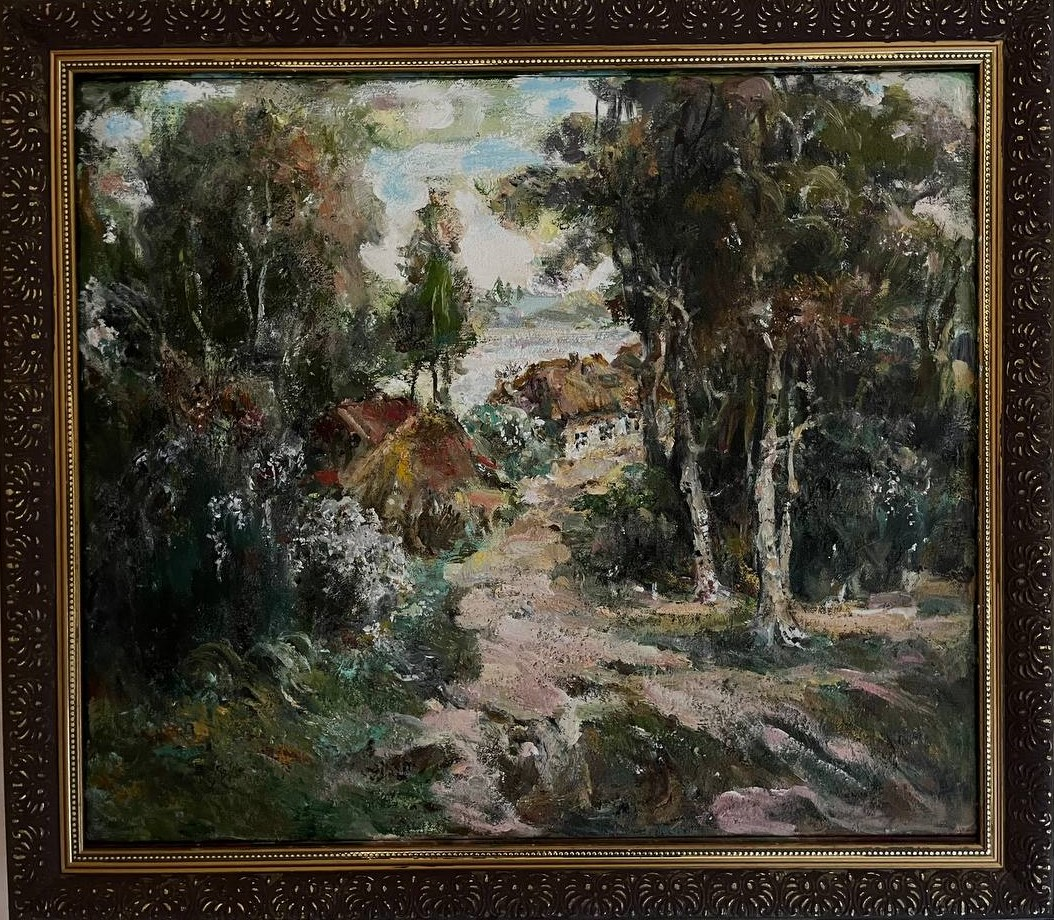
Деревня, 2017
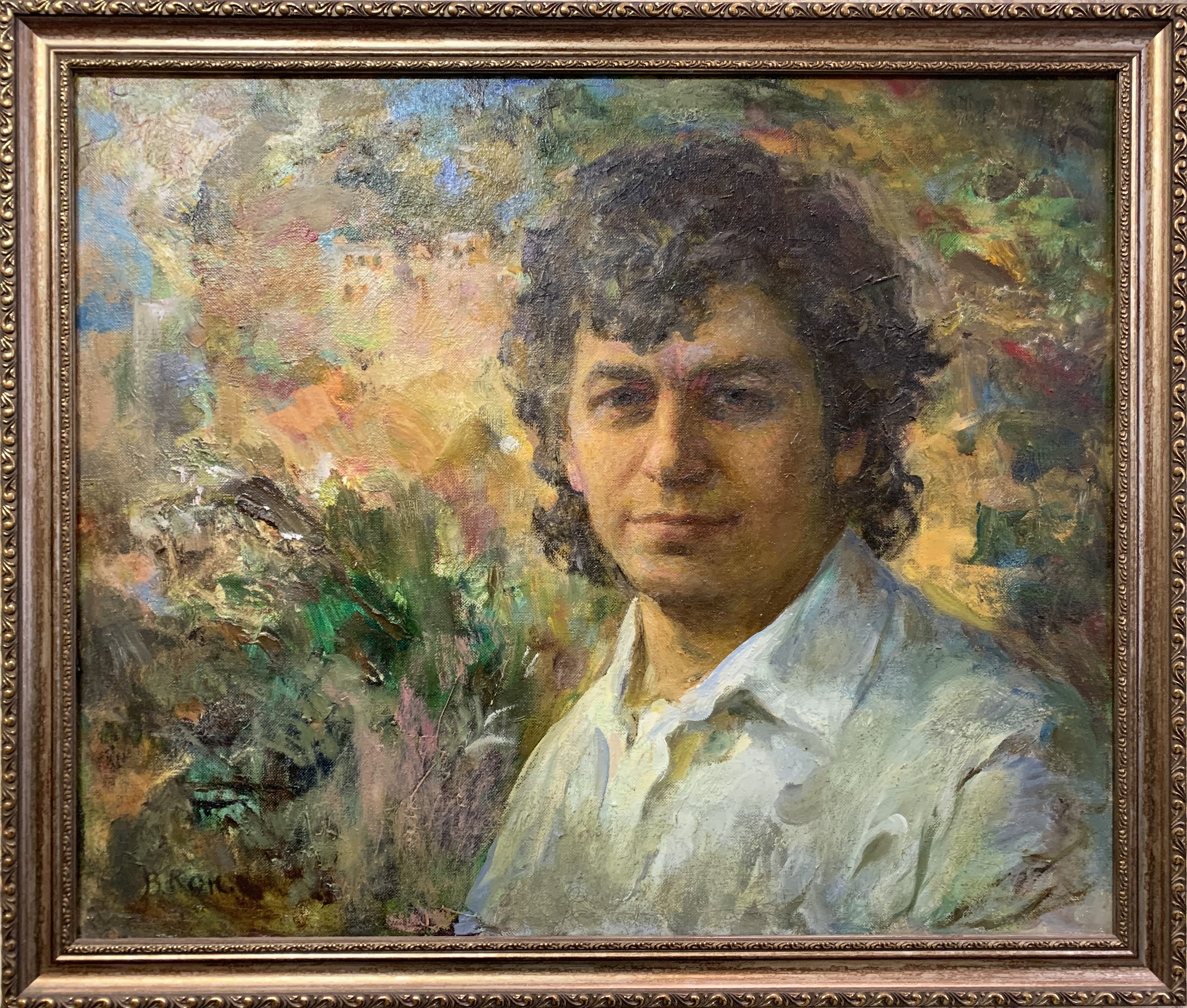
Автопортрет, 2018
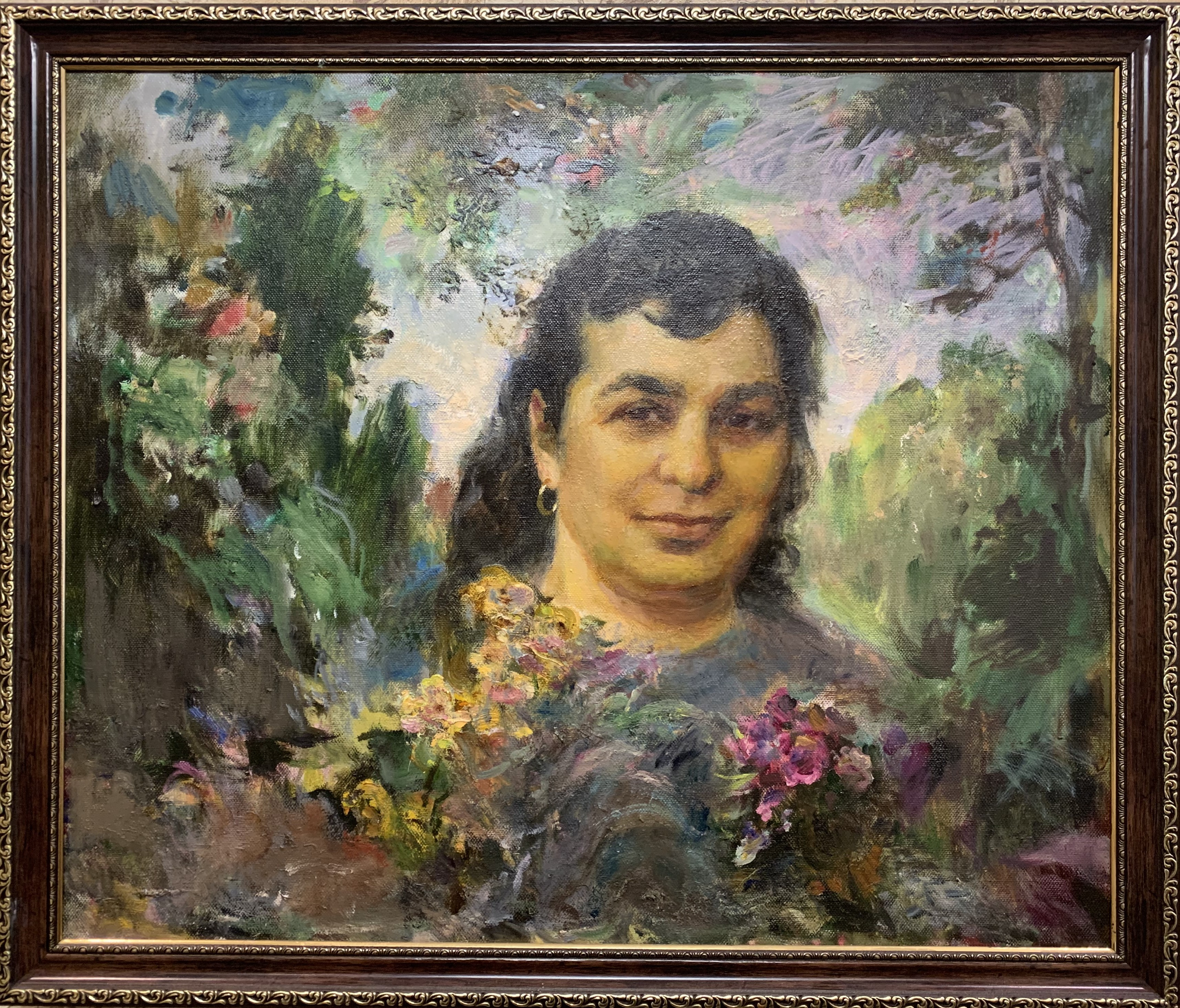
Портрет дружини, 2018
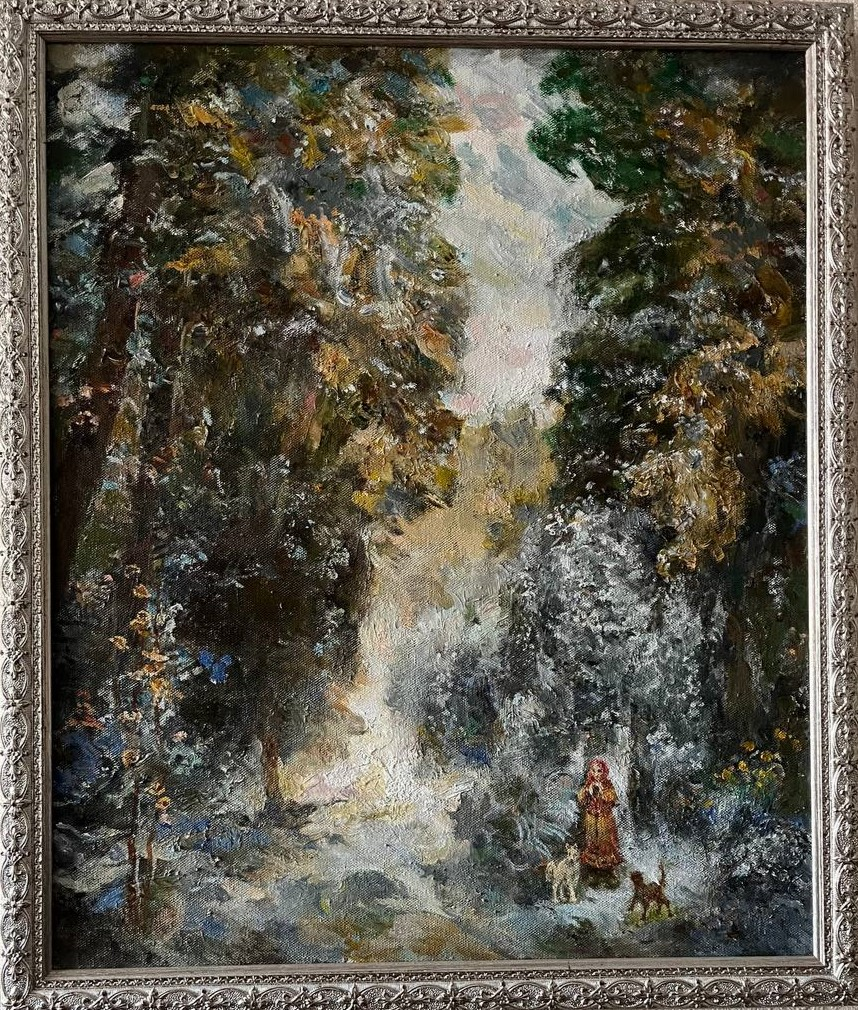
Зима у Буковелі, 2019
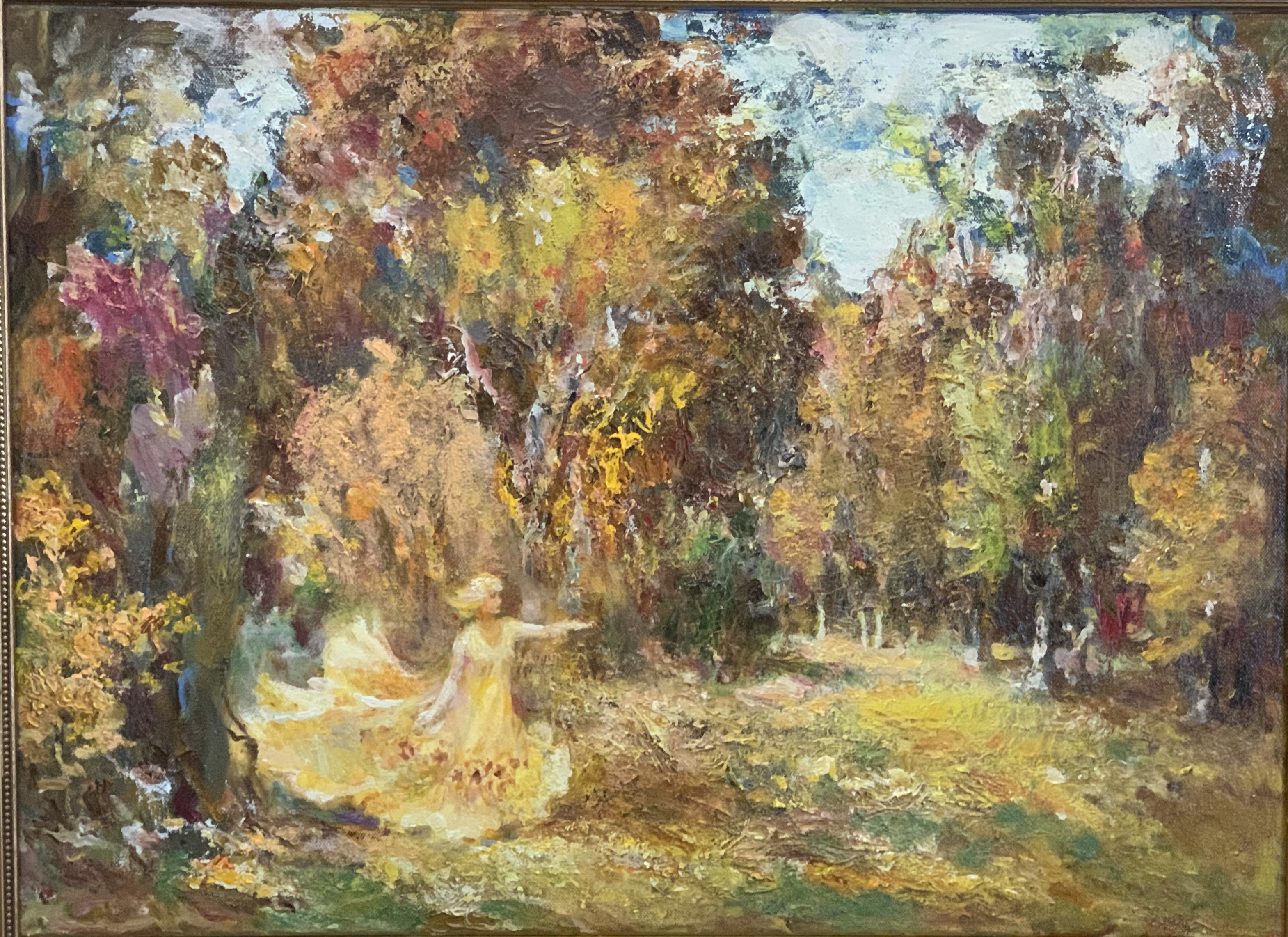
Осіння фея, 2019
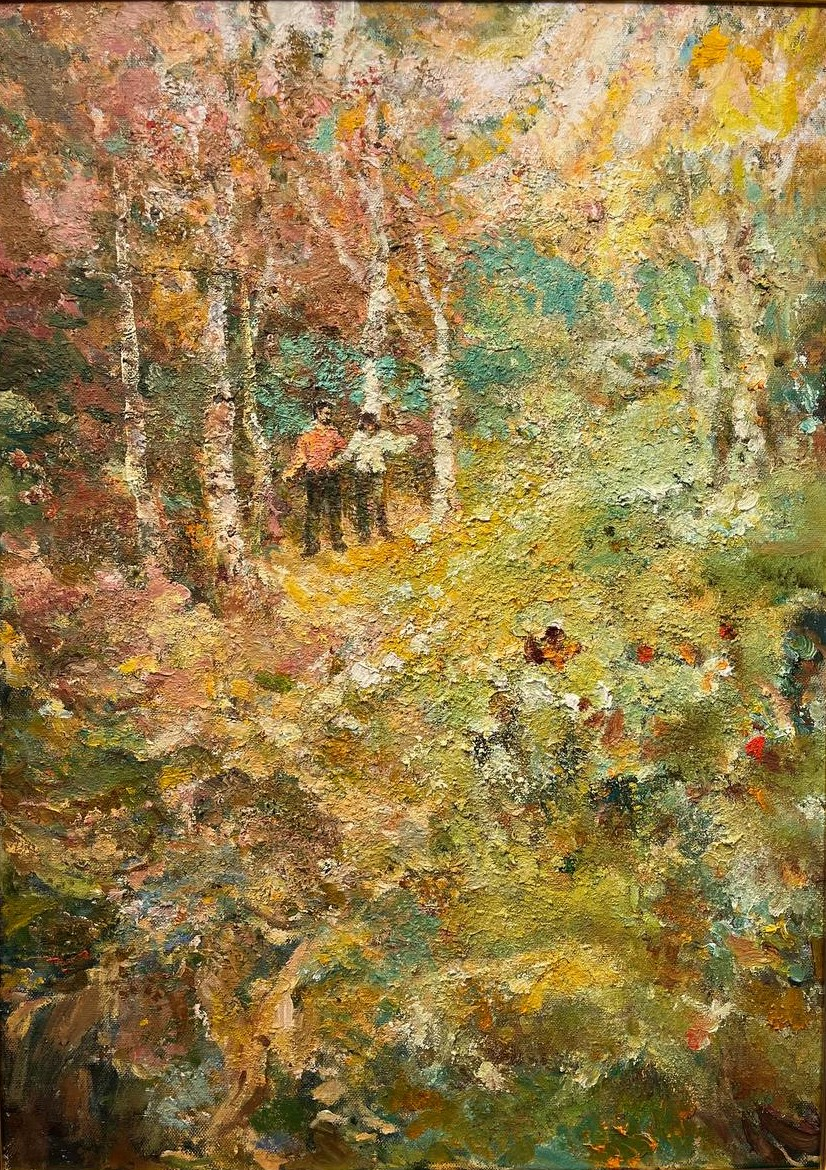
Осіння прогулянка, 2019
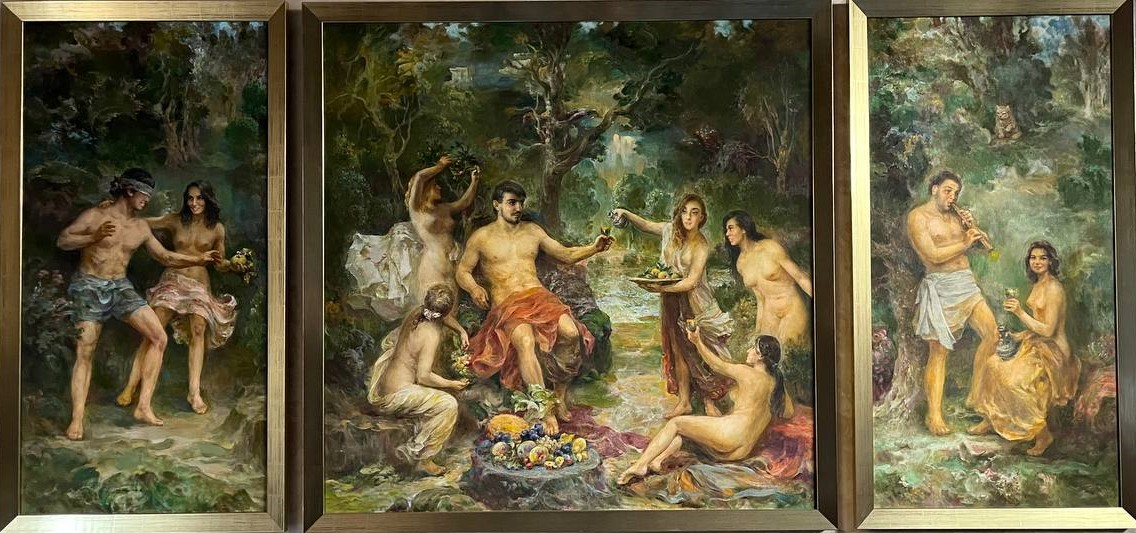
Молодість, 2020
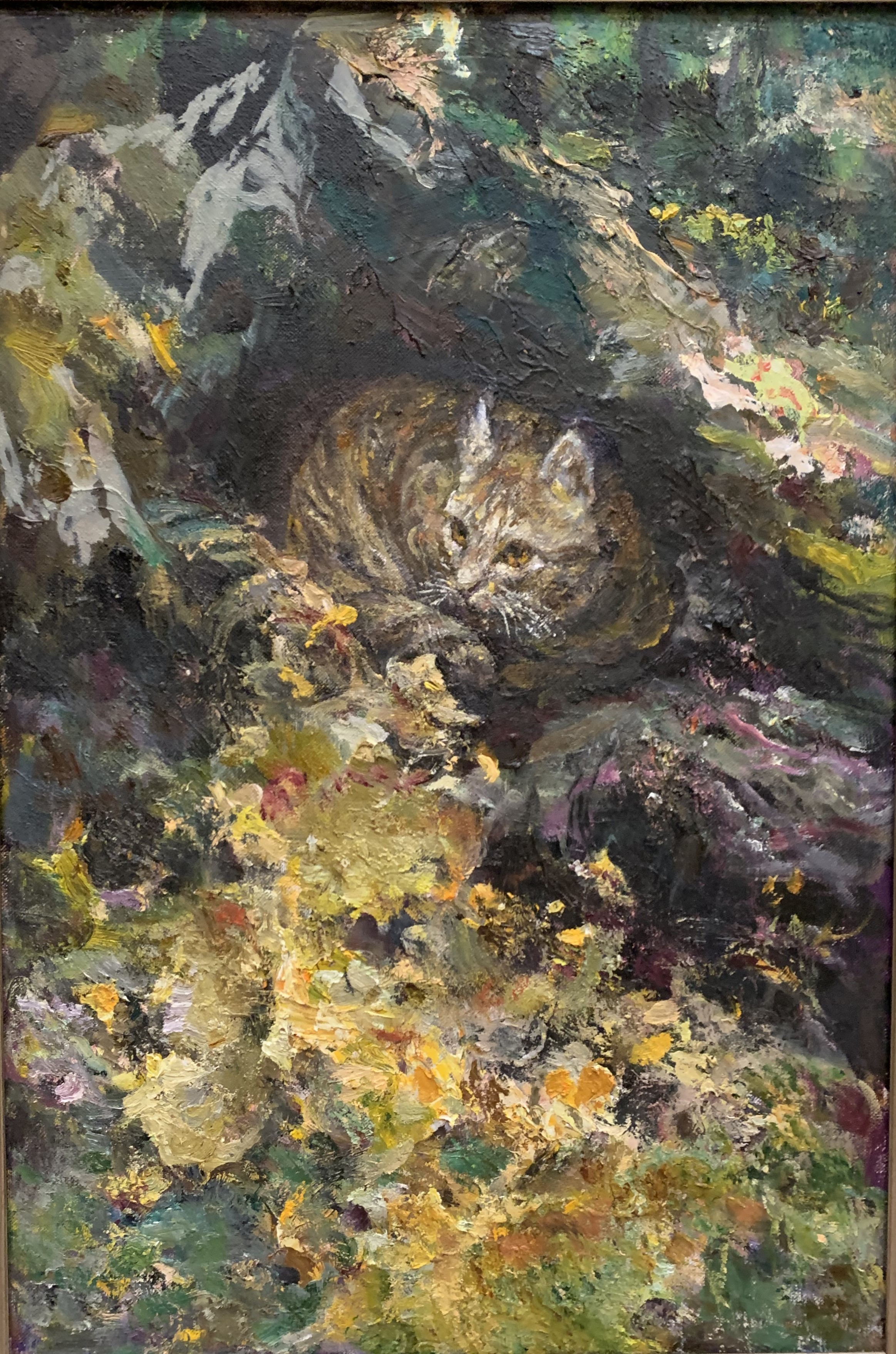
Ліза, 2020
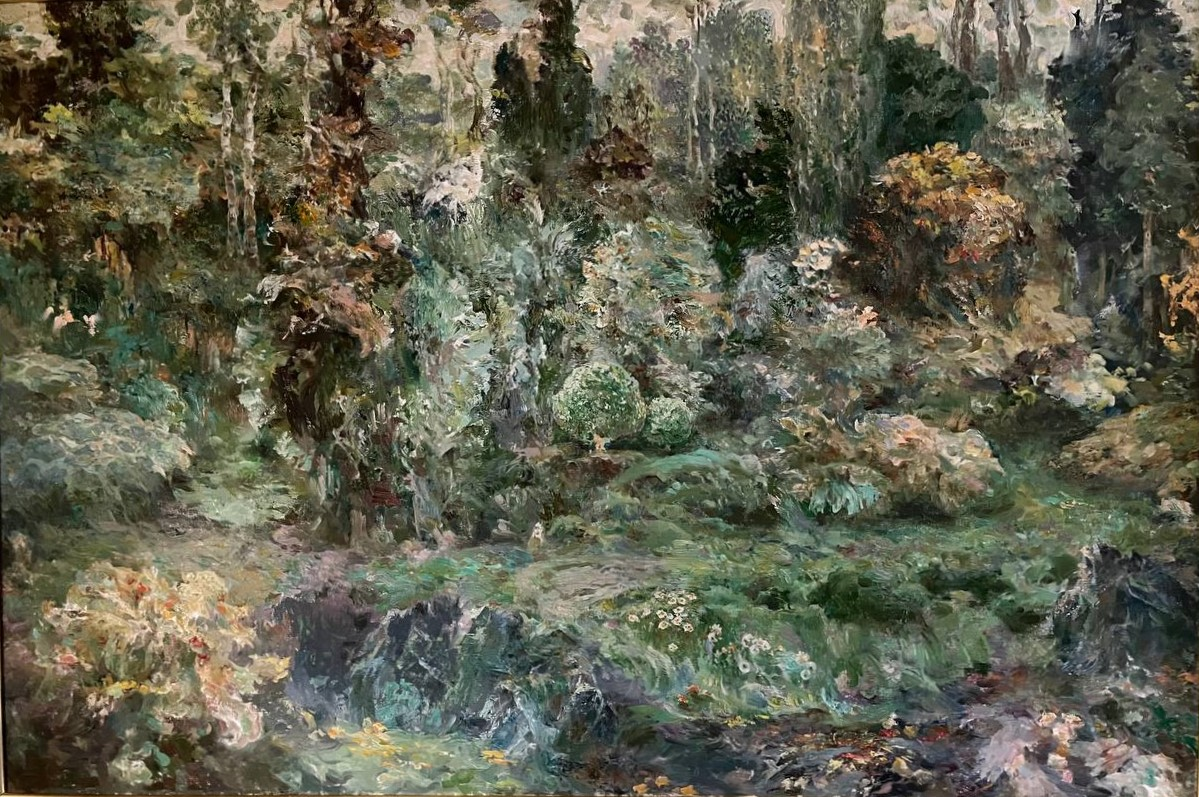
Літо, 2021
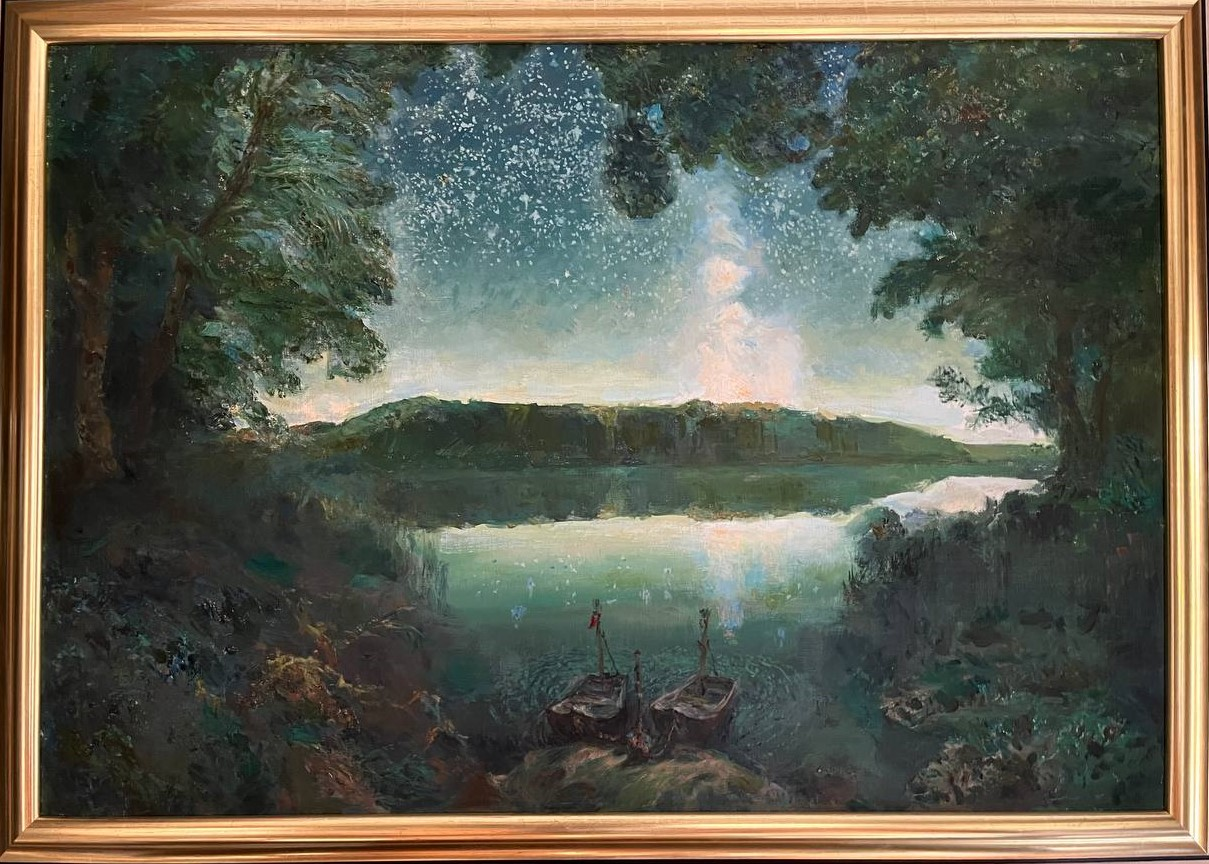
Перед світанком, 2021